# Bochum
Die Stadt Bochum [ˈboːxʊm] (westfälisch Baukem aus altsächsisch Boc-hem ['bo:khe:m]) ist eine kreisfreie Großstadt im nordrhein-westfälischen Regierungsbezirk Arnsberg. Die westfälische Stadt bildet ein Oberzentrum in der geografischen Mitte des Ruhrgebiets und ist eines von dessen fünf Oberzentren. Die auf weitgehend flachem Gebiet nördlich der Ruhr gelegene Stadt ist Mitglied im Landschaftsverband Westfalen-Lippe (LWL) und im Regionalverband Ruhr (RVR). Mit 358.676 Einwohnern (31. Dezember 2024) ist Bochum nach Köln, Düsseldorf, Dortmund, Essen und Duisburg die sechstgrößte Stadt des Landes Nordrhein-Westfalen, die zweitgrößte Stadt Westfalens und steht auf Platz 16 der größten Städte Deutschlands.
Die erstmals um 890 erwähnte Stadt entstand entlang des historischen westfälischen Hellwegs und fungierte im Mittelalter zunächst als regionale Landstadt. Bochum wuchs erst im Zuge der Industrialisierung, vor allem durch den Bergbau, ab den 1840er-Jahren zu einer bedeutenderen Stadt heran und ist heute ein Teil der Metropolregion Rhein-Ruhr. Die Einwohnerzahl der Stadt überschritt mit Eingemeindungen die Schwelle von 100.000 Einwohnern und erhob Bochum im Jahre 1904 zur Großstadt. Auch mit der Eingliederung der bis dahin kreisfreien Stadt Wattenscheid (etwa 72.000 Einwohner) wuchs die Stadt 1975 markant.
Seit der Gründung der im südlichen Stadtteil Querenburg gelegenen Ruhr-Universität im Jahr 1962, mit über 40.000 Studenten eine der größten Universitäten Deutschlands, ist Bochum Universitätsstadt. Bochum ist darüber hinaus bedeutender Hochschul- und Kulturstandort mit neun Hochschulen bzw. Dependancen von Hochschulen. Überregional bekannt sind das Deutsche Bergbau-Museum, das Schauspielhaus, das Planetarium Bochum, das Eisenbahnmuseum, das Bermuda3eck, das Ruhrstadion als Spielstätte des VfL Bochum, Tierpark und Fossilium sowie das am längsten am selben Standort laufende Musical der Welt, Starlight Express. Das Stadtbild wird unter anderem durch eine Kirchturm- und Hochhaus-Skyline sowie diverse Baudenkmale vor allem des Historismus, des Expressionismus und der Nachkriegsmoderne geprägt. Auf der Route der Industriekultur „im Herzen des Reviers“ sind die Industriedenkmale der Stadt miteinander verbunden.
In Bochum gibt es ferner verschiedene Bergbauinstitutionen. Der Bochumer Verein, gegründet 1842, schrieb Industriegeschichte, als es dem Unternehmen Ende der 1840er Jahre gelang, Stahl in Formen zu gießen. Das bekannteste Produkt der Firma waren Glocken aus diesem Werkstoff. Die 15.000 kg schwere Glocke der Weltausstellung von 1867 vor dem Bochumer Rathaus erinnert an diese Epoche. Im Rahmen des Strukturwandels wurden anstatt neuer Industriearbeitsplätze vornehmlich Dienstleistungs-Jobs geschaffen.

## Geographie

### Geographische Lage

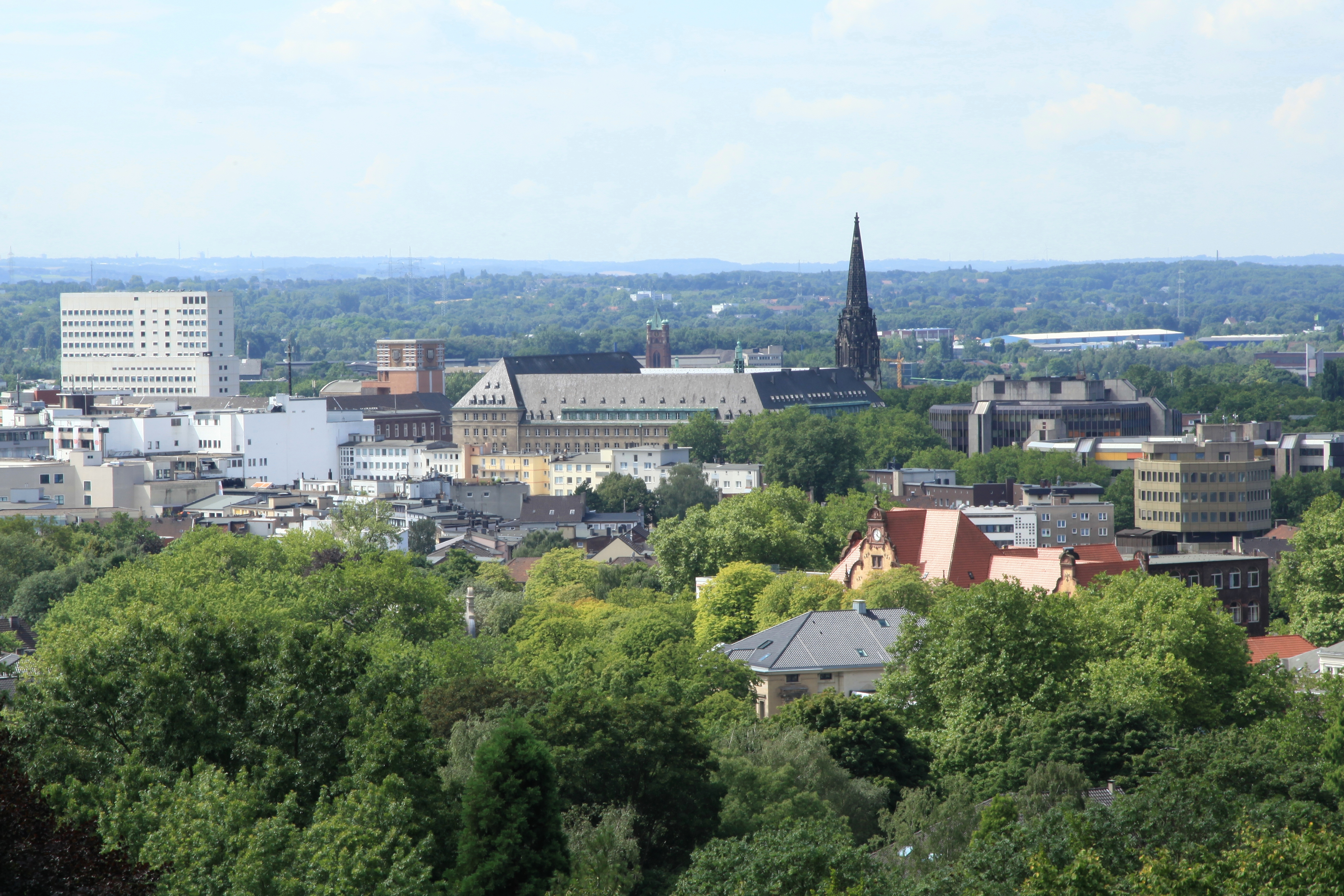
Blick auf das Bochumer Zentrum vom Bismarckturm im Stadtpark

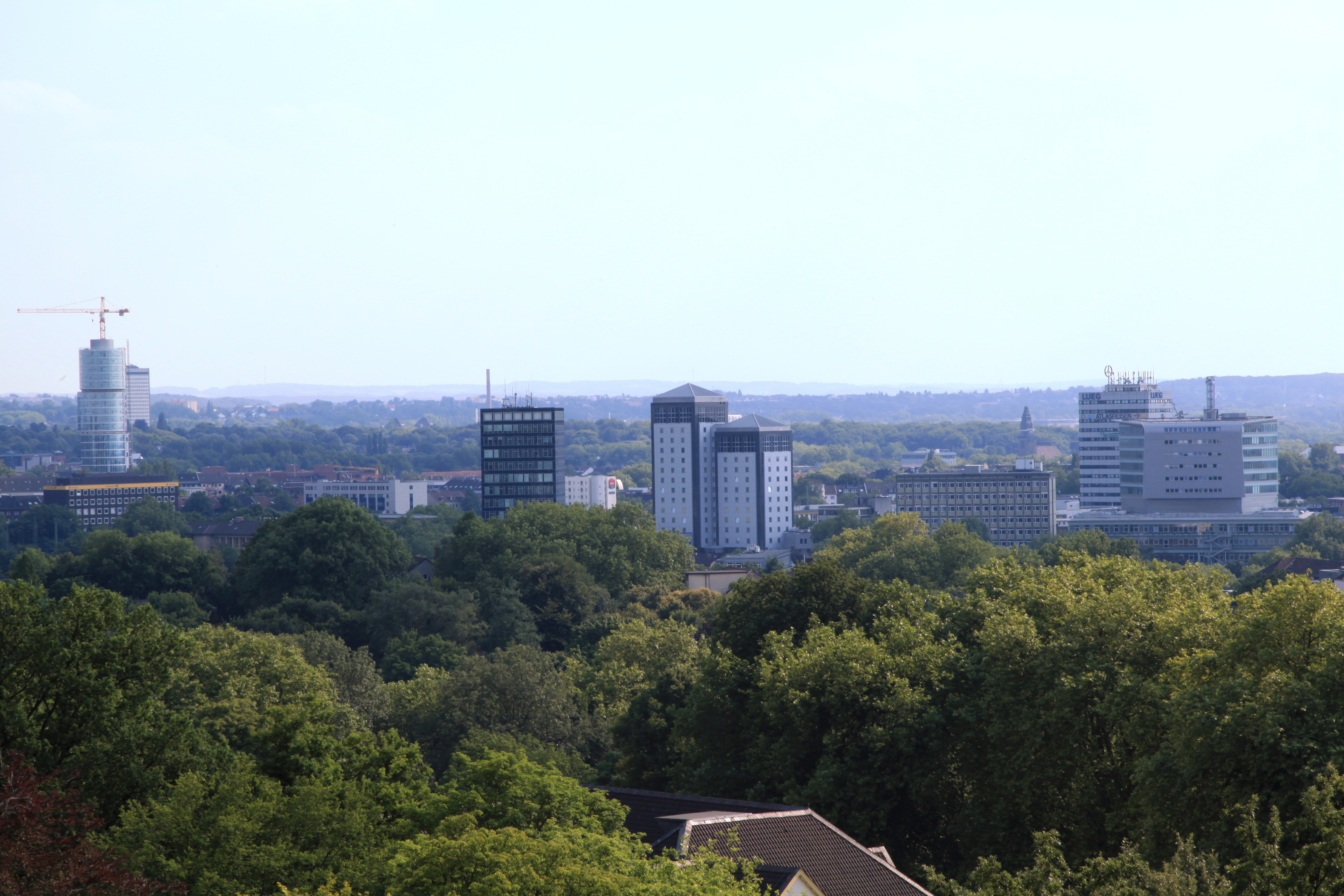
Teil der Bochumer Skyline mit Exzenterhaus, Stadtwerke-Haus, Park-Inn-Hotelhochhaus und Europahaus

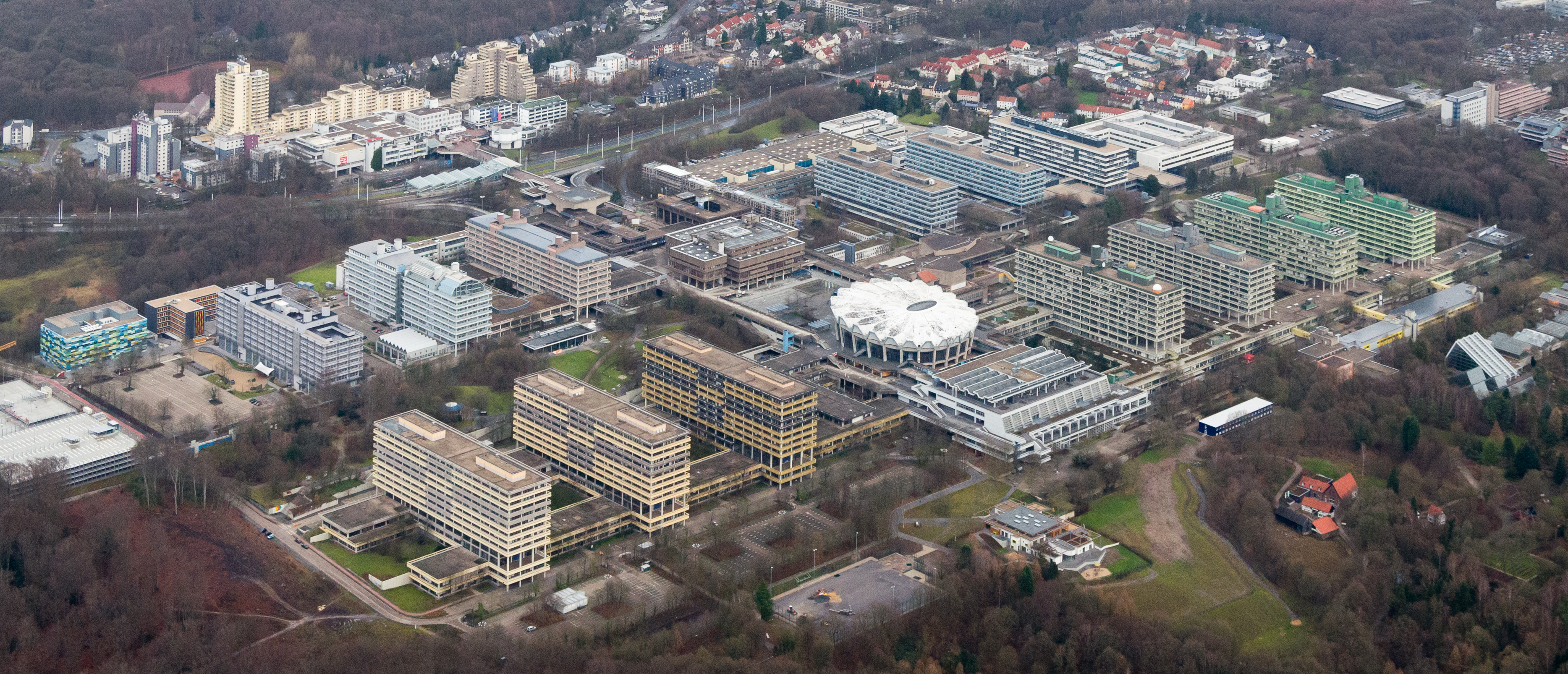
Luftaufnahme der Ruhr-Universität

Bochum liegt auf dem flachhügeligen Bochumer Landrücken als Teil der Ruhrhöhen zwischen den Flüssen Ruhr und Emscher an der Grenze zwischen südlicher und nördlicher Ruhrkohlezone. Der höchste Punkt im Stadtgebiet liegt an der Kemnader Straße in Stiepel auf einer Höhe von 196 m ü. NN, der niedrigste Punkt mit 43 m ü. NN liegt am Blumenkamp in Hordel.
Flachhügeliger Landrücken bedeutet, dass die Geländeform in Bochum durch gleichmäßige Steigungen und Gefälle, die selten mehr als 3 % betragen, geprägt ist. Einzelne steilere Geländeverläufe sind beispielsweise am Harpener Hellweg beim NSG Berghofer Holz (3,4 %), auf der Westenfelder Str. im Stadtbezirk Wattenscheid (3,47 %) oder auf der Kemnader Str., die vom Ruhrufer in Stiepel (71 m ü. NN) aufwärts zur Ortsmitte von Stiepel (196 m ü. NN; 5,1 % Steigung) führt, zu finden. Auch Wegstrecken, die vom tiefer gelegenen Ruhrtal durch die zum Bochumer Süden gehörenden Orte führen, weisen eine stärkere Steigung auf (beispielsweise Kassenberger Str. und Dr.-C.-Otto-Str. in Dahlhausen, Blankensteiner Str. in Sundern).
Die größte Ausdehnung des Stadtgebiets in Nord-Süd-Richtung liegt bei 13,0 und in West-Ost-Richtung bei 17,1 km. Die Länge der Stadtgrenze beträgt 67,2 km.

### Geologie
Im südlichen Stadtgebiet stehen Sedimentgesteine des flözführenden Oberkarbons an. Diese werden im Norden von Meeresablagerungen der Oberkreide überlagert. Das Inlandeis der Saale-Eiszeit hinterließ eine Grundmoräne, Findlinge und Schmelzwasserablagerungen. In der Weichsel-Kaltzeit wurde Löss abgelagert. Die geologischen Schichten können im ehemaligen Steinbruch der Zeche Klosterbusch und im Geologischen Garten Bochum besichtigt werden.

### Gewässer
Die Gewässer in Bochum entwässern nach Norden hin in die Emscher, nach Süden hin in die Ruhr, die im Bochumer Südosten zum Kemnader See aufgestaut ist, nach Osten in den Oelbach, der durch den Ümminger See fließt und in die Ruhr mündet.

### Vegetation
Bochum besitzt im Süden einige Wälder, darunter das Weitmarer Holz. In der Regel handelt es sich um Eichen-Buchen-Mischwald. Das Vorkommen der Stechpalme weist auf das gemäßigte Klima hin. In Bochum sind mehrere Naturschutz- und Landschaftsschutzgebiete ausgewiesen.

### Nachbargemeinden
| Gelsenkirchen (kreisfrei) | Herne (kreisfrei)                           | Castrop-Rauxel (Kreis Recklinghausen) |
| Essen (kreisfrei)         | Kompassrose, die auf Nachbargemeinden zeigt | Dortmund (kreisfrei)                  |
|                           | Hattingen (Ennepe-Ruhr-Kreis)               | Witten (Ennepe-Ruhr-Kreis)            |

### Stadtgliederung

Die sechs Bochumer Stadtbezirke

Das Stadtgebiet Bochum besteht aus sechs Stadtbezirken; jeder hat eine Bezirksvertretung, deren Vorsitzender der Bezirksbürgermeister ist. Die Stadtbezirke sind in Stadtteile eingeteilt.
| Stadtbezirk              | Stadtteile                                                                                      |
| ------------------------ | ----------------------------------------------------------------------------------------------- |
| Bochum-Mitte (I)         | Bochum-Innenstadt, Altenbochum, Grumme, Hamme, Hofstede, Hordel, Riemke                         |
| Bochum-Wattenscheid (II) | Eppendorf, Günnigfeld, Höntrop, Leithe, Munscheid, Sevinghausen, Wattenscheid-Mitte, Westenfeld |
| Bochum-Nord (III)        | Bergen, Gerthe, Harpen, Hiltrop, Kornharpen, Voede-Abzweig                                      |
| Bochum-Ost (IV)          | Laer, Langendreer, Werne                                                                        |
| Bochum-Süd (V)           | Querenburg, Stiepel, Wiemelhausen                                                               |
| Bochum-Südwest (VI)      | Dahlhausen, Linden, Sundern, Weitmar (Bärendorf, Mark und Mitte)                                |

### Klima
Die durchschnittliche Temperatur in Bochum beträgt 10,1 °C im Jahresmittel. Der kälteste Monat ist der Januar mit 2,5 °C, der wärmste der Juli mit 18,4 °C. Die Niederschlagsmenge beträgt ca. 750 Millimeter pro Jahr, wobei der meiste Niederschlag mit 85 Millimeter im August fällt.
|                       | Jan | Feb | Mär  | Apr  | Mai  | Jun  | Jul  | Aug  | Sep  | Okt  | Nov | Dez |   |      |
| Mittl. Tagesmax. (°C) | 5,6 | 7,5 | 10,3 | 14,7 | 19,0 | 22,7 | 24,7 | 23,6 | 19,6 | 14,6 | 9,5 | 7,8 | ⌀ | 15   |
| Mittl. Tagesmin. (°C) | 1,2 | 1,7 | 3,3  | 5,7  | 9,5  | 13,3 | 14,6 | 14,3 | 11,3 | 8,3  | 4,4 | 3,7 | ⌀ | 7,6  |
|                       |     |     |      |      |      |      |      |      |      |      |     |     |   |      |
| Niederschlag (mm)     | 88  | 84  | 71   | 43   | 51   | 77   | 50   | 88   | 71   | 63   | 87  | 93  | Σ | 866  |
|                       |     |     |      |      |      |      |      |      |      |      |     |     |   |      |
| Sonnenstunden (h/d)   | 1,5 | 1,6 | 4,0  | 5,2  | 6,0  | 6,2  | 7,0  | 6,2  | 4,9  | 3,7  | 2,1 | 1,3 | ⌀ | 4,2  |
|                       |     |     |      |      |      |      |      |      |      |      |     |     |   |      |
| Regentage (d)         | 21  | 16  | 17   | 14   | 13   | 15   | 13   | 16   | 15   | 16   | 19  | 20  | Σ | 195  |
|                       |     |     |      |      |      |      |      |      |      |      |     |     |   |      |
| Luftfeuchtigkeit (%)  | 85  | 80  | 77   | 72   | 70   | 73   | 73   | 74   | 79   | 81   | 84  | 85  | ⌀ | 77,7 |

| 1,2 |

| 1,7 |

| 3,3 |

| 5,7 |

| 9,5 |

| 13,3 |

| 14,6 |

| 14,3 |

| 11,3 |

| 8,3 |

| 4,4 |

| 3,7 |

| 1,2 |

| 1,7 |

| 3,3 |

| 5,7 |

| 9,5 |

| 13,3 |

| 14,6 |

| 14,3 |

| 11,3 |

| 8,3 |

| 4,4 |

| 3,7 |

### Umweltzone
Die Umweltzone in Bochum wurde am 1. Oktober 2008 eingerichtet und zum 1. Januar 2012 verändert. Sie umfasst gegenwärtig drei Viertel aller Haushalte der Stadt.

## Geschichte

### Ortsname
Der Name der Stadt entstand aus zahlreichen überlieferten niederdeutschen bzw. westfälischen Bezeichnungen wie Bochem, Buchem, Boeckum oder auch Bokheim. Der erste Namensbestandteil boc ist das niederdeutsche Wort für Buche und hum oder hem lassen sich wiederum auf das niederdeutsche Wort für -heim zurückführen. Demnach bezeichnete der Name der Stadt einen Wohnort unter Buchen und ließe sich heute auch mit „Buchenheim“ übersetzen (vgl. auch Bocholt).

### Vorgeschichte

Bochum 1790

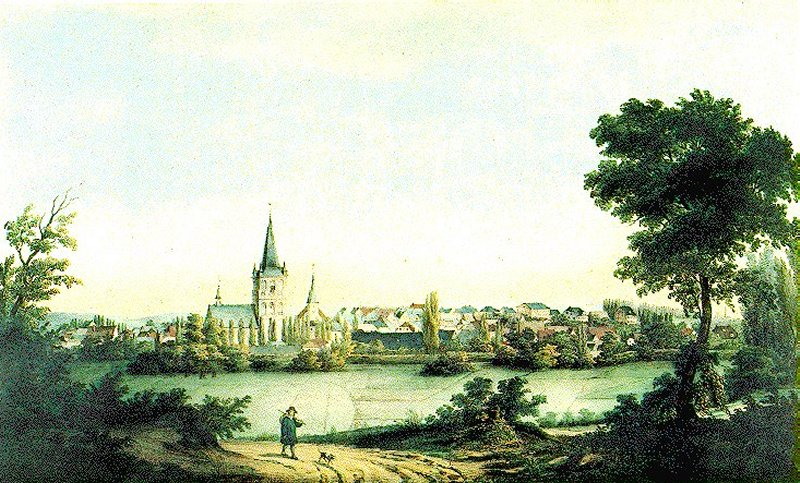
Bochum um 1830

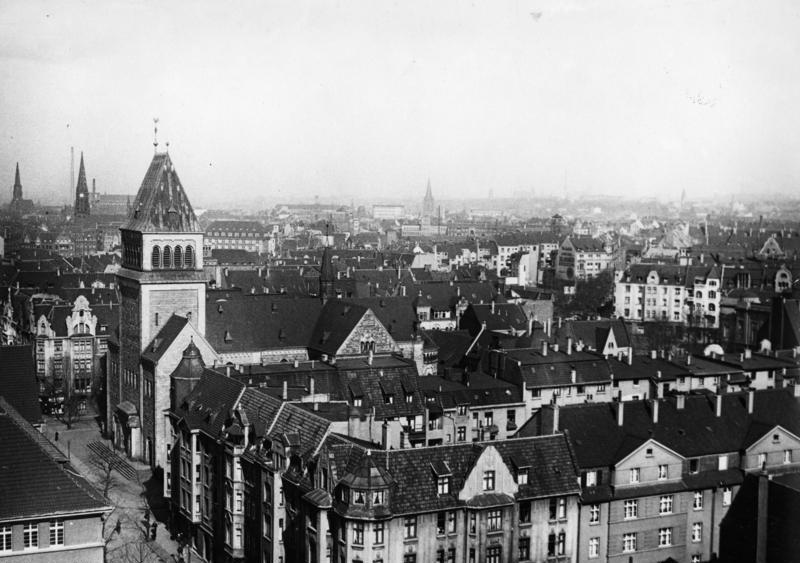
Blick über Bochum 1939

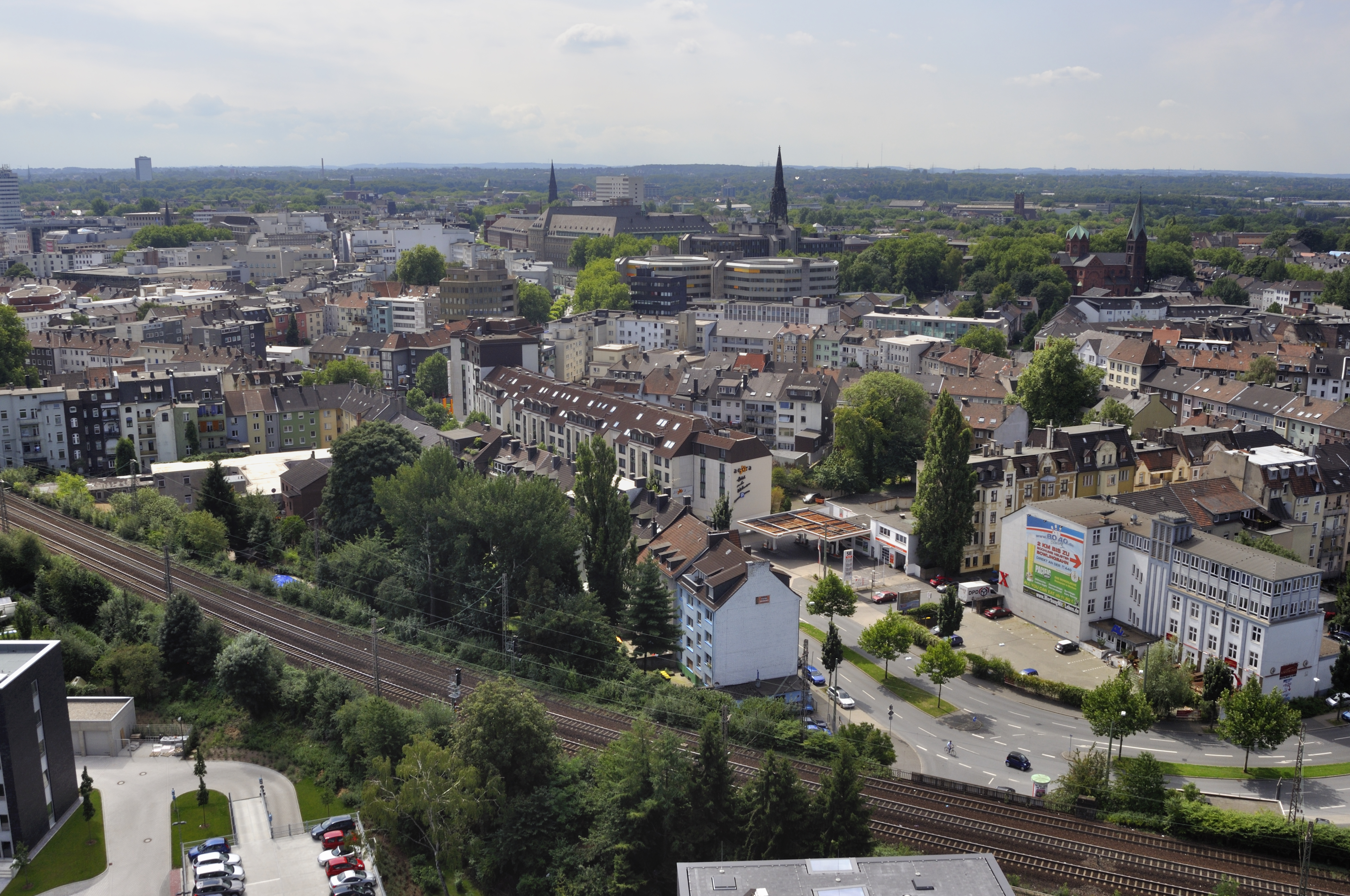
Bochum 2010

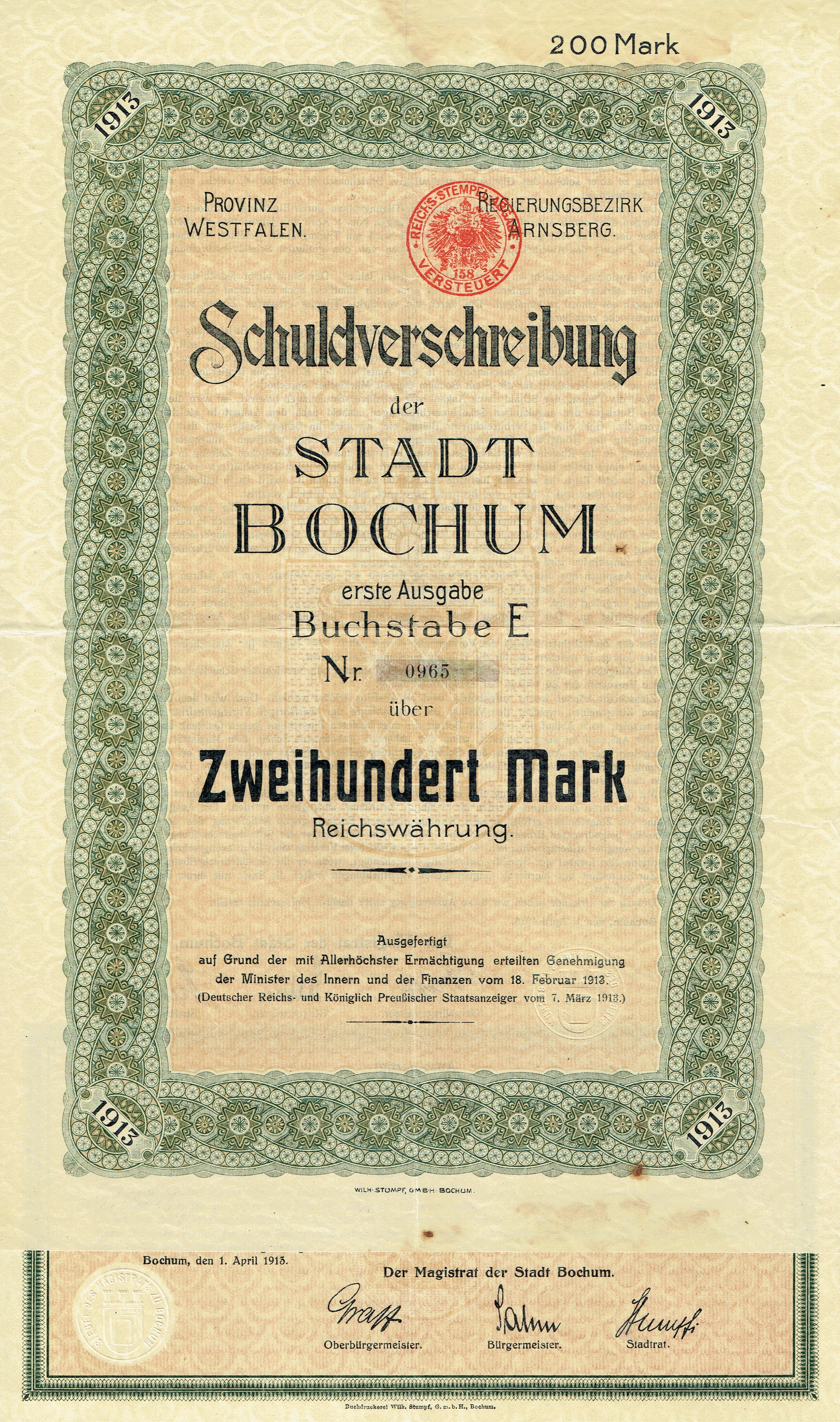
Schuldverschreibung über 200 Mark der Stadt Bochum vom 1. April 1913

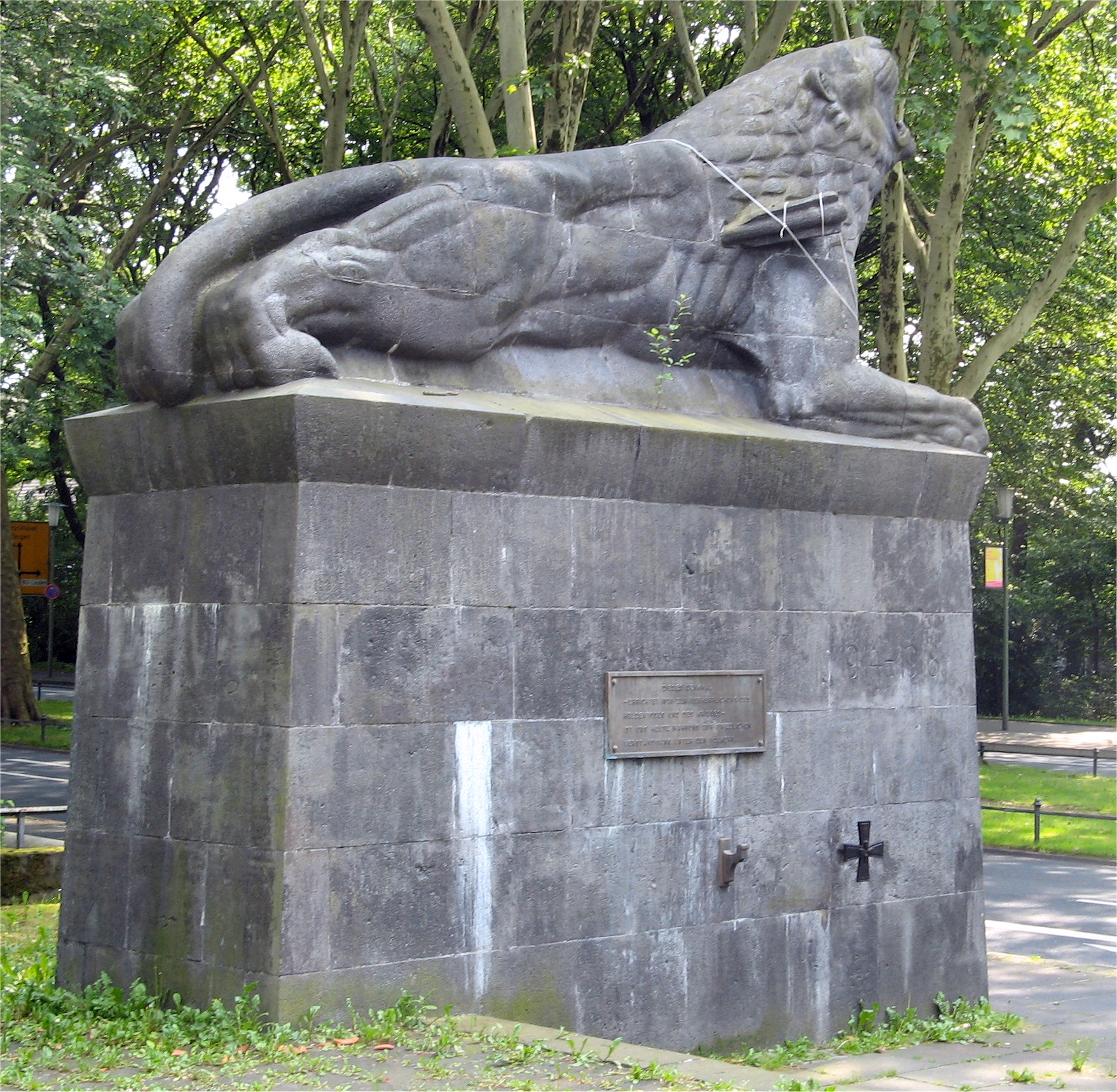
Das Löwendenkmal Bochum

Archäologische Funde zeugen von einer sesshaften Besiedlung des heutigen Bochumer Stadtgebiets in der späten Jungsteinzeit im Bereich des Oelbachs.
Das um 900 erstellten Heberegister (Urbar) der Abtei Werden benennt über dreißig Bauernschaften (villae) im Borahtron-Gau. In dieser Aufstellung finden sich viele heutige Bochumer Stadtteile. Unter diesen Bauernschaften ist auch Altenbochum, damals Aldanbochem. Man kann davon ausgehen, dass dort, wo es ein altes Bochum gibt, auch ein neues Bochum existiert, die Stadt wird also indirekt aufgeführt. Es wird aber vermutet, dass Karl der Große bereits um 800 am Schnittpunkt zweier Handelsstraßen südlich der heutigen Propsteikirche einen Reichshof anlegen ließ. Im Jahre 1041 wurde der Ort in einem Dokument der Kölner Erzbischöfe unter dem Namen „Cofbuokheim“ urkundlich erwähnt. 1321 bestätigte Graf Engelbert II. von der Mark Bochum in einer Urkunde bestehende Befugnisse des Schultheißen. Dies wird häufig als die Verleihung von Stadtrechten erwähnt. Die ab 1400 in mehreren Linien bis heute bestehende Familie von Berswordt ist mit der Zweiglinie von Berswordt-Wallrabe in Weitmar ansässig.
Schon im 13. Jahrhundert wurde nachweislich im Ruhrtal Steinkohlenbergbau betrieben, so kann man dies auch für das Gebiet Bochums annehmen. Urkundlich taucht die Steinkohle im Bochumer Bereich erst 1537 in kirchlichen Rechnungsbüchern auf. Der Bergbau wurde auch später nur im kleinen Umfang betrieben, Bochum bleibt bis ins 19. Jahrhundert hinein nur eine Ackerbürgerstadt mit einigen überörtlichen Behörden, zu denen 1738 für einige Jahre ein Bergamt kam. Zudem war Bochum eine innerländische Hansestadt, dies jedoch nur als eine der zahlreichen westfälischen „Beistädte“ ohne Mitspracherecht.
Siehe auch: Liste von Bergwerken in Bochum
Bis 1806 gehörte die Stadt zur preußischen Grafschaft Mark, dann bis 1813 zum Ruhrdepartement des Großherzogtums Berg, anschließend vorübergehend zum preußischen Zivilgouvernement zwischen Weser und Rhein. 1815 kam die Stadt zu Preußen und wurde der Provinz Westfalen zugeordnet. 1817 wurde die Stadt Bochum Sitz des Kreises Bochum, aus dem sie jedoch 1876 ausschied, um kreisfreie Stadt zu werden. Der Kreis Bochum bestand noch bis 1929 und wurde dann aufgelöst.

### Industrialisierung
Der Aufstieg Bochums zur Zechenstadt begann 1844, als hinter der Stadtgrenze des noch selbständigen Hamme der erste Schacht der Zeche Präsident die regelmäßige Förderung aufnahm. Dies war die erste Tiefbauzeche des westfälischen Teils des Ruhrgebietes, wobei die Mergeldecke durchstoßen wurde. In den 1850er und 1860er Jahren folgte die Gründung von Tiefbauzechen, die zum Ende des 19. Jahrhunderts die Wirtschaftsstruktur neben der Stahlindustrie prägten. Technische Schwierigkeiten beim Aufbau der Zechen und damit bedingte finanzielle Engpässe führten dazu, dass sich die Zechen erst langsam entwickelten. Weiterhin bedingte die Konjunkturkrise nach der Reichsgründung, dass die Absatzmärkte für Kohle zeitweise einbrachen. Der entscheidende Aufstieg und weitere Ausbau der Zechen folgte in den 1880er Jahren. Alle Zechen verfügten mittlerweile über einen Bahnanschluss. Die als Koks veredelte Kohle wurde für die Stahlerzeugung benötigt; dies führte zu der Errichtung von Kokereien auf den Zechengeländen.
Jacob Mayer erwarb 1843 ein Gelände an der Essener Chaussee, auf dem eine Fabrik zur Erzeugung von Gussstahl errichtet wurde. 1854, nach finanzieller Beteiligung Kölner Kaufleute, wurde der Betrieb in Bochumer Verein für Bergbau und Gußstahlfabrikation umbenannt. Unter dem technischen Direktor Louis Baare entwickelte sich der Bochumer Verein zu einem der führenden Unternehmen des Ruhrgebietes.
1843 wurde Max Greve zum Bürgermeister gewählt, der wesentlich den Aufbau Bochums zur Industriestadt unterstützte. Während seiner Amtszeit erfolgte die Gründung der Gasanstalt (1855), des Wasserwerkes (1871) und die Gründung der Handelskammer (1856). Der ökonomische Aufstieg der Zechen und der Stahlindustrie führten zu einem hohen Arbeitskräftebedarf, der durch die damalige Bevölkerung nicht zu decken war. Die Bevölkerung Bochums wuchs von 1843 bis 1873 von 4282 auf 25174 Einwohner. Um Arbeitskräfte anzuwerben wurden Wohnungen in Werksnähe geschaffen, die abseits der traditionellen Wohnbereiche lagen. Im Griesenbruch lagen die Werkswohnungen des Bochumer Vereins, durch die Gussstahlbahn vom Bochumer Stadtgebiet abgetrennt.
1860 erhielt Bochum Anschluss an die Bahnstrecke Witten/Dortmund–Oberhausen/Duisburg der Bergisch-Märkischen Eisenbahn-Gesellschaft, 1874 folgte die Bahnstrecke Osterath–Dortmund Süd der Rheinischen Eisenbahn-Gesellschaft, beide wurden ab 1880 verstaatlicht.
Das Wachstum Bochums im auslaufenden 19. Jahrhunderts erfolgte ohne übergeordnete Planung, und so konnte sich vorerst keine geordnete Infrastruktur entwickeln. An den Zechenstandorten entstanden Industrieansiedlungen und Werkswohnungen, während die eingesessenen landwirtschaftlichen Betriebe um die Industriestandorte weiterhin Ackerbau betrieben. Den stärksten Bevölkerungszuwachs hatten die nördlichen und östlichen Vororte (Langendreer, Werne, Riemke, Hofstede).
Die erste Straßenbahnlinie wurde 1894 in Betrieb gestellt, sie verband Bochum und Herne. Seit 1896 wird die Strecke von der Bochum-Gelsenkirchener Straßenbahnen AG (BOGESTRA) betrieben.
Zum Ende des 19. Jahrhunderts hatte sich die Bebauung angrenzender Vororte bis an das Bochumer Stadtgebiet ausgedehnt, und es entwickelten sich Abhängigkeiten bei der Infrastruktur wie der Gas- und Wasserversorgung. Dies führte zur ersten Eingemeindungswelle, bei der Hamme, Hofstede, Grumme und Wiemelhausen der Stadt Bochum zugeschlagen wurden. 1905 überschritt die Einwohnerzahl der Stadt die Grenze von 100.000 – Bochum war Großstadt. Die Bochumer Innenstadt hatte eine sehr heterogene Struktur, die noch stark von der Zeit als Kleinstadt geprägt war. Eine einheitliche Gestaltung der Innenstadt und ein planmäßiger Ausbau des Stadtteils Ehrenfeld erfolgten bis zum Ausbruch des Ersten Weltkrieges.
Die Folgen des Krieges – Arbeitslosigkeit, Streiks, die französische Besetzung, die Geldentwertung – unterbrachen das weitere Wachstum. Ein wirtschaftlicher Aufschwung folgte in den Jahren 1925 bis 1929. In dieser Zeit wurden weitere Vororte dem Bochumer Stadtgebiet zugeschlagen (u. a. Riemke, Langendreer, Stiepel, Querenburg). Das Stadtgebiet reichte nunmehr bis zum nördlichen Ruhrtal. Allerdings wurde dem Bochumer Begehren, einen Zugang zum wirtschaftlich wichtigen Rhein-Herne-Kanal auf dem Stadtgebiet herzustellen, nicht entsprochen.

### Zweiter Weltkrieg
Am 9. November 1938, in den Novemberpogromen, kam es auch in Bochum zu Ausschreitungen gegen die Juden; die Synagoge wurde in Brand gesteckt. Erstmals wurden Juden in Konzentrationslager verschleppt und zahlreiche jüdische Einrichtungen und Wohnungen zerstört. Etwa 500 jüdische Bürger sind namentlich bekannt, die in den folgenden Jahren im Holocaust umkamen, darunter 19, die jünger als 16 Jahre alt waren. Im Dezember 1938 begann die jüdische Volksschullehrerin Else Hirsch mit der Organisation von insgesamt zehn Kindertransporten in die Niederlande und nach Großbritannien, um jüdische Kinder und Jugendliche zu retten. Auch viele Bochumer Kinder anderer verfolgter Gruppen wurden von niederländischen Familien aufgenommen und so vor Verschleppung und Ermordung bewahrt.
Im Rahmen der NS-Zwangsarbeit wurden während des Zweiten Weltkriegs mehr als 30.000 Menschen als Zwangsarbeiter in Bochum und Wattenscheid eingesetzt.
Während des Zweiten Weltkrieges wurde die Stadt durch Bombenangriffe schwer getroffen. Vom Mai 1940 bis März 1945 sind bei 12 Großangriffen und über 135 mittelschweren Bombardierungen, hauptsächlich durch die Royal Air Force, insgesamt über 500.000 Bomben abgeworfen worden. Große Teile der Gebäude waren beschädigt und über 20 % vollständig zerstört, in der Innenstadt sogar über 60 % der Häuser. Ein wichtiges Ziel unter anderem war der Bochumer Verein als drittgrößter Betrieb der Vereinigten Stahlwerke AG. Bis heute besteht Bochum zu etwa einem Drittel aus Gebäuden von vor dem Zweiten Weltkrieg und es werden Fliegerbomben als Bombenblindgänger gefunden und müssen durch den Kampfmittelräumdienst entschärft werden. Aufgrund des Krieges flohen auch viele Bochumer aus der Stadt, und viele der Schulkinder wurden per Kinderlandverschickung meistens nach Pommern evakuiert.
Am 10. April 1945 besetzte schließlich die US-Armee Bochum. Andernorts in Deutschland wurde der Krieg noch bis Anfang Mai fortgesetzt. Der Zweite Weltkrieg endete letztlich am 8. Mai mit der Bedingungslosen Kapitulation der Wehrmacht. Über 4.000 Bochumer starben bei den Bombardierungen, über 7.000 tote Soldaten aus Bochum waren zu beklagen und 1948 waren noch über 8.000 Bochumer vermisst oder in Gefangenschaft.

### Nachkriegsgeschichte
Nach dem Ende des Zweiten Weltkriegs gehörte Bochum zur Britischen Besatzungszone. Von der britischen Militärverwaltung wurden in Bochum zwei DP-Lager eingerichtet zur Unterbringung so genannter Displaced Persons. Die Mehrzahl von ihnen waren ehemalige Zwangsarbeiter aus Polen.
In der Nachkriegszeit entwickelte sich Bochum zu einem Kulturzentrum des Ruhrgebietes. 1962 eröffnete, unter anderem auf dem ehemaligen Zechengelände der Zeche Dannenbaum, die Adam Opel AG, eine Tochter von General Motors, in den Stadtteilen Laer und Langendreer die drei Opelwerke (Werk I, Werke II/III), die zum Symbol für den Strukturwandel im Ruhrgebiet wurden.
1964 wurde im Stadtteil Harpen mit dem Ruhr-Park das zweite Einkaufszentrum „auf der grünen Wiese“ in der Bundesrepublik fertiggestellt, heute das größte seiner Art in Deutschland. 1973 schloss die letzte Bochumer Zeche (Zeche Hannover). Neben ausgedehnten industriellen Zonen entstanden große durchgrünte, zum Teil fast ländlich wirkende Bereiche, die unter anderem bis zur Ruhr und zum Kemnader Stausee (Freigabe 1980) reichen. 1979 wurden die erste Stadtbahn-Strecke und das Ruhrstadion eröffnet.
Seit 1965 ist Bochum Universitätsstadt (Ruhr-Universität mit über 40.000 Studierenden).
1989 nahm die Stadtbahnlinie U 35 von Bochum Hauptbahnhof nach Herne-Schloss Strünkede den Betrieb auf. 1993 schlossen sich die Städte Bochum, Hattingen, Herne und Witten zur Region Mittleres Ruhrgebiet zusammen. 2003 wurde das Veranstaltungszentrum RuhrCongress eingeweiht. Im Jahr 2005 erfolgte die Grundsteinlegung für die neue Synagoge der jüdischen Gemeinde Bochum–Herne–Hattingen.
Im Jahr 2000 war der Tagesbruch des Höntroper Lochs wochenlang das bestimmende Thema der nationalen Medien, durch den mehrere Wohnhäuser über Nacht buchstäblich am Abgrund standen.
Der Standort Bochum hatte seit der Finanzkrise 2008 mit der Schließung des Nokia-Werks und der sich bereits anbahnenden Schließung der Opel-Fahrzeugproduktion, die schließlich Ende 2014 vollzogen wurde, zu kämpfen. Allein der Wegfall der Fahrzeugproduktion kostete rund 3000 Beschäftigten den Arbeitsplatz. Unter Leitung der städtischen Entwicklungsgesellschaft Bochum Perspektive wurde sofort nach dem Opel-Aus mit einer Umstrukturierung begonnen. Das Land Nordrhein-Westfalen unterstützte den Transformationsprozess durch die Vergabe von Fördergeldern in Höhe von rund 65 Millionen Euro in den Jahren 2014 und 2015. Das von Altlasten aus dem früheren Bergbau belastete 70-Hektar-Gelände  von Opel wurde saniert, und die alten Anlagen wurden im Eiltempo abgerissen. Ab 2017 wurde mit dem Bau eines großen DHL-Paketzentrums für später 600 Beschäftigte begonnen. Volkswagen siedelte hier seine IT-Tocherfirma VW-Infotainment an, die im Jahr 2024 1200 Beschäftigte hatte. Die Bochumer Universität mit ihrem Schwerpunkt IT-Sicherheit spielte hierbei eine wichtige Rolle. Weitere Unternehmensansiedlungen folgten. Im Rückblick zehn Jahre später wurde der Strukturwandel als großer Erfolg bewertet. Das geschlossene Opel-Werk hatte zum Zeitpunkt der Schließung 3000 Beschäftigte gehabt, und bis 2024 waren auf dem ehemaligen Opel-Areal mehr als 6300 neue Arbeitsplätze entstanden. Perspektivisch sollten es bis zum Jahr 2030 etwa 13.000 werden. Als besonderer Vorteil wurde dabei gesehen, dass es sich hierbei nicht um eine Monokultur eines einzigen Unternehmens, sondern um eine Vielzahl von mittelgroßen Unternehmen handelte. Im Vergleich zum Jahr 2014 verdoppelten sich bis zum Jahr 2024 die städtischen Gewerbesteuereinnahmen.

### Eingemeindungen

Die Phasen der Eingemeindungen in das Bochumer Stadtgebiet

- Am 1. April 1904 erfolgten die ersten Eingemeindungen: Grumme, Hamme, Hofstede und Wiemelhausen.[35]
- Am 1. April 1926 gab es eine zweite Eingemeindungswelle: Altenbochum, Bergen, Hordel, Riemke, Weitmar sowie Teile von Eppendorf, Höntrop und Westenfeld wurden eingegliedert.[35] In die benachbarte Stadt Wattenscheid wurden die Gemeinden Munscheid, Eppendorf, Günnigfeld, Höntrop, Westfälisch Leithe, Sevinghausen und Westenfeld sowie ein kleiner Teil von Königssteele eingegliedert.[36]
- Am 1. August 1929 fand die dritte große Eingemeindung statt mit Gerthe, Harpen, Hiltrop, Laer, Langendreer, Linden-Dahlhausen, Querenburg, Stiepel und Werne.[35]
- Am 1. Januar 1975 folgte noch die Vereinigung mit der seit April 1926 kreisfreien Stadt Wattenscheid zur neuen Stadt Bochum mit der bis heute gültigen Ausdehnung.[37]

### Einwohnerentwicklung

Einwohnerentwicklung Bochums von 1871 bis 2017

1904 überschritt die Einwohnerzahl der Stadt Bochum die Grenze von 100.000, wodurch sie zur Großstadt wurde. Bis 1926 verdoppelte sich diese Zahl auf 200.000. Am 1. Januar 1975 erreichte die Bevölkerungszahl durch Eingemeindung der Stadt Wattenscheid (81.469 Einwohner, 1974) mit 417.336 ihren historischen Höchststand. Am 31. Dezember 2024 betrug laut Angaben der Stadt die amtliche Einwohnerzahl für Bochum 375.204.
Die Arbeitslosenquote in Bochum lag zum 31. Dezember 2021 bei 8,7 Prozent und damit über dem landesweiten Durchschnitt in Nordrhein-Westfalen (7,3 Prozent im März 2022).

## Religionen
Die langfristige Entwicklung zeigt, dass sich seit 1990 der Anteil der Bochumer Bevölkerung mit katholischer und evangelischer Religionszugehörigkeit immer weiter angeglichen hat, jedoch für beide Religionsgemeinschaften mit sinkenden Anteilen. Seit Jahren steigt der Anteil der Menschen, die einer sonstigen öffentlich-rechtlichen Religionsgemeinschaft angehören oder keine Zugehörigkeit haben.

### Konfessionsstatistik
Im Jahr 1990 waren 42,1 % der Einwohner evangelisch und 39,4 % römisch-katholisch. Seitdem sank der Anteil an der Bevölkerung dieser beiden christlichen Konfessionen kontinuierlich. Am Stichtag 31. Dezember 2024 waren 24,3 % der Einwohner römisch-katholisch, 23,2 % evangelisch und 52,5 % waren konfessionsfrei oder gehörten einer sonstigen Religionsgemeinschaft an.
Nach einer Schätzung aus den Zensuszahlen für die Personen mit Migrationshintergrund lag der Bevölkerungsanteil der Muslime in Bochum 2011 bei 7,4 % (rund 26.700 Personen).

### Christentum
Bochum gehörte seit der Gründung zum Erzbistum Köln und war dem Archidiakonat des Kölner Dompropstes unterstellt. Um 1570 fasste die Reformation Fuß. Doch dauerte es noch bis 1613, als sich die lutherische Gemeinde von der katholischen Gemeinde trennte. Ab 1634 entstand auch eine reformierte Gemeinde. Die Gemeinden um Bochum herum, die heute auch zu der Stadt Bochum gehören, waren danach überwiegend protestantisch.

#### Römisch-katholische Kirche

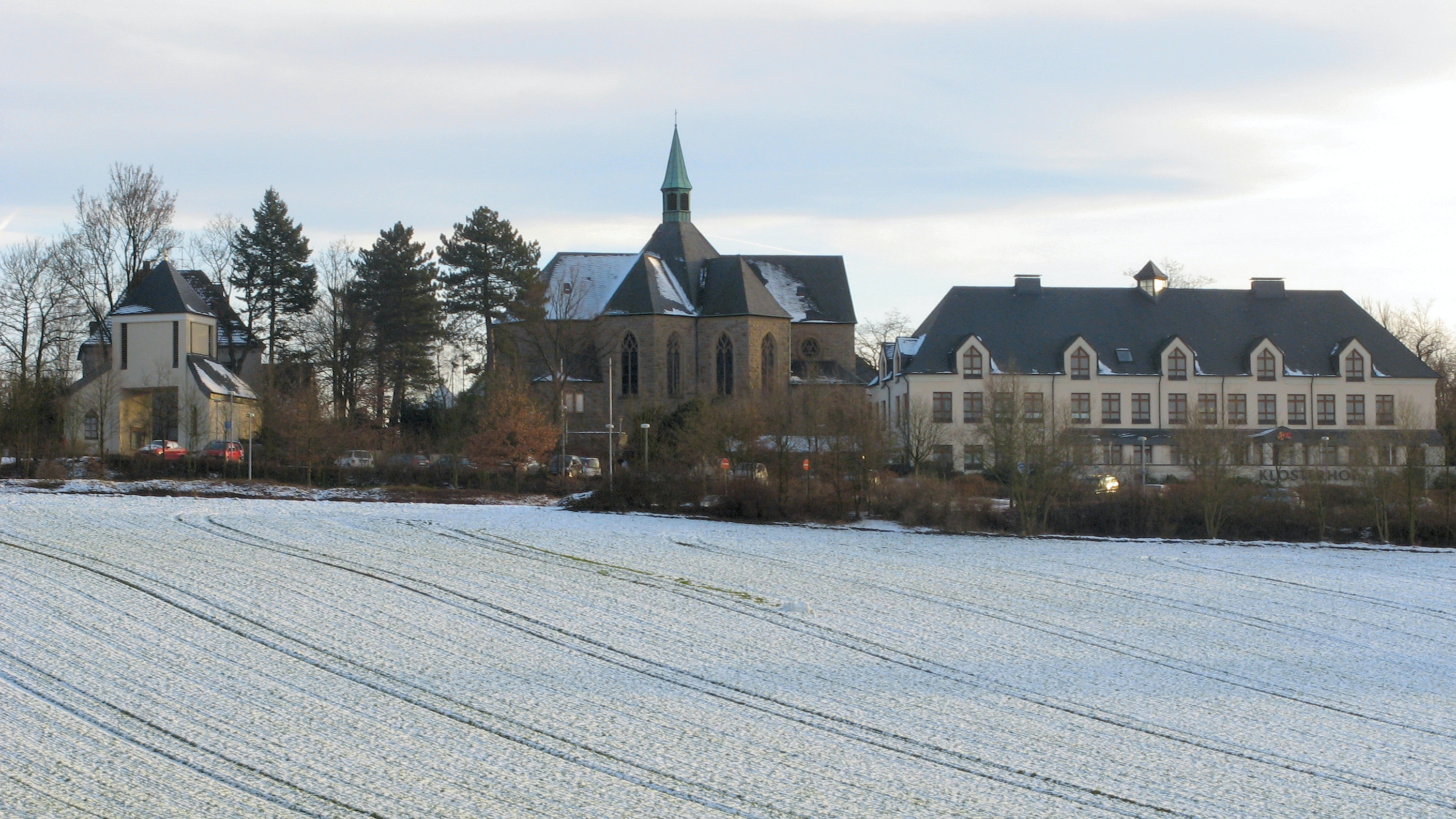
Zisterzienserkloster
Bochum-Stiepel

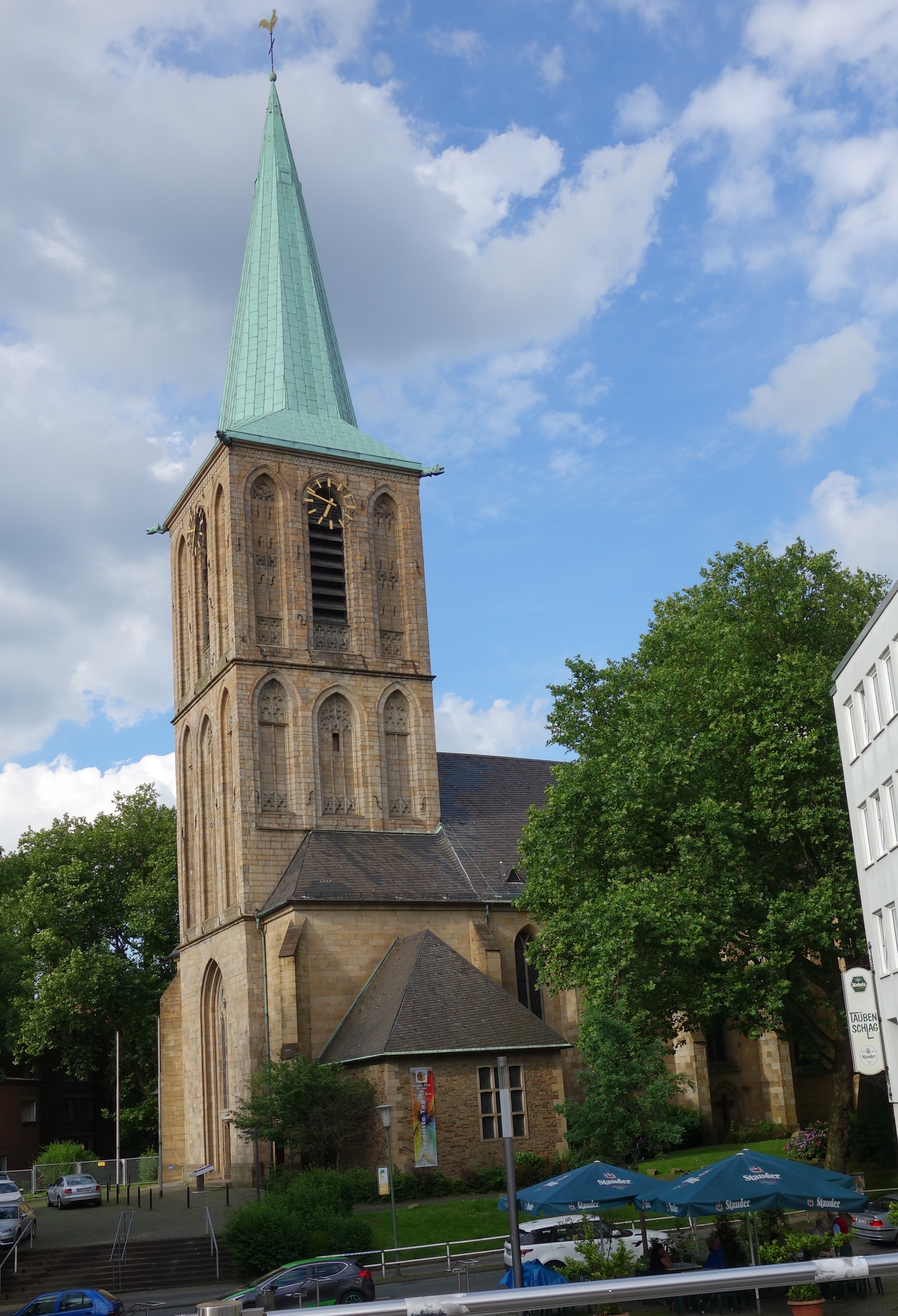
Propsteikirche St. Peter und Paul

Die katholische Kirchengemeinde wurde 1821 dem Bistum beziehungsweise Erzbistum Paderborn zugeordnet. Bochum wurde Sitz eines Dekanats, das später in die Dekanate Bochum-Mitte, Bochum-Süd und Bochum-Ost unterteilt wurde. Vom 31. August bis zum 4. September 1949 fand in Bochum der 73. Deutsche Katholikentag unter dem Motto „Gerechtigkeit schafft Frieden“ statt. 1958 wurde Bochum dem neu gegründeten Bistum Essen angegliedert. Zu den ältesten Gründungen des Ruhrgebietes gehört die Kirchengemeinde im Stadtteil Stiepel (885 n. Chr. erstmals urkundlich erwähnt) mit ihrem weithin bekannten und einzigen Marien-Wallfahrtsort des Bistums Essen. Stiepel entwickelte sich zu einem vielbesuchten Wallfahrtsort, der 1294 durch ein Dekret des Papstes Bonifaz VIII. bestätigt wurde. Jährlich besuchen etwa 70.000 Pilger die Stiepeler Wallfahrtskirche St. Marien mit dem Gnadenbild der „Schmerzhaften Mutter“, die zum Areal des von den Zisterziensern errichteten „Kloster Stiepel“ gehört. Die Pfarrgemeinden Bochums gehören heute zum Stadtdekanat Bochum bzw. Wattenscheid.
Umstrukturierung des Bistums Essen
Am 1. September 2008 wurden nach den Plänen des Bischofs von Essen alle Bochumer Pfarrgemeinden einschließlich der Urpfarrei St. Peter und Paul aufgelöst. Im Stadtgebiet gibt es jetzt vier Großpfarreien und eine Klosterpfarrei:
- St. Peter und Paul (für die Stadtteile Innenstadt, Ehrenfeld, Hamme, Hordel, Hofstede, Riemke und Grumme)
- Liebfrauen, Bochum (für die Stadtteile Altenbochum, Langendreer, Laer, Werne, Gerthe, Harpen und Hiltrop)
- St. Franziskus, Weitmar (für die Stadtteile Weitmar, Linden, Dahlhausen, Wiemelhausen, Querenburg, Hustadt und Steinkuhl)
- St. Gertrud (für ganz Wattenscheid)

Für die Gesamtübersicht der Gemeindekirchen, Filialkirchen und weiteren Kirchen:
 → siehe auch Bistum Essen.
Die Zisterzienser-Klosterpfarrei St. Marien in Stiepel bleibt als eigenständige Gemeinde bestehen und wird nicht in die neue Struktur des Bistums Essen eingegliedert.
Im Jahr 2015 waren 113.657 Bochumer als Katholiken gemeldet. Rund 9800 Katholiken (9 %) besuchten im Schnitt die Gottesdienste in einer der 41 katholischen Kirchen in Bochum. Im Jahr 2018 waren 108.184 Bochumer als Katholiken gemeldet.

#### Evangelische Kirche

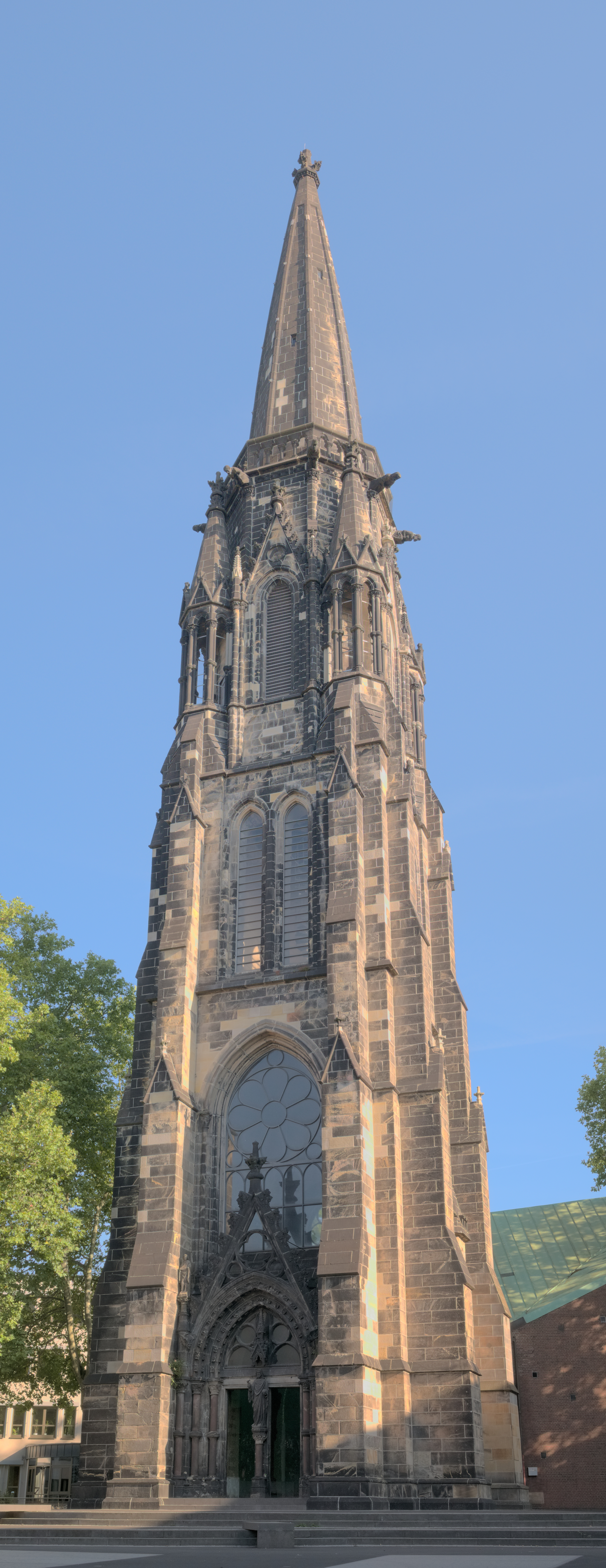
Christuskirche

In der Stadt Bochum wurde 1659 die evangelische Kirche (heutige Pauluskirche) und 1698 die reformierte Kirche (die im Krieg zerstörte Johanniskirche) eingeweiht.
Innerhalb der im frühen 19. Jahrhundert geschaffenen Evangelischen Kirche in Preußen beziehungsweise deren westfälischer Provinzialkirche wurde Bochum der Sitz einer Superintendentur, aus der der heutige Kirchenkreis Bochum in der Evangelischen Kirche von Westfalen hervorging. Dieser umfasst insgesamt 15 evangelische Kirchengemeinden innerhalb der Stadt Bochum.
Infolge der von König Friedrich-Wilhelm III. von Preußen verordneten Union zwischen lutherischer Kirche und reformierter Tradition zur unierten Evangelischen Kirche in Preußen im Jahr 1817 entstand in Ablehnung dieser Union die Evangelisch-lutherische (altlutherische) Kirche. In Bochum finden sich bis heute zwei evangelisch-lutherische Kirchengemeinden, die Kreuzkirchengemeinde und die Epiphaniasgemeinde. Beide Kirchengemeinden gehörten zum Kirchenbezirk Westfalen der Selbständigen Evangelisch-Lutherischen Kirche. In Bochum und darüber hinaus ist die Epiphaniaskirche als Autobahnkirche Ruhr bekannt.
Im Jahr 2015 gehörten 90.795 Bochumer der evangelischen Kirche an. Die Zahl hatte sich gegenüber 2014 um 1898 vermindert.

#### Freikirchen und andere christliche Gemeinden
Neben den evangelischen und römisch-katholischen Gemeinden in Bochum gibt es auch noch verschiedene evangelische Freikirchen, darunter die Kirche im Pott, Gemeinde der Christen Ecclesia, die Evangelisch-Freikirchliche Gemeinden (Baptisten), Freie evangelische Gemeinden, die Siebenten-Tags-Adventisten, die Gemeinde Gottes und die Jesus Freaks. Auch die Neuapostolische Kirche und die Christengemeinschaft sowie die Zeugen Jehovas sind in Bochum vertreten. Mit der Kirche des Heiligen Georg, einer aufgegebenen ehemaligen katholischen Kirche, gibt es auch eine russisch-orthodoxe Kirche in Bochum. St. Marien und Papst Kyrillus ist eine Koptisch-Orthodoxe Kirche in Bochum.

### Judentum

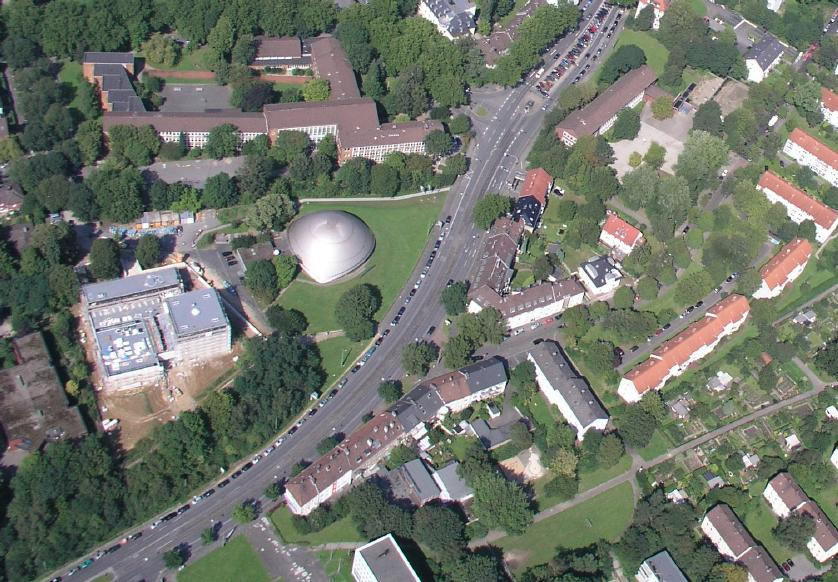
Der Bau der Bochumer Synagoge und das Bochumer Planetarium

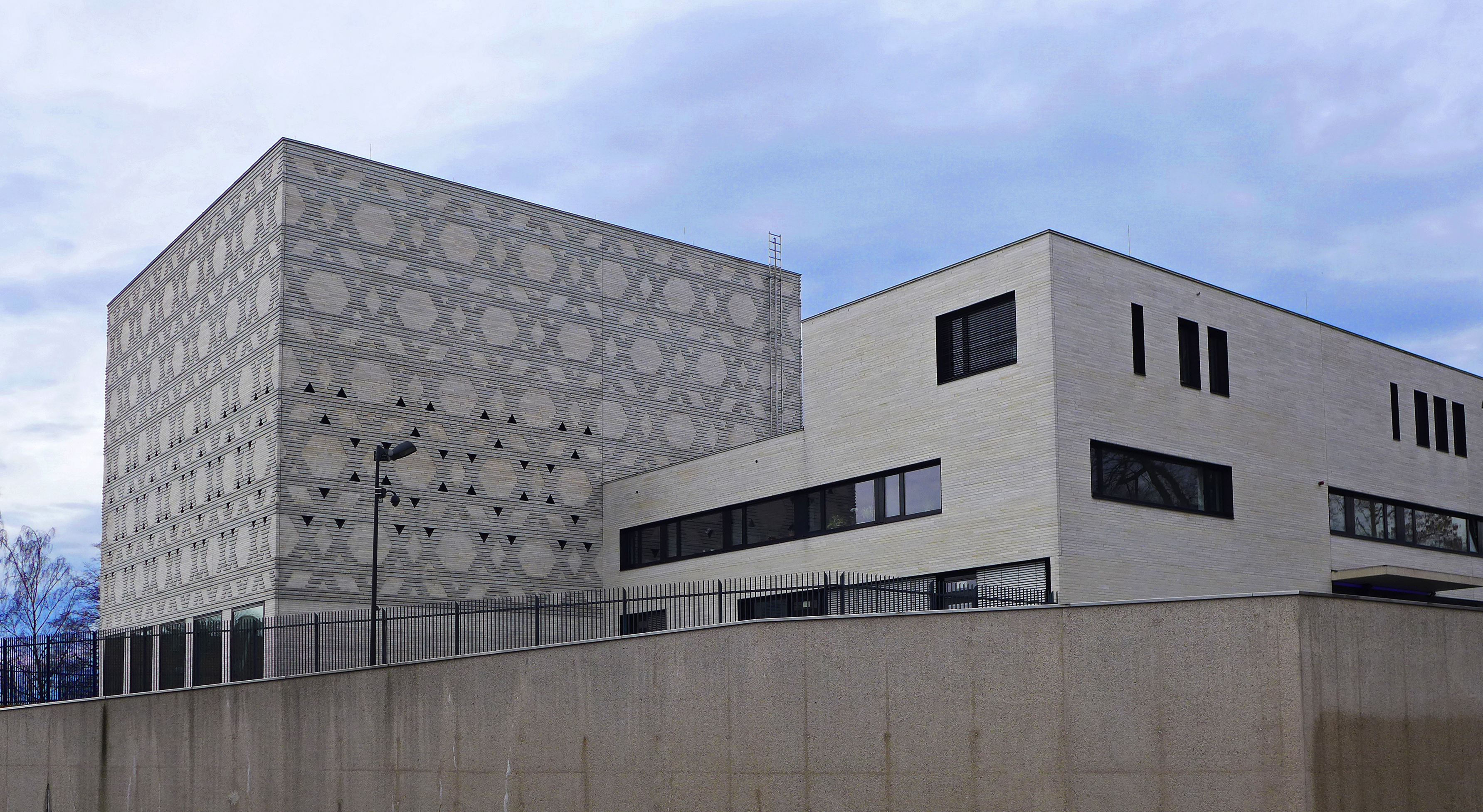
Neue Synagoge Bochum

Die Alte Synagoge Bochum lag in der Nähe des heutigen Dr.-Ruer-Platz, bis sie bei den Novemberpogromen 1938 zerstört wurde. Die Zahl jüdischer Bürger in Bochum sank von über 1352 Mitgliedern im Jahr 1932 durch die Nazizeit auf 33 Menschen nach dem Ende des Zweiten Weltkriegs.
Am 14. November 2005 wurde im Beisein des Vorsitzenden des Zentralrats der Juden in Deutschland, Paul Spiegel, der Grundstein für die Neue Synagoge Bochum der Jüdischen Gemeinde Bochum-Herne-Hattingen an der Castroper Straße neben dem Planetarium Bochum gelegt. In den offiziellen Grundstein legte Oberbürgermeisterin Ottilie Scholz neben einer aktuellen Tageszeitung einen silbernen Stadtbarren als Erinnerung an den Tag. Die Einweihung der Synagoge erfolgte am 16. Dezember 2007. Im Jahr 2021 zählte die Gemeinde Bochum-Herne-Hattingen 991 Mitglieder. Die meisten sind aus den Nachfolgestaaten der Sowjetunion zugewandert.

### Islam
Durch die Arbeitsmigration in den 1960er Jahren ließen sich viele muslimische Familien in Bochum nieder. Im Jahr 2012 lebten etwa 30.000 Muslime in Bochum.
Im Jahr 2009 gründete sich die Arbeitsgemeinschaft Bochumer Moscheen. Dies ist ein Zusammenschluss aller Gemeinden in Bochum und verfolgt das Ziel, gemeinsame Projekte zu verwirklichen, um so eine Hilfe für die muslimischen Einwohner sowie auch ein besseres Sprachrohr in der Gesellschaft zu sein. In der Gemeinschaft sind zehn Bochumer Moscheen vertreten. Die Aleviten sind im Alevitischen Kulturverein organisiert.

### Buddhismus
Im Jahr 2013 hat die thailändische Gemeinde in Bochum den buddhistischen Tempel „Wat Buddhabharami“ auf der Hannoverstraße eingeweiht.

### Jesidentum
Im Jahr 2016 wurde eine Gemeinde der Jesiden namens „Gemeinde der Êzîdên“ gegründet; sie befindet sich in der Alten Wittener Straße 13.

## Politik

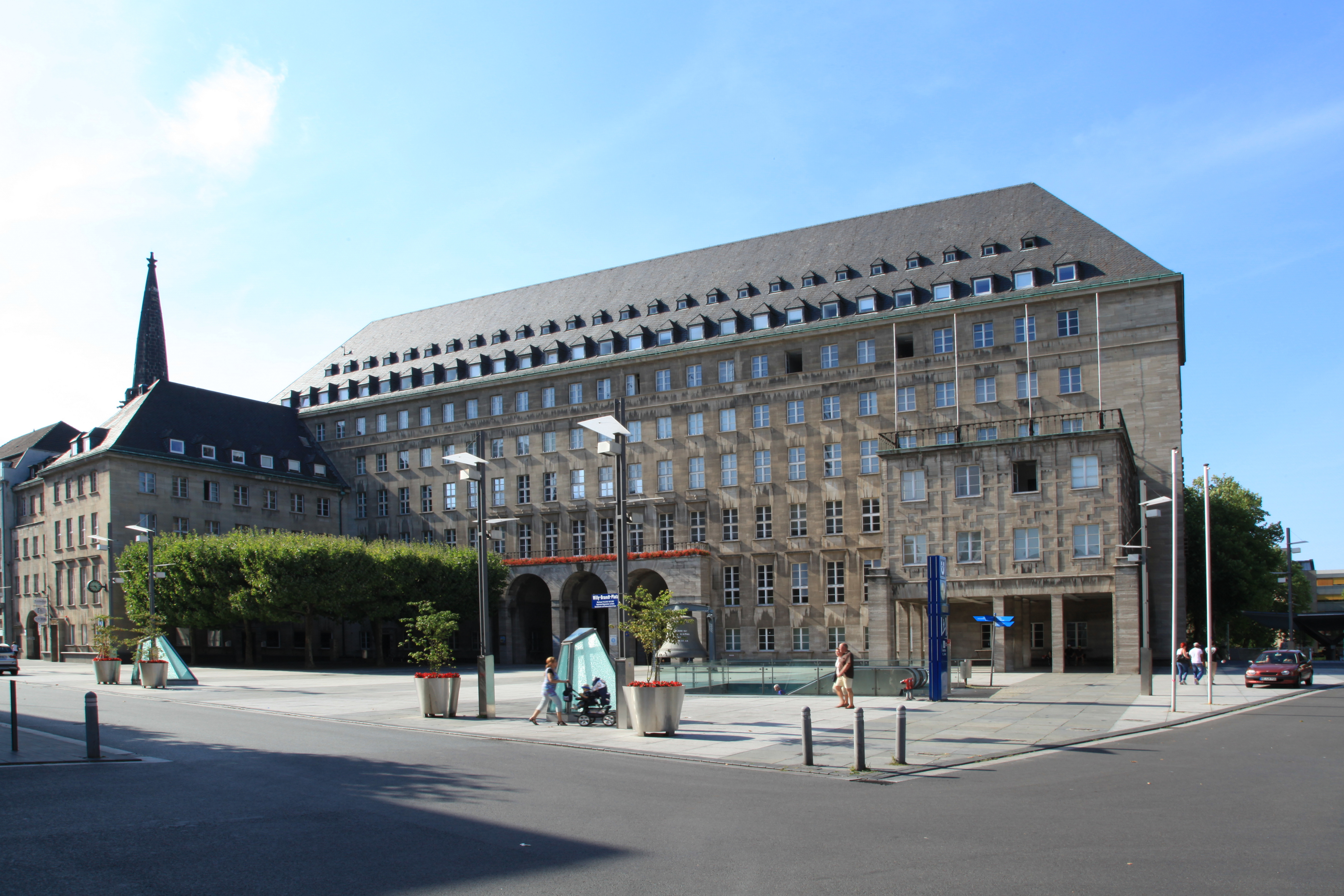
Bochumer Rathaus

### Historischer Überblick
An der Spitze der Stadt stand zunächst der gräfliche Stadtschultheiß der Grafschaft Mark. Doch ist bereits seit 1321 ein Rat nachweisbar, dem zwei Bürgermeister und sechs Ratsmänner („Ratsfreunde“) angehörten. Die Bürgermeister wurden bis 1744 jährlich gewählt. Ab 1731 gab es einen „worthaltenden Bürgermeister“, der die Gesamtleitung der Stadt hatte und einen 2. Bürgermeister, der für Polizeiangelegenheiten und das Marktwesen zuständig war. Daneben gab es drei Senatoren, für Bau- und Wohnungswesen, für Feuerwesen und für die Kämmerei. Zwischen 1714 und 1765 wurde der Rat von der preußischen Regierung ernannt. Danach wurde er wieder gewählt. In französischer Zeit stand ein Maire, ab 1815 ein Bürgermeister an der Spitze der Stadt. 1843 wurde in der Stadt die Landbürgermeisterei abgetrennt und die revidierte Städteordnung eingeführt.
Während der Zeit der Nationalsozialisten wurde der Oberbürgermeister (OB) von der NSDAP eingesetzt. Bochum wurde Verwaltungssitz des NS-Gaus Westfalen-Süd. Nach dem Zweiten Weltkrieg setzte die Militärregierung der Britischen Besatzungszone einen neuen OB ein und 1946 führte sie die Kommunalverfassung nach britischem Vorbild ein. Danach gab es einen vom Volk gewählten „Rat der Stadt“, dessen Mitglieder man als „Stadtverordnete“ bezeichnete. Der Rat wählte anfangs aus seiner Mitte den OB als Vorsitzenden und Repräsentanten der Stadt, der ehrenamtlich tätig war. Des Weiteren wählte der Rat ab 1946 ebenfalls einen hauptamtlichen Oberstadtdirektor als Leiter der Stadtverwaltung. 1994 wurde in der Stadtverwaltung die Doppelspitze aufgegeben. Seither gibt es nur noch den hauptamtlichen OB. Ernst-Otto Stüber war in Nordrhein-Westfalen der erste hauptamtliche Oberbürgermeister, alle anderen Kommunen wendeten das geänderte Landesgesetz von 1994 erst bei der Wahl 1999 an. Dieser ist Vorsitzender des Rates, Leiter der Stadtverwaltung und Repräsentant der Stadt. Zusammen mit dem Stadtdirektor, dem Stadtkämmerer und vier weiteren Dezernenten bildet er den Verwaltungsvorstand der Stadt Bochum. Er wurde 1999 erstmals direkt vom Volk gewählt.

### Stadtoberhäupter
Bürgermeister
- Hauptamtliche Bürgermeister[55]
  - 1714–1721: Johann Wilhelm Mallinckrodt
  - 1723–1761: Johann Karl Bordelius
  - 1762–1772: Gerhard Wilbrand Lennich
  - 1772–0000: Johann Conrad Jacobi
  - 1773–1817: Georg Friedrich Jacobi
  - 1817–1835: Caspar Heinrich Steelmann
  - 1835–1842: Heinrich von Lüdemann
  - 1843–1873: Max Greve
  - 1874–1876: Richard Karl Adalbert Prüfer

Oberbürgermeister
- Hauptamtliche Oberbürgermeister
  - 1877–1891: Carl Bollmann
  - 1892–1899: Karl Hahn, Nationalliberale Partei
  - 1900–1925: Fritz Wilhelm Georg Graff
  - 1925–1933: Otto Ruer, parteilos
  - 1933–1943: Otto Leopold Piclum, NSDAP
  - 1944–1945: Friedrich Hesseldieck, NSDAP
  - 1945–0000: Ferdinand Bahlmann (kommissarisch)
  - 1945–1946: Franz Geyer
- Ehrenamtliche Oberbürgermeister
  - 1946–0000: Tilmann Beckers, CDU (von der britischen Militärregierung nicht anerkannt)
  - 1946–1952: Willi Geldmacher, SPD
  - 1952–1969: Fritz Heinemann, SPD
  - 1969–1975: Fritz Claus, SPD
  - 1975–1994: Heinz Eikelbeck, SPD
- Hauptamtliche Oberbürgermeister
  - 1994–2004: Ernst-Otto Stüber, SPD
  - 2004–2015: Ottilie Scholz, SPD
  - 2015–0000: Thomas Eiskirch, SPD

Bei der Wahl des Oberbürgermeisters am 13. September 2020 gewann der Amtsinhaber Thomas Eiskirch (SPD) mit 61,76 % gegen seine Mitbewerber bei einer Wahlbeteiligung von 48,65 %.
Oberstadtdirektoren
- 1946–0000: Franz Geyer (von der britischen Militärregierung nicht anerkannt)
- 1946–1951: Franz Schmidt, CDU
- 1952–1976: Gerhard Petschelt, SPD
- 1976–1990: Herbert Jahofer, SPD
- 1990–1993: Dieter Bongert, SPD
- 1993–1994: Burkhard Dreher, SPD

### Stadtrat
- Linke: 5
- PARTEI: 2
- Grüne: 19
- SPD: 29
- Die STADTGESTALTER: 2
- UWG: Freie Bürger: 3
- FDP: 3
- CDU: 18
- AfD: 5

Seit 2014 sind im Stadtrat von Bochum 7 Parteien und 2 Wählergruppen vertreten. Durch diverse Übertritte, Parteiwechsel und Austritte sind in der Wahlperiode seit 2020 derzeit neben Einzelmandatsträgern noch sieben Fraktionen im Rat der Stadt Bochum vertreten:
| SPD | Grüne | CDU | BD | FASG | UWG: Freie Bürger | FDP | Gesamt |
| --- | ----- | --- | -- | ---- | ----------------- | --- | ------ |
| 30  | 20    | 18  | 5  | 3    | 3                 | 3   | 86     |

Nach dem Ende der Linke-Fraktion gibt es noch einen Einzelmandatsträger der Linkspartei sowie zwei Die-PARTEI-Mandatsträger, die jedoch keine Gruppe bilden und einen Mandatsträger der Stadtgestalter.
SPD und Grüne bilden in der Wahlperiode 2020–2025 eine Koalition. Sie setzen damit ihre gemeinsame Arbeit der letzten beiden Wahlperioden fort.
In den vergangenen Wahlperioden verteilten sich die Sitze im Stadtrat folgendermaßen:
| Wahlperiode     | CDU    | CDU | SPD    | SPD | Grüne  | Grüne | FDP   | FDP | UWG   | UWG | Linke | Linke | Soziale Liste Bochum | Soziale Liste Bochum | NPD   | NPD | AfD   | AfD | Piraten | Piraten | Freie Bürger | Freie Bürger | Pro NRW | Pro NRW | STG   | STG | Rat |
| --------------- | ------ | --- | ------ | --- | ------ | ----- | ----- | --- | ----- | --- | ----- | ----- | -------------------- | -------------------- | ----- | --- | ----- | --- | ------- | ------- | ------------ | ------------ | ------- | ------- | ----- | --- | --- |
| XII: 1994–1999  | 29,4 % | 22  | 50,5 % | 38  | 12,6 % | 9     | 1,7 % | –   |       |     |       |       |                      |                      |       |     |       |     |         |         |              |              |         |         |       |     | 69  |
| XIII: 1999–2004 | 40,5 % | 27  | 41,3 % | 27  | 10,6 % | 7     | 2,9 % | 2   | 4,5 % | 3   | 66    |       |                      |                      |       |     |       |     |         |         |              |              |         |         |       |     |     |
| XIV: 2004–2009  | 32,3 % | 25  | 40,9 % | 31  | 12,0 % | 9     | 4,3 % | 3   | 4,2 % | 3   | 3,4 % | 3     | 2,8 %                | 2                    | 76    |     |       |     |         |         |              |              |         |         |       |     |     |
| XV: 2009–2014   | 27,4 % | 22  | 38,9 % | 32  | 12,4 % | 10    | 7,7 % | 6   | 3,5 % | 3   | 6,9 % | 6     | 2,1 %                | 2                    | 1,0 % | 1   | 82    |     |         |         |              |              |         |         |       |     |     |
| XVI: 2014–2020  | 25,7 % | 22  | 38,7 % | 32  | 12,8 % | 11    | 2,8 % | 2   | 2,5 % | 2   | 6,3 % | 5     | 0,9 %                | 1                    | 0,9 % | 1   | 3,5 % | 3   | 2,1 %   | 2       | 1,6 %        | 1            | 1,3 %   | 1       | 1,1 % | 1   | 84  |

Nach der Stadtratswahl am 13. September 2020 gibt es im Stadtrat folgende Sitzverteilung (Stand: Oktober 2020).
| Wahlvorschläge             | Wahlvorschläge                              | % 2020 | Sitze 2020 | % 2014 | Sitze 2014 |
| -------------------------- | ------------------------------------------- | ------ | ---------- | ------ | ---------- |
| SPD                        | Sozialdemokratische Partei Deutschlands     | 33,71  | 29         | 38,65  | 32         |
| Grüne                      | Bündnis 90/Die Grünen                       | 22,16  | 19         | 12,82  | 11         |
| CDU                        | Christlich Demokratische Union Deutschlands | 20,82  | 18         | 25,71  | 22         |
| Linke                      | DIE LINKE.                                  | 6,10   | 5          | 6,25   | 5          |
| AfD                        | Alternative für Deutschland                 | 5,62   | 5          | 3,49   | 3          |
| UWG: Freie Bürger          | UWG: Freie Bürger                           | 3,4    | 3          | 2,5    | 2          |
| FDP                        | Freie Demokratische Partei                  | 3,27   | 3          | 2,82   | 2          |
| Die PARTEI                 | Die PARTEI                                  | 2,3    | 2          | -      | -          |
| Die STADTGESTALTER         | Die STADTGESTALTER                          | 1,7    | 2          | 1,1    | 1          |
| Sonstige                   |                                             | 0,9    | -          | 6,6    | 6          |
| Gesamt                     | Gesamt                                      | 100,0  | 86         | 100,0  | 84         |
| Wahlbeteiligung in Prozent | Wahlbeteiligung in Prozent                  | 48,67  | 48,67      | 48,45  | 48,45      |

### Wahlverhalten Ruhrparlament
Im Rahmen der Kommunalwahlen in Nordrhein-Westfalen wurde das Ruhrparlament, die Verbandsversammlung des Regionalverbandes Ruhr, erstmals direkt gewählt. In der Stadt Bochum lag die Wahlbeteiligung bei dieser Wahl bei 48,2 %. Dabei fielen 33,5 % der Bochumer Stimmen an die SPD, 22,6 % an die Grünen und 19,9 % an die CDU. Die restlichen Stimmen fielen auf sonstige Parteien. Diese Verteilung entspricht nur bedingt dem Gesamtergebnis der Ruhrparlamentswahlen.

### Abgeordnete

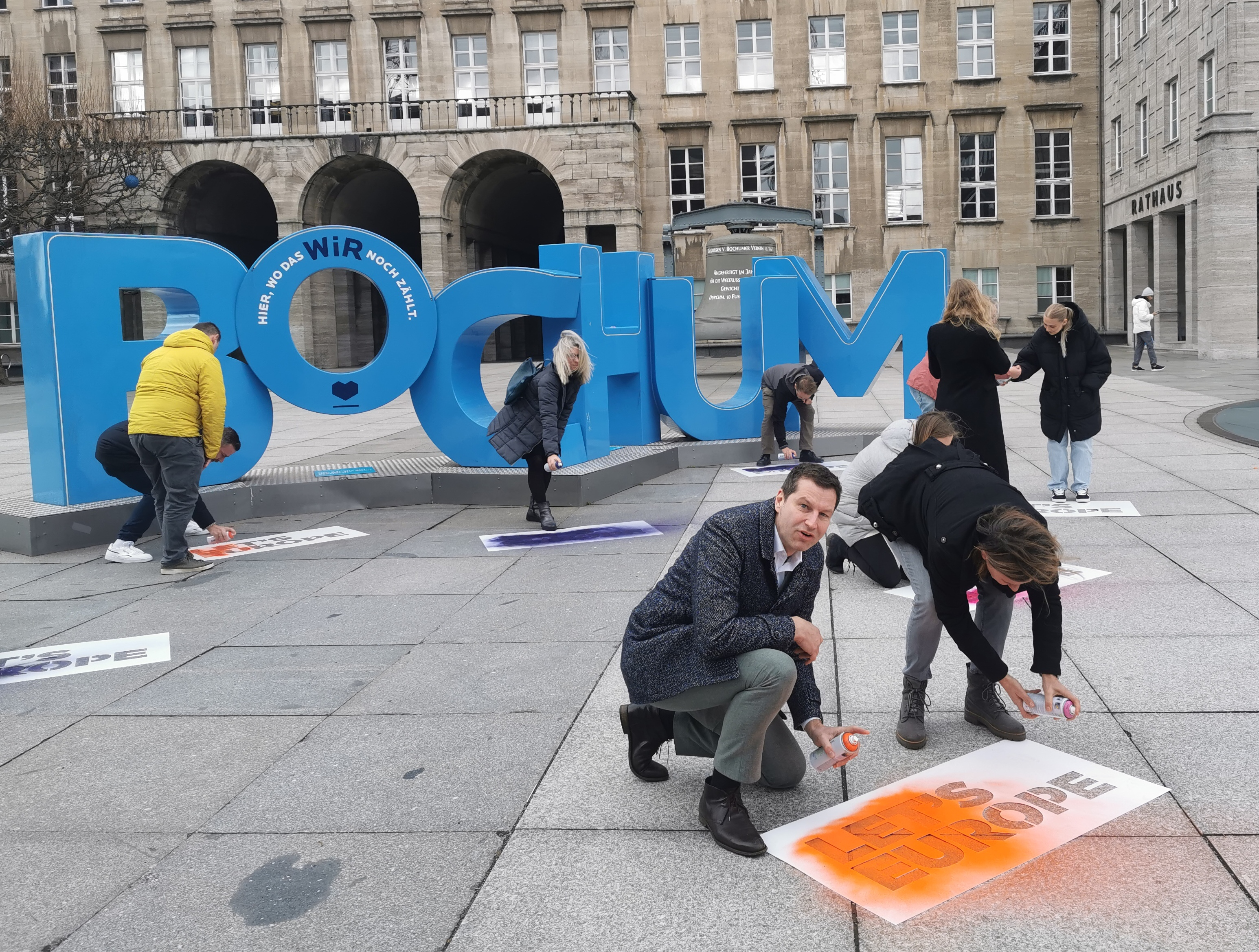
Oberbürgermeister Thomas Eiskirch (SPD) beim Auftakt der Wahlmotivationskampagne 2024 am Willy-Brandt-Platz

Für Bochum im Landtag Nordrhein-Westfalen sitzen Andrea Busche (SPD) und Bastian Hartmann (SPD). Der bisherige Wattenscheider Landtagsabgeordnete Serdar Yüksel (SPD) wurde bei der vorgezogenen Wahl zum Deutschen Bundestag im Bundestagswahlkreis Bochum I gewählt. Der Bundestagswahlkreis Herne – Bochum II wird durch Hendrik Bollmann (SPD) vertreten, im Europa-Parlament sind Dennis Radtke (CDU) und Tobias Cremer (SPD) als MdEPs aktiv.

### Verschuldung
Die Gesamtsumme der Verschuldung der Stadt Bochum belief sich zum Jahresende 2012 auf 2,341 Milliarden Euro. Jeder Einwohner war damit rechnerisch mit 6471 Euro verschuldet. Im Jahr 2017 sorgten die gesamten Kredite in Höhe von 1,79 Milliarden Euro für eine Pro-Kopf-Verschuldung von knapp 5.000 Euro.

### Hoheitszeichen

Wappen der Stadt Bochum bis 1978

Die Stadt Bochum führt ein Dienstsiegel, ein Wappen sowie eine Knatter- und eine Hissflagge.
| Wappen der Stadt Bochum (seit 1979) | Blasonierung: „In Blau ein in drei Reihen weiß-rot geschachter Balken, der märkische Schachbalken, belegt mit einem stehenden schwarzen Buch mit goldenem Schnitt, silberner Deckelprägung und zwei silbern verzierten schwarzen Schließen.“ |
| Wappen der Stadt Bochum (seit 1979) | Wappenbegründung: Die Stadtfarben sind Blau-Weiß. Das heutige Wappen wurde nach der jüngsten Vergrößerung des Stadtgebiets 1975 angenommen. Der Rat der Stadt Bochum beschloss am 31. August 1978, das Wappen zu ändern, wobei der rot-weiße Balken aus dem alten Wattenscheider Wappen stammt. Gleichzeitig fiel die heraldische Mauerkrone weg. Da Bochum nie eine Stadtmauer hatte, wurde dies später bei der Änderung des Wappens auf der Amtskette als „heraldischer Tinnef“ bezeichnet. Das neue Wappen wurde mit dem 1. Januar 1979 eingeführt. Das zuvor verwendete Wappen zeigte lediglich das Buch ohne den weiß-roten Balken. Es wurde von einer Stadtmauer gekrönt. Dieses Wappen war 1913 amtlich festgelegt und 1953 durch die Hauptsatzung der Stadt bestätigt worden, wobei es bereits in den Siegelabdrucken aus dem 14. Jahrhundert zu sehen ist. Die Herkunft des Buches als Wappensymbol ist jedoch nicht bekannt. Es wurde gelegentlich auch als „redendes Wappen“ bezeichnet, weil man angenommen hatte, der Stadtname Bochum komme vom Wort Buch. Dies konnte jedoch nicht bestätigt werden. Tatsächlich waren es wohl die Bochum umgebenden Buchenwälder, die der Stadt zu ihrem Namen verholfen haben. |

Flaggen
Knatterflagge mit aufgelegtem Wappen
Knatterflagge
Hissflagge

### Städtepartnerschaften und Städtepatenschaft
Bochum unterhält mit folgenden Städten Partnerschaften:
| Sheffield (Vereinigtes Königreich), seit 1950                                        |
| Oviedo (Spanien), seit 1980                                                          |
| Donezk (Ukraine), seit 1987 (ruht seit dem russischen Überfall auf die Ukraine 2022) |
| Nordhausen (Deutschland), seit 1990                                                  |
| Tsukuba (Japan), seit November 2019                                                  |
| Xuzhou (Volksrepublik China), seit 1994 (wirtschaftsbezogene Städtepartnerschaft)    |

Nach den Partnerstädten (mit Ausnahme von Xuzhou) sind Teile des Bochumer Rings und der ehemalige Opelring benannt.
Bochum ist zudem Patenstadt des ehemaligen Landkreises Neidenburg im früheren Ostpreußen und der Stadt Neidenburg in Polen. Die Kreisgemeinschaft Neidenburg kümmert sich um die Verbindung der alten Bewohner des Kreises und ihrer Nachkommen untereinander. Für Geflüchtete aus dem Kreis Neidenburg wurde an der Neidenburger Straße eine kleine Siedlung für 16 Familien errichtet. Im Jahr 1961 wurden in der Siedlung ein Gedenkstein eingeweiht.
Von 1960 bis 1971 hatte die Stadt Bochum die Namenspatenschaft für einen Minenleger der Bottrop-Klasse, der MS Bochum.  Eine Boeing 707 wurde 1966 auf den Namen Bochum getauft. Von 1990 bis 2013 trug die Boeing 747-400 der Lufthansa mit der Registrierung D-ABVD den Taufnamen Bochum in alle Welt. Seit Ende 2017 ist ein Airbus A350-941 der Lufthansa mit der Registrierung D-AIXF auf den Namen der Stadt getauft. Seit 2003 trägt ein ICE-Triebzug der Deutschen Bahn den Namen Bochum.

### Öffentliche Sicherheit
Für die öffentliche Sicherheit auf dem Gebiet der Stadt Bochum ist neben dem städtischen Ordnungsamt das Polizeipräsidium Bochum zuständig.

## Kultur und Sehenswürdigkeiten
Bochum und das Ruhrgebiet waren erfolgreich unter dem Titel RUHR.2010 im Jahr 2010 Kulturhauptstadt Europas.
Im Vorfeld fand am 12. Dezember 2009 in der Bochumer Jahrhunderthalle, umrahmt von einem europäischen Filmfest, die 22. Preisverleihung des Europäischen Filmpreises – des so genannten „europäischen Oscars“ – statt.

### Theater

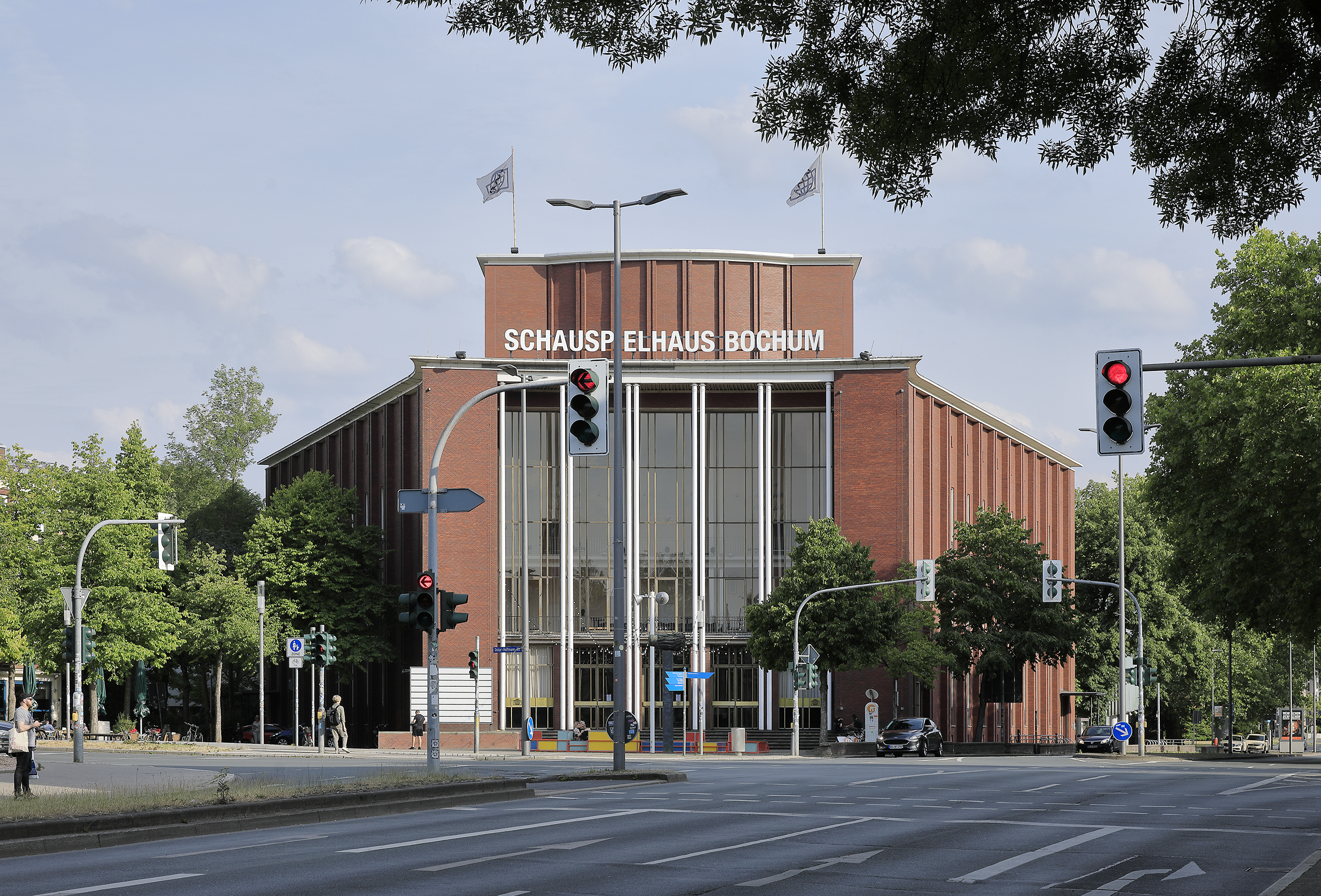
Schauspielhaus Bochum

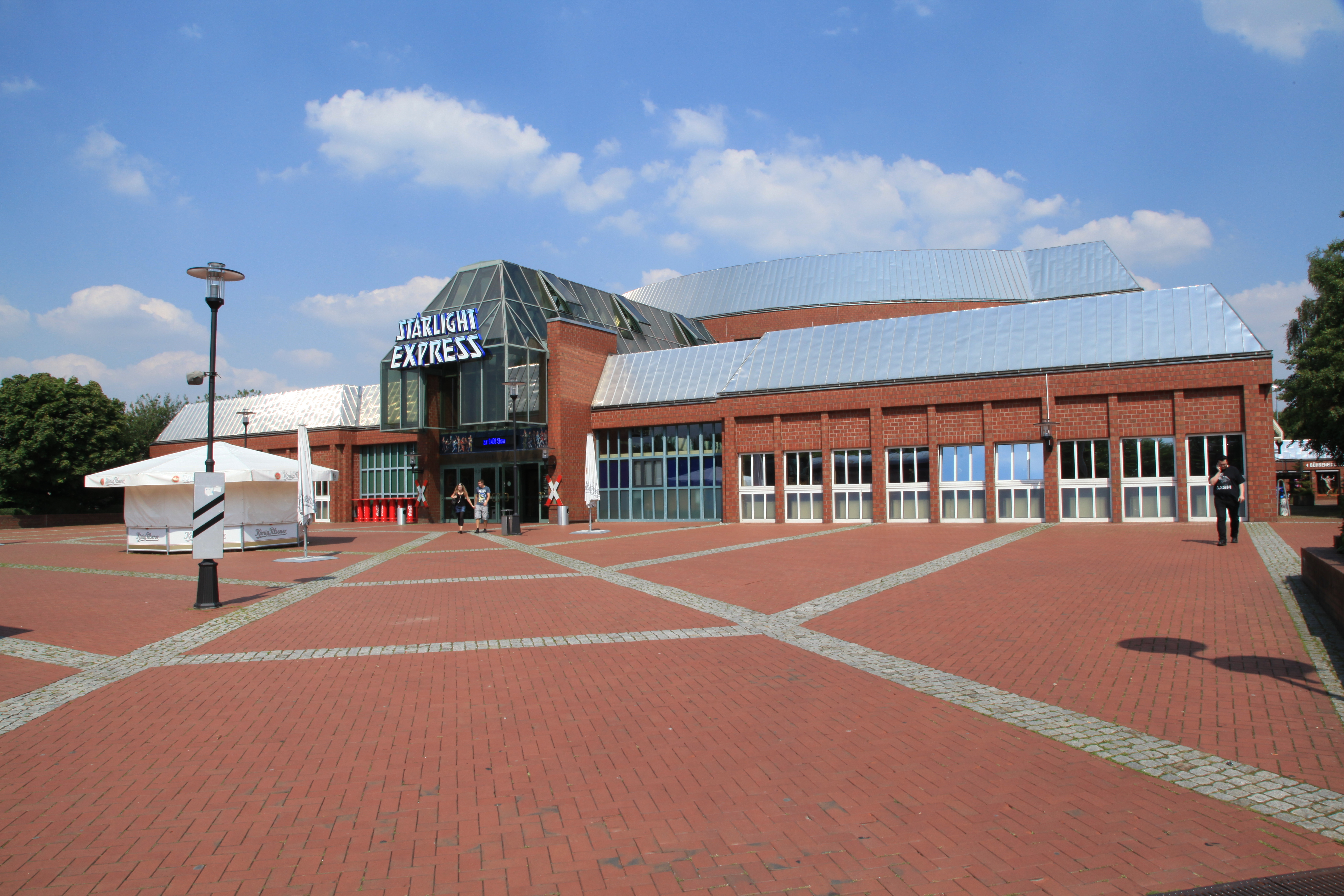
Starlight-Express-Theater

Bochum verfügt über mehr als 20 Theaterspielstätten (Constantin Musik Theater, Der Zauberkasten, Deutsches Forum für Figurentheater und Puppenspielkunst, Figurentheater-Kolleg, Freilichtbühne Wattenscheid, Jahrhunderthalle, Musisches Zentrum der Ruhr-Universität Bochum, Prinzregenttheater, Rottstraße 5 Theater, Stadtteilladen Regenbogen, RuhrCongress Bochum, Schauspielhaus Bochum, Stadthalle Wattenscheid, Starlight Express, Kulturhaus Thealozzi, Theater der Gezeiten, Theater Thespis, Theater Total, Varieté Et cetera, Volksbühne im Saalbau Spitz, Waldbühne Höntrop, Zeitmaultheater).
- Das Schauspielhaus Bochum ist eine der renommiertesten Bühnen für Sprechtheater in Deutschland. Das städtische Theater wurde 1915 in einem 1908 gebauten ehemaligen Varietétheater eröffnet. Während des Ersten Weltkrieges gastierte dort die städtische Bühne aus Düsseldorf. Seit 1919 mit einem eigenen Ensemble, machte sich das Theater als Shakespeare-Bühne einen Namen. Im Zweiten Weltkrieg fast völlig zerstört, entstand auf den alten Fundamenten bis 1954 das heutige Schauspielhaus, das auch architektonisch bemerkenswert ist (Architekt: Gerhard Graubner). Das Schauspielhaus Bochum ist nicht zuletzt wegen seiner Intendanten berühmt:

1. Saladin Schmitt (1919–1949)
2. Hans Schalla (1949–1972)
3. Peter Zadek (1972–1979)
4. Claus Peymann (1979–1986)
5. Frank-Patrick Steckel (1986–1995)
6. Leander Haußmann (1995–2000)
7. Matthias Hartmann (2000–2005)
8. Elmar Goerden (2005–2010)
9. Anselm Weber (2010–2017)
10. Olaf Kröck (2017–2018, Interimsintendant)
11. Johan Simons (ab Mitte 2018)

- Starlight Express – Im Jahr 1988 produzierte Friedrich Kurz das Musical Starlight Express in Bochum und ließ dafür eigens das Starlight Express Theater bauen.[76] Mit mittlerweile 35 Jahren Laufzeit am selben Standort und mit über 18 Millionen Besuchern ist es das erfolgreichste Musical der Welt.[77]
- Jahrhunderthalle – die im Westpark gelegene Jahrhunderthalle ist eine der Hauptspielstätten der Ruhrtriennale und wird zudem für Großveranstaltungen jeglicher Art genutzt – so unter anderem für Konzerte (Rock/Pop, Bochumer Symphoniker), Kongresse, Preisverleihungen (zum Beispiel die Einslive-Krone oder der Steiger Award).

### Museen und Sammlungen

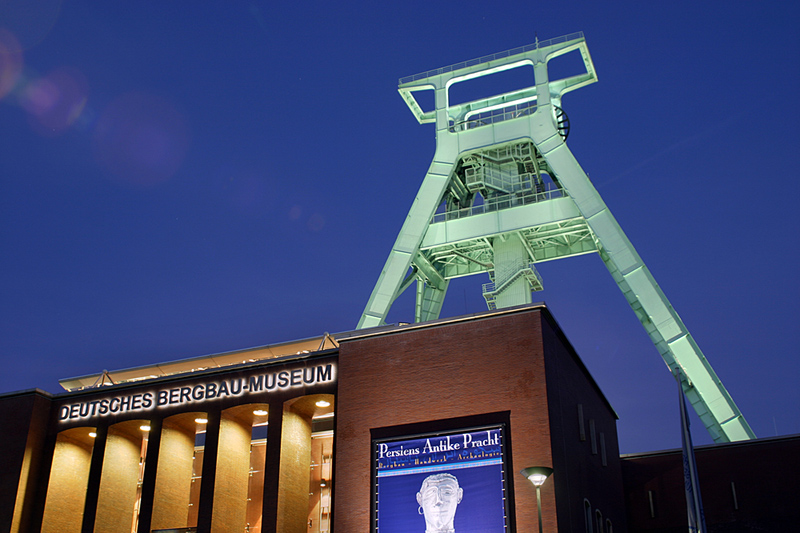
Deutsches Bergbaumuseum

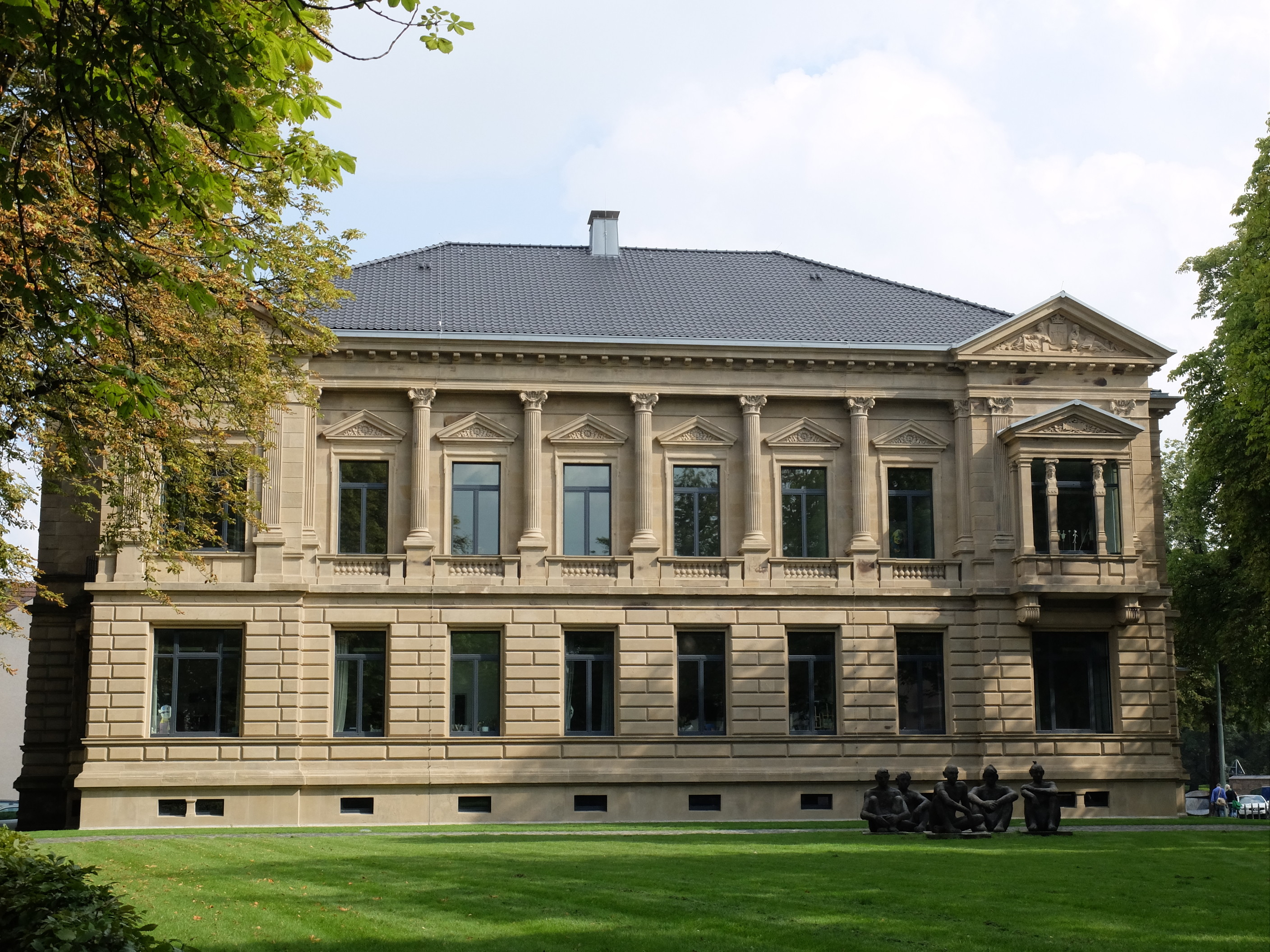
Kunstmuseum Bochum

Die Stadt Bochum beherbergt über zwölf Museen: Bauernhausmuseum bei Haus Kemnade, Deutsches Bergbaumuseum, Eisenbahnmuseum Bochum-Dahlhausen, Haus Kemnade mit Instrumentensammlung Grumbt und der Ostasiensammlung Ehrich, Heimatmuseum Helfs Hof, Kunstmuseum Bochum,  Kunstsammlungen und Antikenmuseum der Ruhr-Universität, Medizinhistorische Sammlung der Ruhr-Universität Bochum, Stadtarchiv Bochum mit eigenen und wechselnden Ausstellungen, Situation Kunst (mit Museum unter Tage), Telefonmuseum, Zeche Hannover (mit Zeche Knirps), Heimatmuseum Eppendorf.
Kunstmuseum Bochum: Das Museum wurde 1960 in der Villa Marckhoff eröffnet. 1983 fand mit einem Neubau der dänischen Architekten Bo und Wohlert eine Erweiterung statt. Die Sammlung umfasst zum einen deutsche Kunst nach 1945 und zum anderen internationale Kunst des 20. Jahrhunderts. Das Museum liegt gegenüber dem südlichen Hauptzugang zum Stadtpark Bochum. 2020 wurde in der Villa Marckhoff eine Dauerausstellung der eigenen Sammlung eröffnet.
Deutsches Bergbaumuseum: Das Bergbau-Museum wurde im Jahre 1930 von der Westfälischen Berggewerkschaftskasse und der Stadt Bochum gegründet. Es ist zudem Zentrum der Montangeschichtsforschung in Deutschland. Das 1974 von der Dortmunder Zeche „Germania“ an diesen Ort versetzte Fördergerüst über dem Museum ist zum weithin sichtbaren Wahrzeichen der Stadt geworden. Für Besucher besteht die Möglichkeit, von zwei Aussichtsplattformen aus (in 50 m und in 62 m Höhe) einen Blick über die Stadt zu werfen. In 20 Hallen werden zahlreiche Objekte aus der Bergbaugeschichte ausgestellt. Unter dem Museum befindet sich in einer Tiefe zwischen 17 und 22 m ein Anschauungsbergwerk. Auf einer Strecke von 2,5 km wird die Technik des Steinkohlen- und Eisenerzbergbaus bis in die neueste Zeit dargestellt. Die ständige Ausstellung wurde Mitte der 2010er neu gestaltet und passend zum Ende des Steinkohlenbergbaus im Ruhrgebiet neu eröffnet.
Heimatstube Langendreer: Diese Sammlung zur Geschichte des besagten östlichen Bochumer Stadtteils befindet sich im Untergeschoss des Amtshauses in Langendreer. Die Sammlungsgründer Friedhelm Vielstich und Heinz-Richard Gräfe geben mit einer Vielzahl von Fotos, Dokumenten, Fahnen, Uniformen und weiteren Exponaten aus verschiedenen Epochen einen Überblick über die historische Entwicklung „ihres“ Stadtteils.
Eisenbahnmuseum Bochum: Das Eisenbahnmuseum Bochum in Dahlhausen gehört heute zu den größten Museen seiner Art in Deutschland. Die Fahrzeugsammlung umfasst mehr als 120 Schienenfahrzeuge aus der Zeit von 1853 bis zur Gegenwart. Anhand dieser Exponate gewinnen die Besucher einen umfassenden Überblick über die Entwicklung von Lokomotiven und Wagen der deutschen Eisenbahn. Neben bedeutenden und richtungsweisenden Lokomotivbauarten werden auch markante Personen- und Güterwagen der Nachwelt erhalten. Viele Exponate gelten als Rarität, da sie nur noch selten oder als einzig erhaltenes Exemplar vor der Verschrottung bewahrt werden konnten. 2020 wurde ein neues Eingangsgebäude erbaut, was mit einer Umgestaltung des kompletten Umfeldes des Museums einhergeht.

### Künstler-Dokumentationsstätte
Das Schlieker-Haus würdigt das Leben und Wirken des Informel-Künstlers Hans-Jürgen Schlieker (1924–2004).

### Musik
Das 1919 gegründete Orchester der Stadt Bochum, die Bochumer Symphoniker, haben sich im Laufe ihrer Geschichte zu einem der wichtigsten Konzertklangkörper im Westen Deutschlands entwickelt. Das Anneliese Brost Musikforum Ruhr ist seit dem 28. Oktober 2016 feste Spielstätte. Mit Beginn der Konzertsaison 2021/22 ist Tung-Chieh Chuang Generalmusikdirektor der Bochumer Symphoniker und Intendant des Anneliese Brost Musikforum Ruhr. Der Philharmonische Chor Bochum gibt etwa vier bis fünf Konzerte im Jahr und tritt meistens zusammen mit den Bochumer Symphonikern auf. In einer der Spielstätten, dem Audimax der Ruhr-Universität Bochum, befindet sich auch eine der modernsten Orgeln aus der Orgelmanufaktur Klais mit 82 Registern.
Seit 1986 findet in der Bochumer Innenstadt das kostenlose Rockfestival Bochum Total statt. Mittlerweile ist es mit 900.000 Zuschauern eine der größten Musikveranstaltungen Europas.
Gruppierungen
- Alpha Boy School, Skaband
- Faithful Breath, Rockband
- Die Kassierer, Funpunkband
- Ruhrpott AG, Hip-Hop-Gruppe

Solokünstler
- Herbert Grönemeyer
- Tommy Finke
- Wolfgang André

### Kino

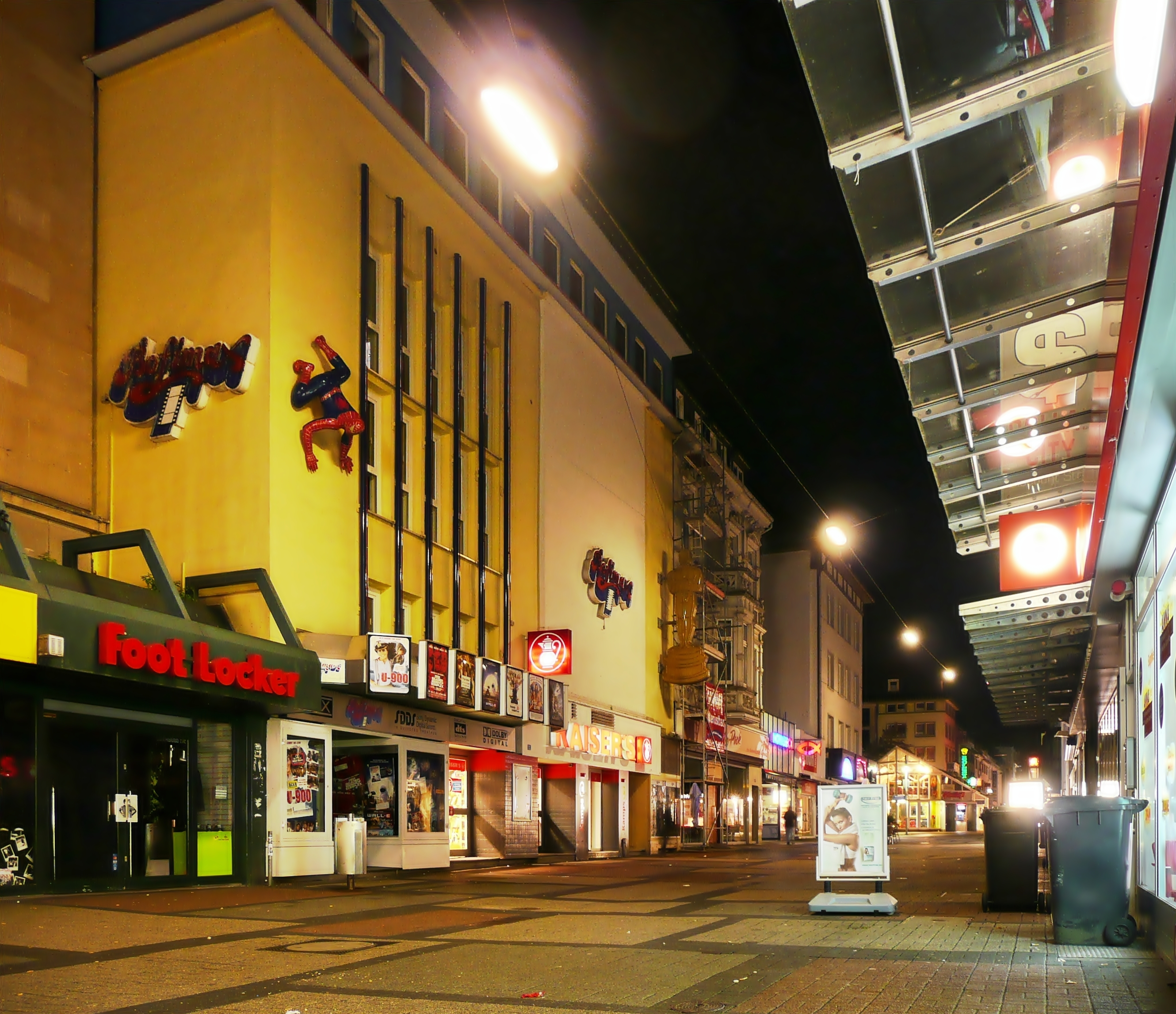
Capitol-Kino

In Bochum gibt es zehn Kinos, unter anderem:
- Capitol (in der Fußgängerzone)
- Casablanca Kino (im innerstädtischen Bermuda3eck)
- Endstation (Kino im Kulturzentrum Bahnhof-Langendreer)
- Fiege-KinoOpenAir (im Sommer im Brauereihof)
- Märkisches Kino – Stadthalle Wattenscheid
- Metropolis Filmtheater (im Bochumer Hauptbahnhof)
- Union Kino Bochum (im innerstädtischen Bermuda3eck)
- UCI Kinowelt Ruhr-Park (Multiplex)

### Bauwerke und Sehenswürdigkeiten

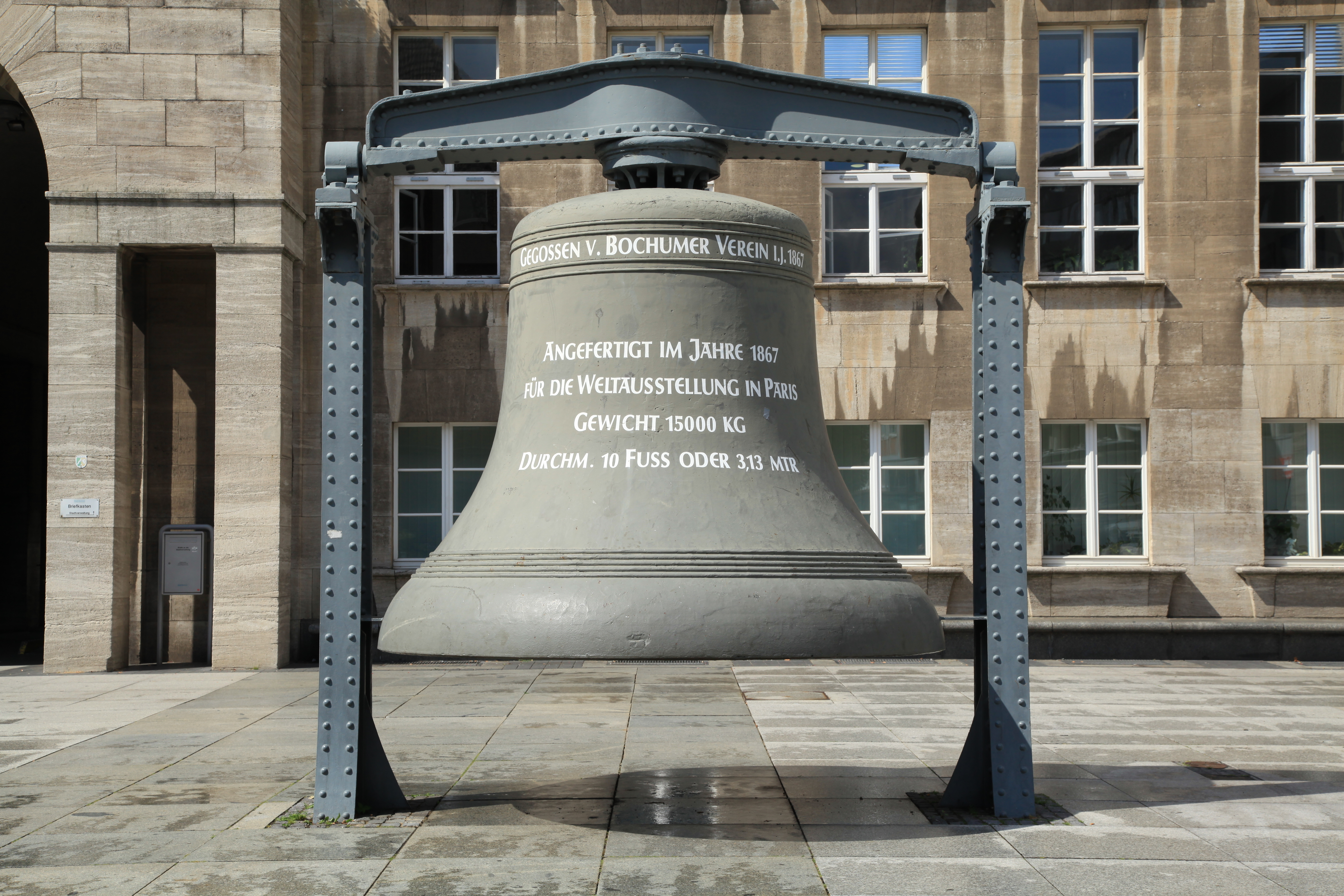
Die 15.000 kg schwere Gussstahlglocke vor dem Bochumer Rathaus

- Rathaus Bochum – Mit dem Bau des Rathauses wurde 1926 begonnen. Im Jahr 1927 erfolgte die Grundsteinlegung und am 20. Mai 1931 die Eröffnung. Das Gebäude besitzt einen weitgehend symmetrischen Grundriss. In der Symmetrieachse des Ratshofes liegt der Saalbau mit Nebenhöfen an beiden Seiten. Die Außenseite ist schlicht gehalten und das Eingangsportal sowie der zweistöckige Vorbau an der rechten Front sind die einzigen Fassaden-Schmuckelemente. Der Sockel des Gebäudes besteht aus hartem Granitstein, für die Fassade wurde Muschelkalk verwendet und für das Dach Schiefer. In den Fluren und Repräsentationsräumen kamen Marmor, Bronze und dunkle Holztäfelungen zum Einsatz. Der Rathausbau kostete die für damalige Verhältnisse große Summe von 9,25 Millionen Reichsmark, welches auch der Weltwirtschaftskrise geschuldet war. Weitere Elemente des Innenhofs sind der Glockenturm und die aus Travertin und Bronze hergestellten Brunnen. Einer ist Fortuna gewidmet und mit symboltragenden Putten verziert: Ehering und Pantoffel stehen für Eheglück, der Apfel symbolisiert Fruchtbarkeit, das leere Portemonnaie Optimismus und Seifenblasen die Illusion. Das Glockenspiel von 1951 besteht aus 28 Gussstahlglocken mit einem Gesamtgewicht von 2300 Kilogramm, jede zwischen 375 und 4 Kilogramm. Es handelt sich dabei um das erste aus Gussstahl hergestellte Glockenspiel der Welt. Die Glocke vor dem Rathaus war 1867 als größte von vier Glocken eine Attraktion auf der Weltausstellung in Paris. Gegossen wurde sie vom Bochumer Verein für Bergbau und Gussstahlfabrikation AG. Sie stand bis 1979 als Denkmal auf dem Werksgelände. Die Firma Krupp übereignete sie 1979 der Stadt. Bei einem Durchmesser von 3,13 Metern hat sie ein Gewicht von 15.000 Kilogramm. Da sie im Zweiten Weltkrieg beschädigt wurde, kann sie nicht mehr geläutet werden.

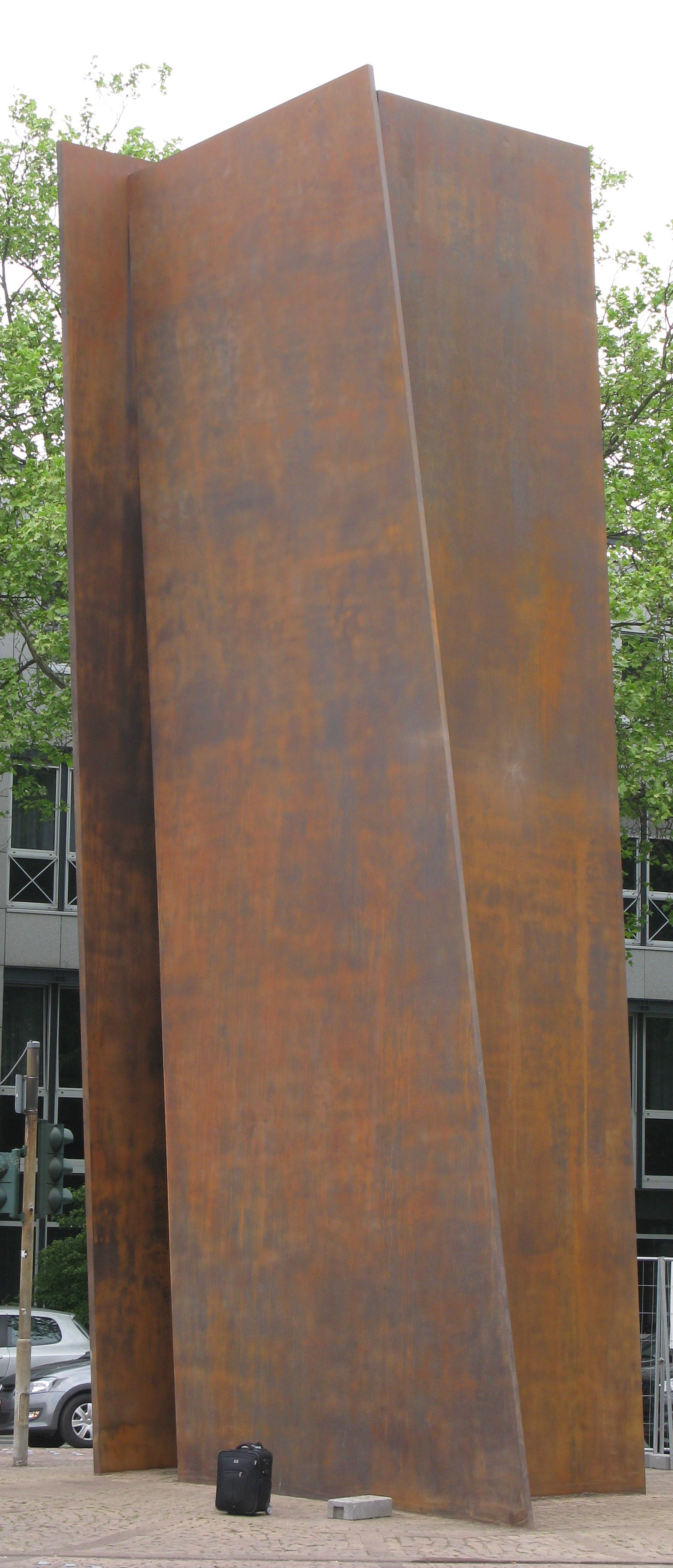
Terminal – Skulptur von Richard Serra am Hauptbahnhof

- Propsteikirche St. Peter und Paul – Die Propsteikirche ist die älteste Kirche Bochums. Bereits zwischen 785 und 800 wurde von Kaiser Karl dem Großen auf dem Gelände ein Reichshof angelegt und seitdem mehrfach umgebaut. Im Innern der Propsteikirche sind zahlreiche Kunstwerke aus verschiedenen Epochen zu sehen. Hervorzuheben sind der romanische Taufstein aus der Zeit um 1175, der Reliquienschrein der Heiligen Perpetua und ihrer Sklavin Felicitas sowie der Hochaltar mit seiner Christusfigur aus dem Jahr 1352.
- Pauluskirche – Protestanten und Katholiken hatten sich nach der Reformation zunächst lange und nicht immer einvernehmlich die einzige Kirche Bochums, die heutige katholische Propsteikirche, geteilt. 1655 begann die lutherische Gemeinde mit Bau eines eigenen Gotteshauses. Das schlichte Renaissancegebäude wurde bis 1659 mit Spenden aus Holland, Schweden, Kurland und Dänemark errichtet. Ihren Namen erhielt die Pauluskirche erst nach 1874, als die Christuskirche am Rathaus gebaut worden war. Die Pauluskirche brannte infolge eines Bombenangriffs am 12. Juni 1943 bis auf die Außenmauern nieder, wurde aber nach dem Krieg in vereinfachten Formen wieder aufgebaut und erhielt damit ihr heutiges, eher einer mittelalterlichen Dorfkirche entsprechendes Aussehen. Um die Pauluskirche im Stadtbild besser zur Wirkung zu bringen, wurde ihr Turm 1949 erhöht, ein kleiner Platz geschaffen und die unmittelbare Nachbarbebauung niedrig gehalten. Die modernen Fenster im Altarraum, um 1960 vom Bochumer Künstler K. Willy Heyer geschaffen, zeigen die drei Stationen der Wandlung des Saulus zum Paulus, dem Namenspatron der Kirche. 1974 wurde der Innenraum erneut nach Plänen von Kurt Peter Kremer umgestaltet.
- Das Mahnmal des Friedens neben der Kirche, die sogenannte »Trauernde Alte«, stammt von dem Kölner Bildhauer Gerhard Marcks. Es soll an die Schrecken des Zweiten Weltkriegs und an den Bombenangriff auf Bochum am 4. November 1944 erinnern. Das Denkmal wurde 1956 enthüllt und ist aus Basaltlava gehauen.[79] Dargestellt ist eine alte Frau, die – wohl vergeblich – nach jemandem Ausschau hält.

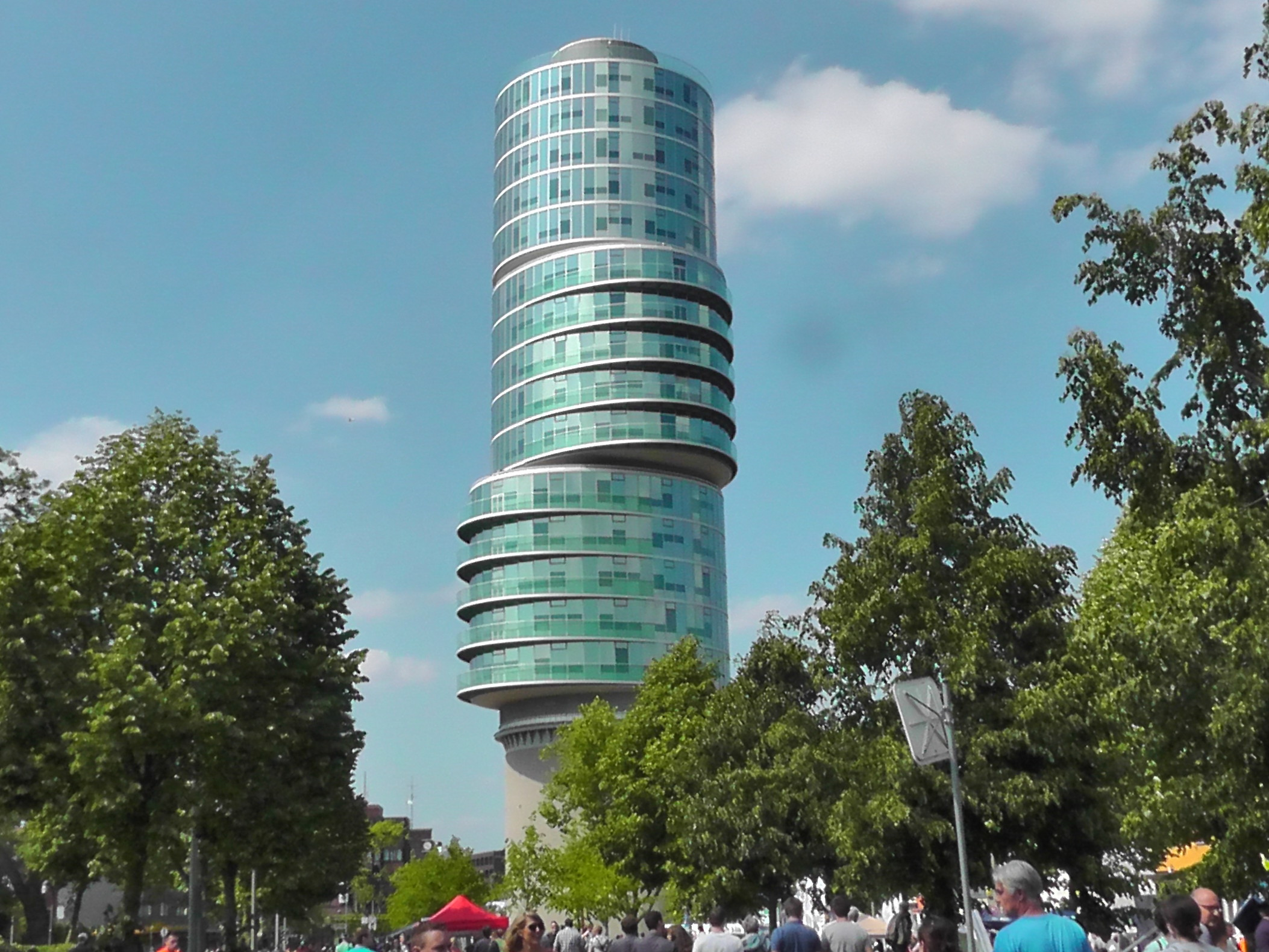
Exzenterhaus

- Christuskirche Bochum – Die Christuskirche (errichtet 1877–1878) wurde im Zweiten Weltkrieg bis auf den Turm zerstört. Der Architekt Dieter Oesterlen fügte in den 1950er Jahren einen modernen Kirchenneubau hinzu. Da der Turm nach dem Ersten Weltkrieg in eine Kriegsheldengedenkhalle umgewidmet worden war, blieb er Jahrzehnte verschlossen. Mit der Neugestaltung des Vorplatzes zum »Platz des Europäischen Versprechens«, einem Konzeptkunstwerk von Jochen Gerz, eröffnet im Dezember 2015, wurde der Turm als Mahnmal wieder der Öffentlichkeit zugänglich gemacht.[80][81][82]
- Marienkirche – Mit ihrem ungefähr 70 Meter hohen neugotischen Spitzhelm dominiert die von 1868 bis 1872 erbaute Kirche die sich unmittelbar an den Stadtkern anschließende Stadterweiterung nach Westen. Bis zum 28. Oktober 2016 wurde sie zum Anneliese Brost Musikforum Ruhr für die Bochumer Symphoniker umgebaut und integriert.

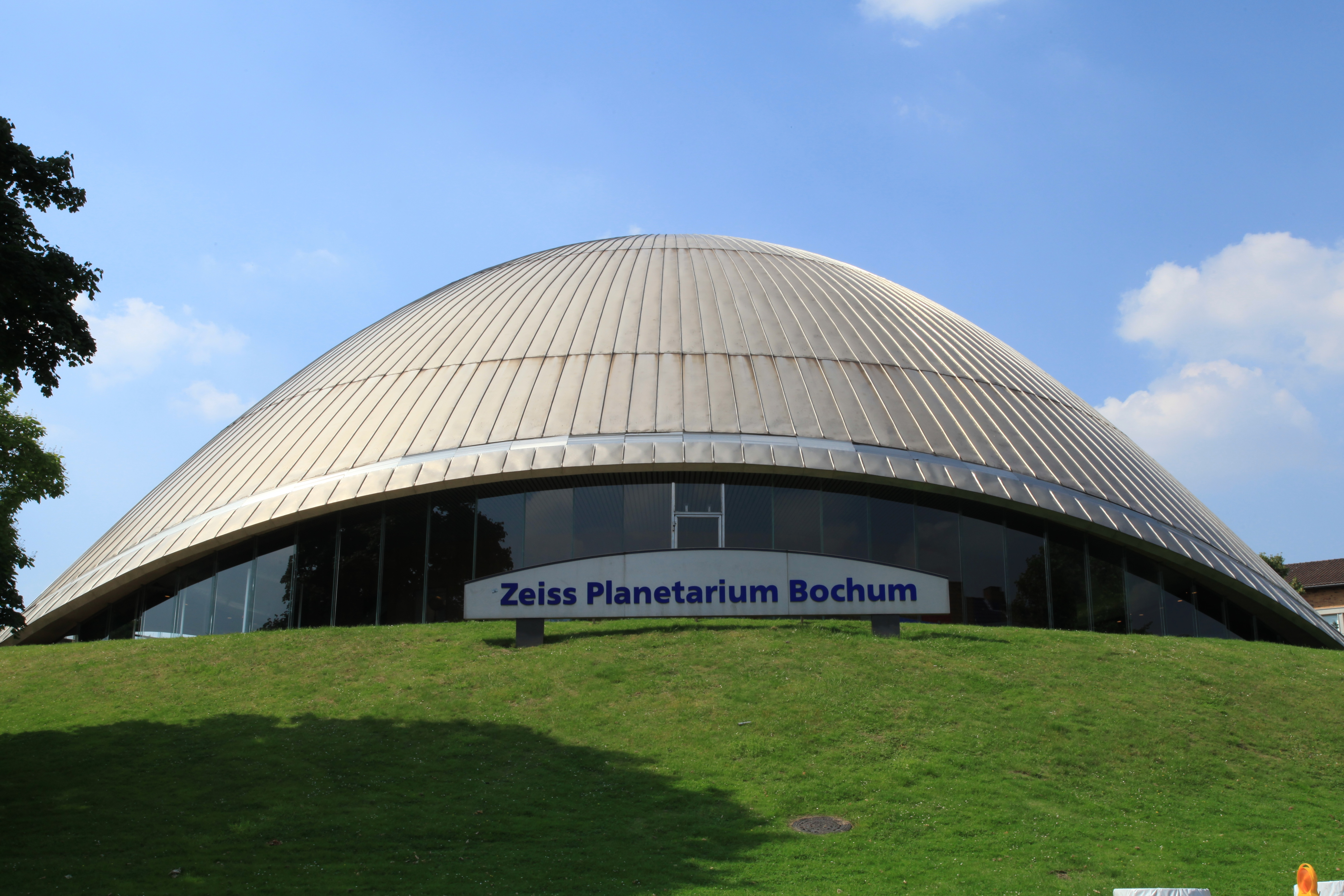
Zeiss-Planetarium

- Planetarium Bochum – Das Planetarium, das nach Plänen von Karl-Heinz Schwarze als damaligem Leiter des Hochbauamtes von 1962 bis 1964 entstand, befindet sich in an der Castroper Straße in Bochum. Das Gebäude hat einen Durchmesser von rund 20 Metern und eine Projektionsfläche von etwa 600 m². Kernstück der Anlage ist der Planetar. Das erste Gerät dieser Art in Europa hat im April 2000 in Bochum seinen Dienst angetreten. Das Planetarium bietet mehrere unterschiedliche Programme an, auch speziell für Schulklassen.

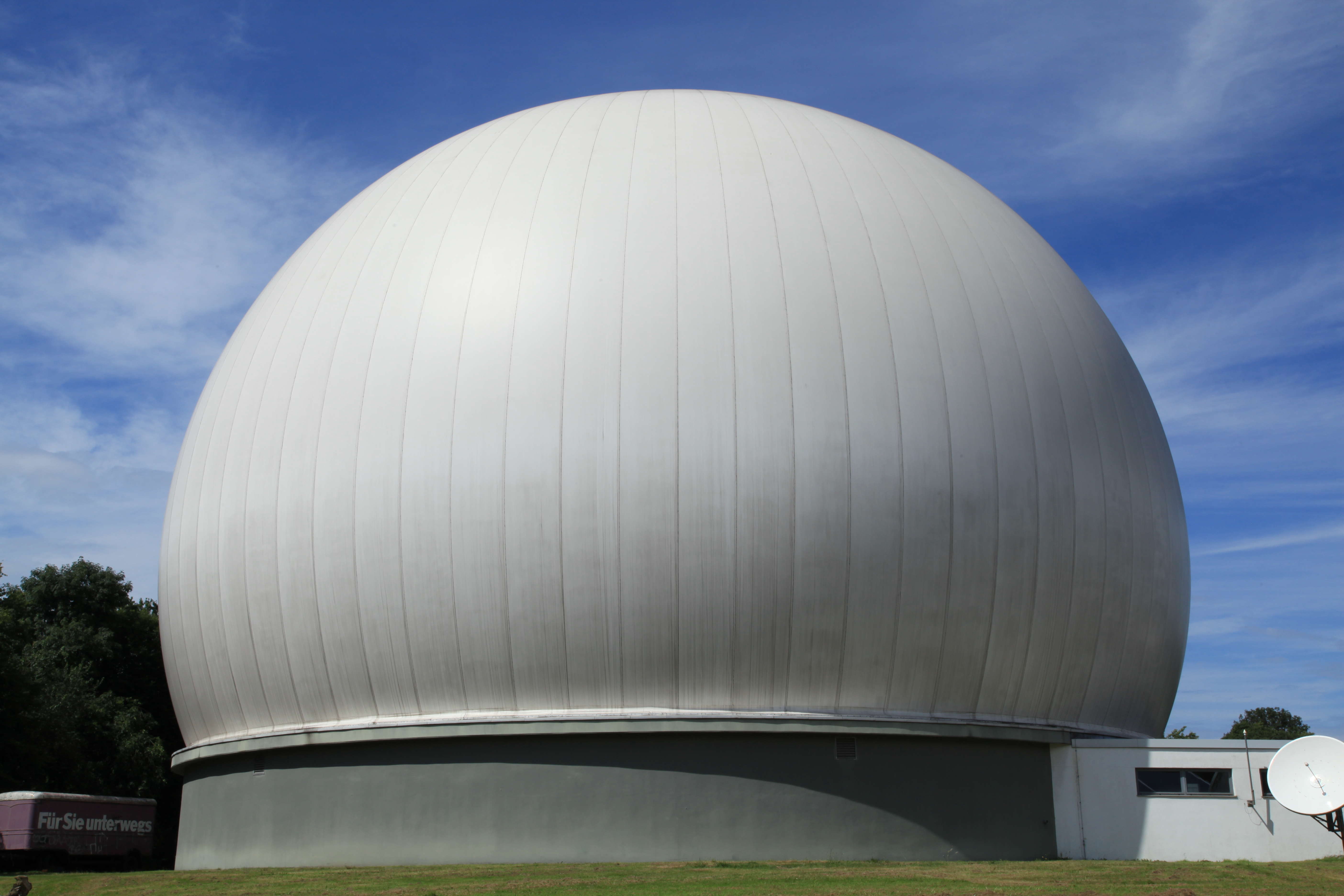
Sternwarte, das „Kap Kaminski“

- Sternwarte Bochum – Die Sternwarte im Stadtteil Sundern, im Volksmund in Bezug auf den Gründungsprofessor Heinz Kaminski „Kap Kaminski“ genannt, bietet freitags zwischen 19:30 und 21:30 die Möglichkeit zur Sternbeobachtung. Hierfür stehen zahlreiche Teleskope zur Verfügung. Im Inneren des Radoms befindet sich die 20-m-Parabolantenne sowie wechselnde Ausstellungen.
- Jahrhunderthalle – Die „Jahrhunderthalle“ wurde als Ausstellungshalle des Bochumer Vereins für die Düsseldorfer Gewerbeausstellung 1902 gebaut und anschließend als Gebläsemaschinenhalle für die Hochöfen des Bochumer Vereins wiederverwendet. Sie wurde mehrfach erweitert, der Name Jahrhunderthalle bezeichnet heute das gesamte Bauwerk, das sich über eine Fläche von 8900 m² erstreckt. Seit ihrer Sanierung wird die Halle für Veranstaltungen genutzt, wie etwa die Ruhrtriennale oder für Konzerte der Symphoniker. Mittlerweile ist sie das Zentrum des neu angelegten Westparks. Der Westpark wurde im ersten Bauabschnitt 1999 eröffnet. Die im Rat vertretenen Fraktionen diskutierten längere Zeit kontrovers darüber, ob sich die Stadt Bochum den Bau eines Konzerthauses für die Bochumer Symphoniker nach einem Entwurf von Thomas van den Valentyn in unmittelbarer Nachbarschaft der Jahrhunderthalle finanziell leisten kann.

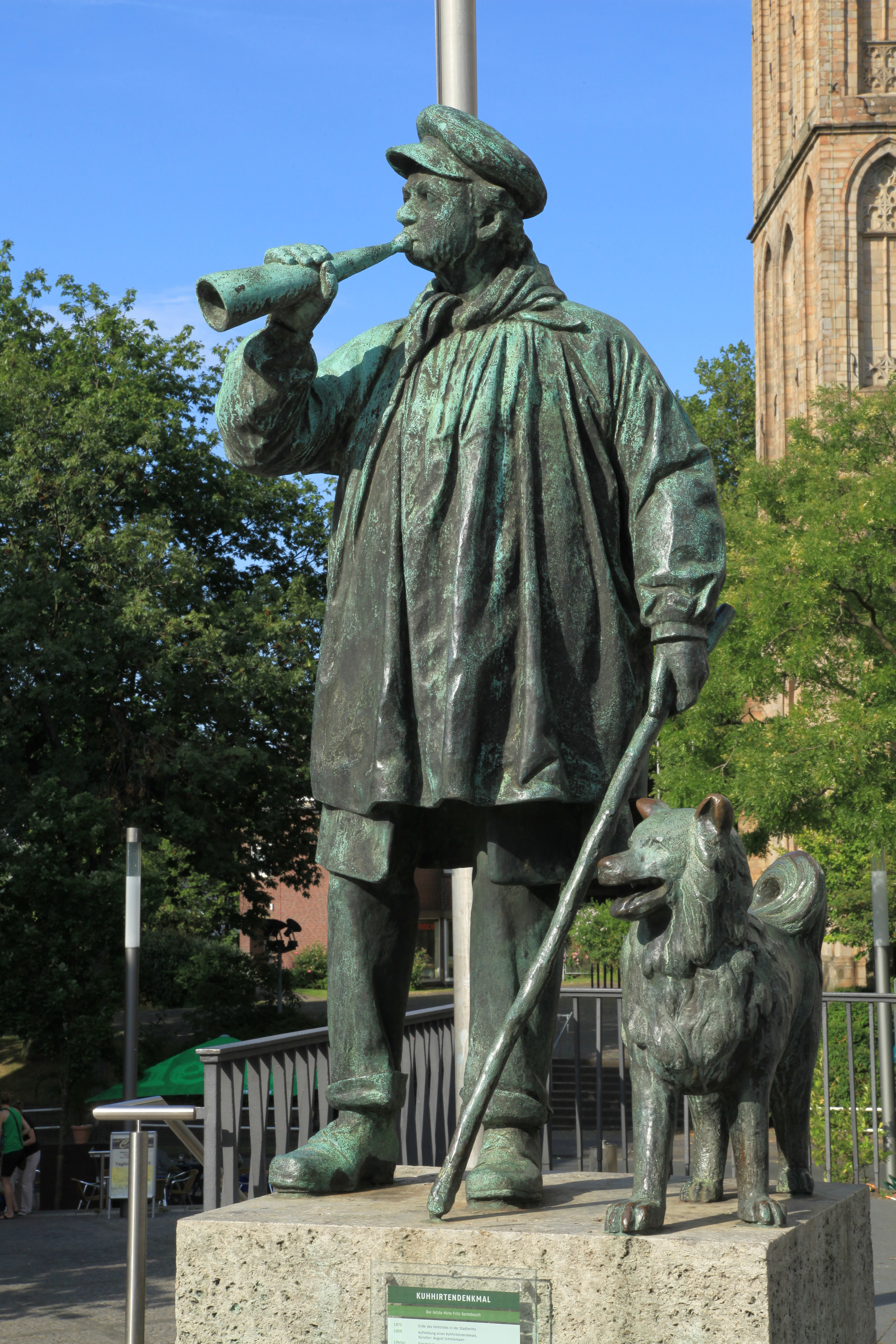
Kuhhirten-Denkmal auf der Bongardstraße

- Kuhhirtendenkmal – Das zwischen Propsteikirche St. Peter und Paul und Pauluskirche stehende Denkmal zeigt einen Kuhhirten mit seinem Hund, der das Vieh der Bürger auf die Vöde (städtisches Weideland) trieb. Es soll eine Erinnerung an die „gute alte Zeit“ sein. Die Originalfigur von 1908 wurde im Zweiten Weltkrieg eingeschmolzen. 1962 wurde eine Neufassung angefertigt. Die lokale Legenden verbinden es mit Fritz Kortebusch als letzten Kuhhirten, dieser war zwar ein langjähriger und bekannter Kuhhirte, hieß aber Henrich und war nicht der letzte der Kuhhirten.

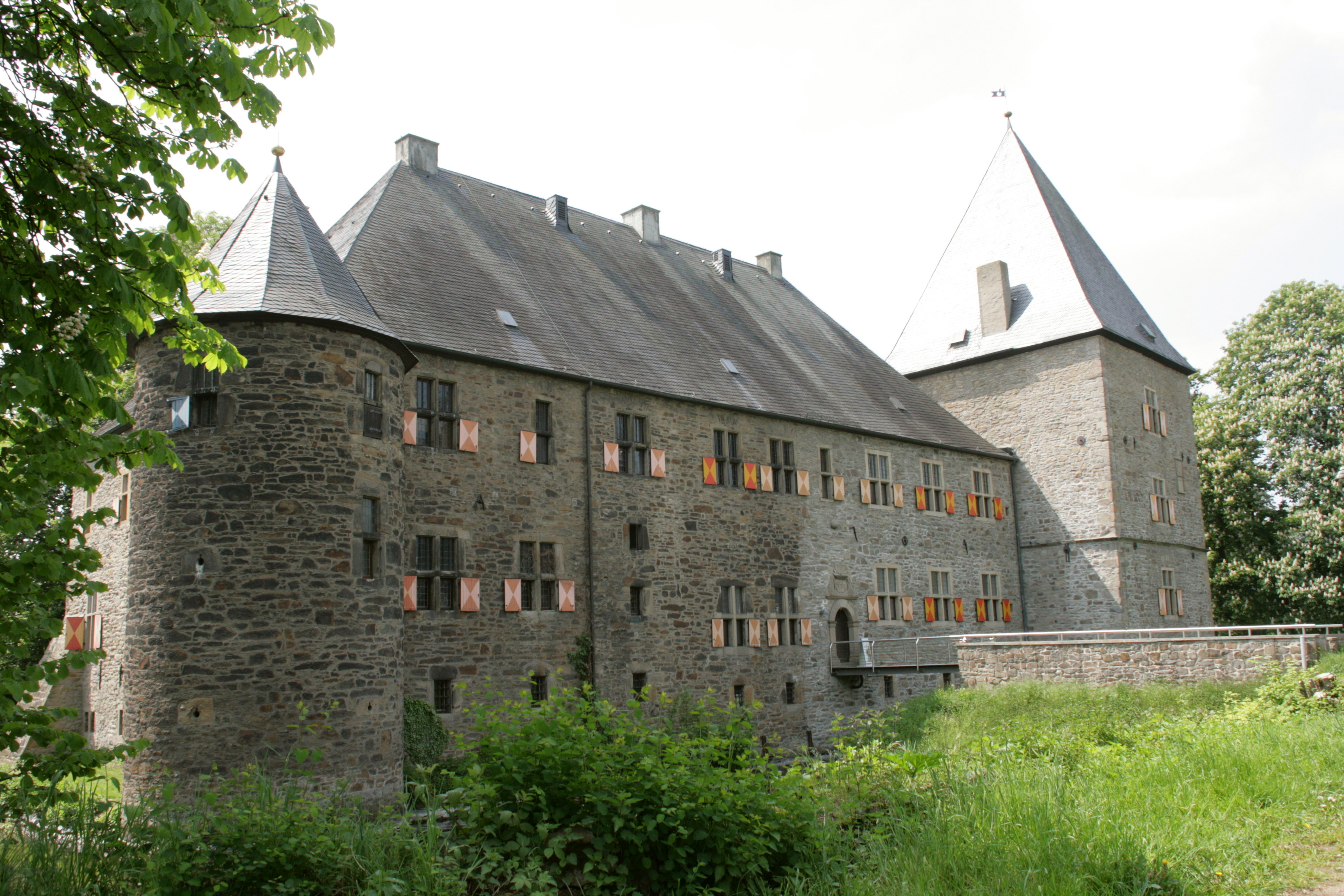
Wasserburg Haus Kemnade am Kemnader See

- Kemnader See – Dieser Stausee an der Ruhr dient vorwiegend der Wasserwirtschaft und der Naherholung. Um den See befinden sich zahlreiche Freizeiteinrichtungen und Sehenswürdigkeiten. Das Freizeitbad Heveney, das StrandDeck Kemnade, eine Beachvolleyballhalle, ein Golfplatz und ein Segelhafen liegen am Beginn des Sees. Eine 12 km langer Skaterrundkurs um den See wurde 2014 offiziell eröffnet. Vereine nutzen den See zum Fischen, sie geben auch Gastkarten heraus. Der Fischbestand reicht von Aal über Brassen, Karpfen, Rotaugen bis zu Zander. Auf dem See und der Ruhr verkehren die Fahrgastschiffe MS Kemnade und MS Schwalbe II. Sehenswert ist außerdem in der Nähe des Stauwehrs das Wasserburg Haus Kemnade im Stil der Renaissance und des Barocks. Hier gibt es neben einem alten Bauernhaus mit historischen Exponaten in der Wasserburg zwei Sammlungen zu besichtigen: Musikinstrumentensammlung Grumbt und die Ostasienausstellung Ehrich.
- Stiepeler Dorfkirche – Um 1008 wurde eine kleine Saalkirche erbaut. Der Bau wurde von Gräfin Imma von Stiepel, einer Verwandten von Kaiser Heinrich II. und Kaiserin Kunigunde, veranlasst. Zwischen 1130 und 1170 wurde die alte Kirche durch eine romanische Basilika ersetzt. Von dieser Kirche sind heute noch der Turm und das Mittel- und Querschiff erhalten. Von 1150 bis 1200 wurden zahlreiche romanische Wand- und Deckenmalereien im Innenraum der Kirche angefertigt.
- Zisterzienserkloster und Wallfahrtskirche St. Marien – Zu den ältesten Gründungen des Ruhrgebietes gehört die Kirchengemeinde im Stadtteil Stiepel (885 n. Chr. erstmals urkundlich erwähnt) mit ihrem weithin bekannten und einzigen Marien-Wallfahrtsort des Bistums Essen. Stiepel entwickelte sich zu einem vielbesuchten Wallfahrtsort, der 1294 durch ein Dekret des Papstes Bonifaz VIII. bestätigt wurde. Auf der Strecke von Weitmar Richtung Hattingen bietet sich dem Auge am Ortseingang von Stiepel zur Rechten die Klosteranlage der Zisterzienser dar. In ihrem Zentrum erhebt sich die Pfarr- und Wallfahrtskirche St. Marien mit dem Gnadenbild der „Schmerzhaften Mutter von Stiepel“. Die Kirche wird von den Klosterbauten, einem Pilgerzentrum, dem „Klosterhof“, einem zur Wallfahrt eingerichteten Restaurant und von hochragenden Bäumen der Außenanlagen eingerahmt. Jährlich besuchen etwa 40.000 Pilger die zum Areal des Zisterzienserklosters gehörende Wallfahrtskirche.[83]
- Ruhr-Park – Der Ruhr-Park im Ortsteil Harpen wurde im November 1964 eröffnet und in mehreren Bauabschnitten auf gegenwärtig etwa 126.000 m² erweitert. Er war nach dem Main-Taunus-Zentrum in Sulzbach das zweite Einkaufszentrum in Deutschland und eine Neuheit für die junge Bundesrepublik.
- Ruhrstadion[84] – Das Ruhrstadion ist die Heimstätte des VfL Bochum, die zwischen März 1976 und Juli 1979 erbaut und mit einem Spiel gegen die SG Wattenscheid 09 eingeweiht wurde. Das Stadion verfügt über 27.599 Zuschauerplätze, davon 15.574 Sitzplätze.
- Eisenbahnmuseum Bochum – Das Eisenbahnmuseum liegt auf dem Gelände des ehemaligen Eisenbahn-Betriebswerkes Bochum-Dahlhausen. Die Anlage wurde 1916–1918 errichtet. Da Ende der 1960er Jahre die Kohleförderung im südlichen Ruhrgebiet unrentabel wurde und die Zechen schlossen, somit auch der Bahnbetrieb in diesem Bereich zurückging, wurde das Betriebswerk überflüssig. Es wurde am 1. August 1969 als selbständige Dienststelle geschlossen und teilweise zurückgebaut. Die Güterwagenausbesserung wurde 1982 eingestellt. Die Deutsche Gesellschaft für Eisenbahngeschichte e. V. konnte die Anlagen ab dem Jahr 1968 schrittweise wieder in den Betriebszustand zurückversetzen und das Museum in der heutigen Form aufbauen.

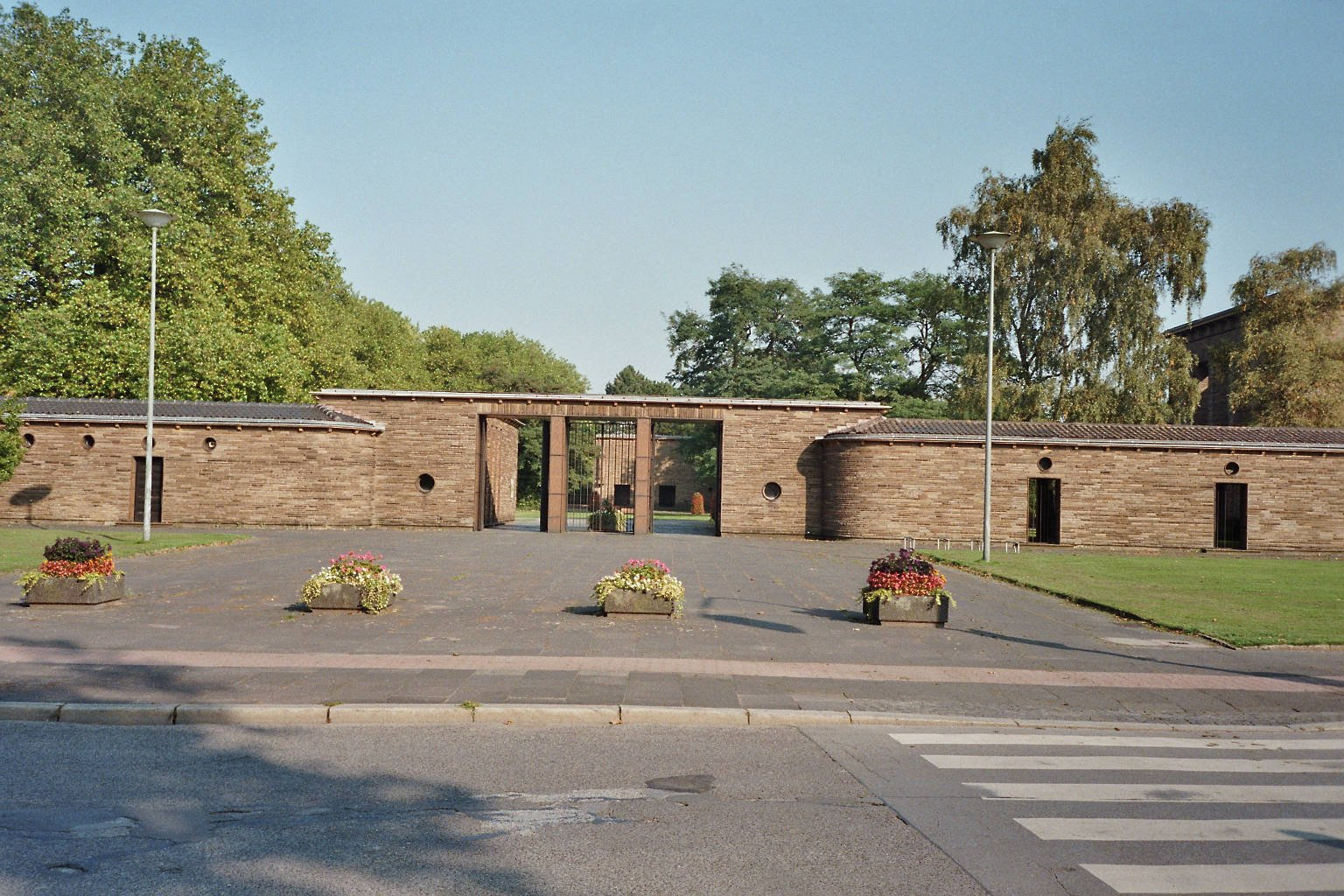
Der Haupteingang des Friedhofes

- Hauptfriedhof Freigrafendamm – Der im Stadtteil Altenbochum liegende Friedhof ist der größte der Stadt. Er wurde in den 1920er Jahren gärtnerisch geplant, die Hochbauten im Eingangsbereich wurden erst zwischen 1935 und 1939 errichtet. Das Eingangstor, die große und die kleine Trauerhalle sowie das Krematorium geben am deutlichsten den Baustil des Nationalsozialismus wieder. Im Zweiten Weltkrieg nutzte das Regime die Gebäude als Kulisse für die zentralen Trauerfeiern für die im Bombenkrieg umgekommenen Bochumer Einwohner. Neben der Zivilbevölkerung und einer Reihe deutscher Soldaten wurden auf dem Friedhof insgesamt 1720 Zwangsarbeiter aus der ehemaligen Sowjetunion beerdigt, die im Krieg in erster Linie in der Rüstungsindustrie eingesetzt waren. An sie erinnert heute ein Mahnmal in lateinischer und kyrillischer Schrift, sowie an drei der Gräberfelder Totenbücher mit den Namen der Opfer.
- Rudolf Steiner Schule Bochum, 1965. Das Gebäude in Langendreer ist der erste Schulbau in Europa, der im Stil der Organischen Architektur errichtet wurde. Er wurde Anfang der 1960er Jahre von dem Architekten Werner Seyfert und dem Künstler Wilfried Ogilvie entworfen. Der Architekt entwickelte auf Basis dieser Erfahrung weitere Waldorfschulen mit verschieden geformten Klassenräumen, je nach der Altersstufe der Schüler. Ein Ansatz, der bis heute nur in dieser Pädagogik angewendet wird.
- Von den ursprünglich sechs bedeutendsten öffentlichen Bauwerken der östlichen Innenstadt, die in der Zeit des Wiederaufbaus nach dem Zweiten Weltkrieg geplant wurden, stehen heute nur noch der Hauptbahnhof (1955 bis 1957, Architekt Heinz Ruhl), das Stadtwerkehochhaus (1952 bis 1955, Architekt Ferdinand Keilmann), die Berufsschule für Jungen (1953 bis 1954) und die Verwaltungs- und Wirtschaftsakademie (1952 bis 1955, ebenfalls von F. Keilmann). Dagegen wurde das Stadtbad Bochum entgegen dem zuvor bestehenden Denkmalschutz 1998 abgerissen; einige Jahre zuvor war bereits das in die städtebauliche Gesamtplanung zählende Arbeitsamt zugunsten eines Hotelneubaus beseitigt worden.

### Sport

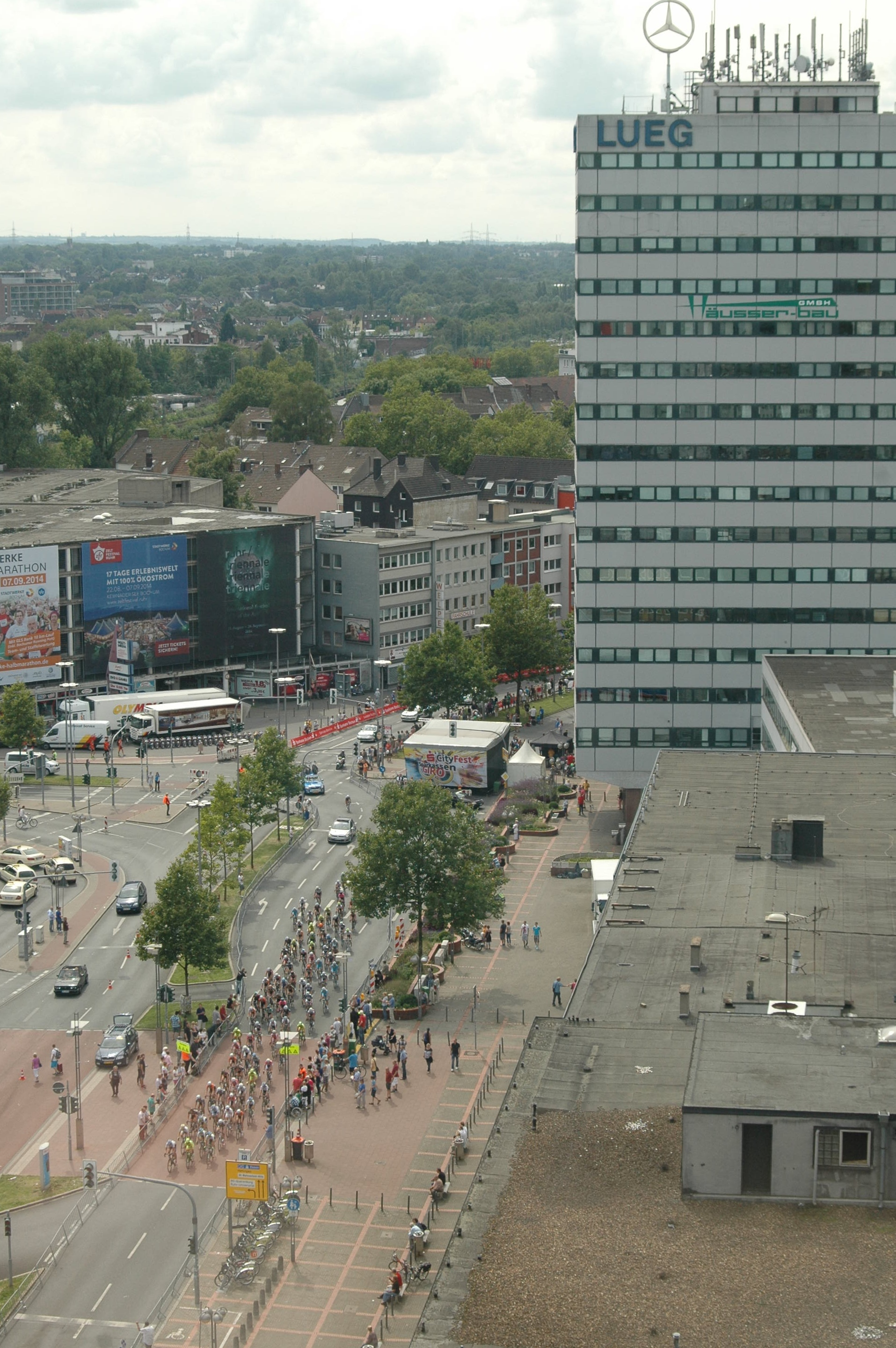
Fahrerinnenfeld des Sparkassen Giro Bochum am Hauptbahnhof

Überregionale Bedeutung im Sport hat Bochum u. a. durch die Fußballmannschaften des VfL Bochum und der SG Wattenscheid 09. Der VfL, der seine Heimspiele im 26.000 Zuschauer fassenden Ruhrstadion austrägt, spielt seit 1971 konstant in der ersten oder zweiten Bundesliga. Auch die SG Wattenscheid war insgesamt 24 Jahre lang in den obersten beiden Ligen vertreten, zuletzt jedoch 1999. Sie trägt ihre Partien im Lohrheidestadion mit gut 16.000 Plätzen aus. Nach zwischenzeitlicher Insolvenz und Einstellung des Spielbetriebs tritt die 1. Herrenmannschaft der Sportgemeinschaft zurzeit in der fünftklassigen Oberliga Westfalen an. Die Damenmannschaft der SG Wattenscheid 09 spielte zwei Jahre in der obersten Liga und wurde mittlerweile aus finanziellen Gründen in den VfL Bochum eingegliedert. Außer Fußball betreibt der VfL Bochum folgende Sportarten: Badminton, Basketball, Fechten (Fecht- und Sportgemeinschaft Ruhr Wattenscheid), Handball, Hockey, Leichtathletik, Schwimmen, Tanzsport, Tennis, Tischtennis, Turnen und Volleyball.
Darüber hinaus ist Bochum durch den deutschen Meister im Steeldart, DSC Bochum, den vielfachen deutschen Meister im Billard, DBC Bochum 1926, die Handballerinnen von Teutonia Riemke, die Basketballer vom VfL SparkassenStars Bochum und des TV Gerthe, die zwölffachen deutschen Meister und mehrfachen deutschen Pokalsieger im Frauenwasserball von Blau-Weiß Bochum, die deutschland- und europaweit erfolgreichen Leichtathleten des TV Wattenscheid 01 Leichtathletik und die Sportgymnastinnen des TV Wattenscheid 01 sowie die Bochum Cadets (Herren), Bochum Rebels (Herren & Jugend) und Bochum Miners (Frauen) bekannt, die im American Football erfolgreich sind. Darüber hinaus besitzt Bochum einen deutschen Meister 2007 und zwei Europameister im Jahr 2008 (Kickerliga Bochum) im Tischfußball (P4P Rookie). Bochum ist Heimstatt des Linden-Dahlhauser Schwimmverein 1921. Auch die Tanzsportvereine VfL Bochum 1848 Tanzsportabteilung und T.T.C. Rot-Weiss-Silber Bochum sind hier ansässig. Deutschlandweite Beachtung findet das halbjährlich stattfindende Turnier mit Schaukampfrobotern der German-Roboteers-Association e. V. in der Skaterhalle der Bochum Lakers.
Seit Juli 2019 gibt es in Bochum eine Discgolf-Anlage im Volkspark Langendreer, die vom L.F.C. Laer mitgeführt wird.
2021 bewarb sich die Stadt als Host Town für die Gestaltung eines viertägigen Programms für eine internationale Delegation der Special Olympics World Summer Games 2023 in Berlin. 2022 wurde sie als Gastgeberin für Special Olympics Finnland ausgewählt. Damit wurde sie Teil des größten kommunalen Inklusionsprojekts in der Geschichte der Bundesrepublik mit mehr als 200 Host Towns.

### Gastronomie/Ausgehen

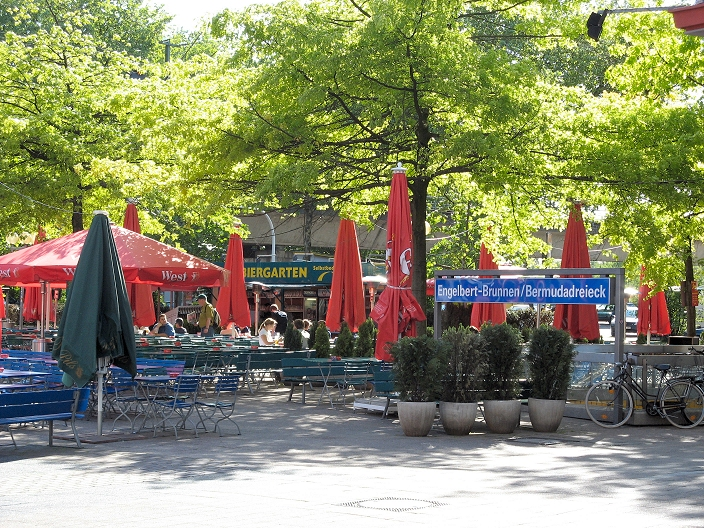
Konrad-Adenauer-Platz (KAP) am Handelshof im innerstädtischen Gastronomieviertel Bermuda3eck

Das Bermuda3eck ist mit 60 gastronomischen Betrieben das wichtigste Kneipenzentrum des Ruhrgebiets. Über drei Millionen Gäste besuchen die Kneipenmeile in der Bochumer Innenstadt pro Jahr, bis zu 30.000 Gäste pro Tag im Sommer. Bei großen Ereignissen wie dem Festival Bochum Total, das jeweils am zweiten Wochenende im Juli stattfindet (wenn nicht etwas wie die Fußball-WM dazwischen kommt), kommen täglich bis zu 400.000 Besucher. Ferner hat jeder Stadtteil seine zum Teil alt eingesessenen Gaststätten, Kneipen und Cafés.
Bochum ist Standort zahlreicher Clubs, Diskotheken und Kultureinrichtungen, zum Beispiel die Zeche Bochum, der Prater, das SAMS oder das Kulturzentrum Bahnhof-Langendreer. Früher hatten auch ehemalige Clubs wie der Zwischenfall und die Matrix Bochum überregionale Bekanntheit, oder eine der größten Diskotheken im Ruhrgebiet für schwule Männer, das Stargate.
Das Rotlichtviertel der Stadt befindet sich am westlichen Rand der Innenstadt in der Nähe der Fertigungsstätten des Bochumer Vereins. Die Einrichtungen tragen im Volksmund mehr oder minder derbe Bezeichnungen wie „Gurke“, „Eierberg“ oder auch „Riemenwalzwerk“.

### Regelmäßige Veranstaltungen

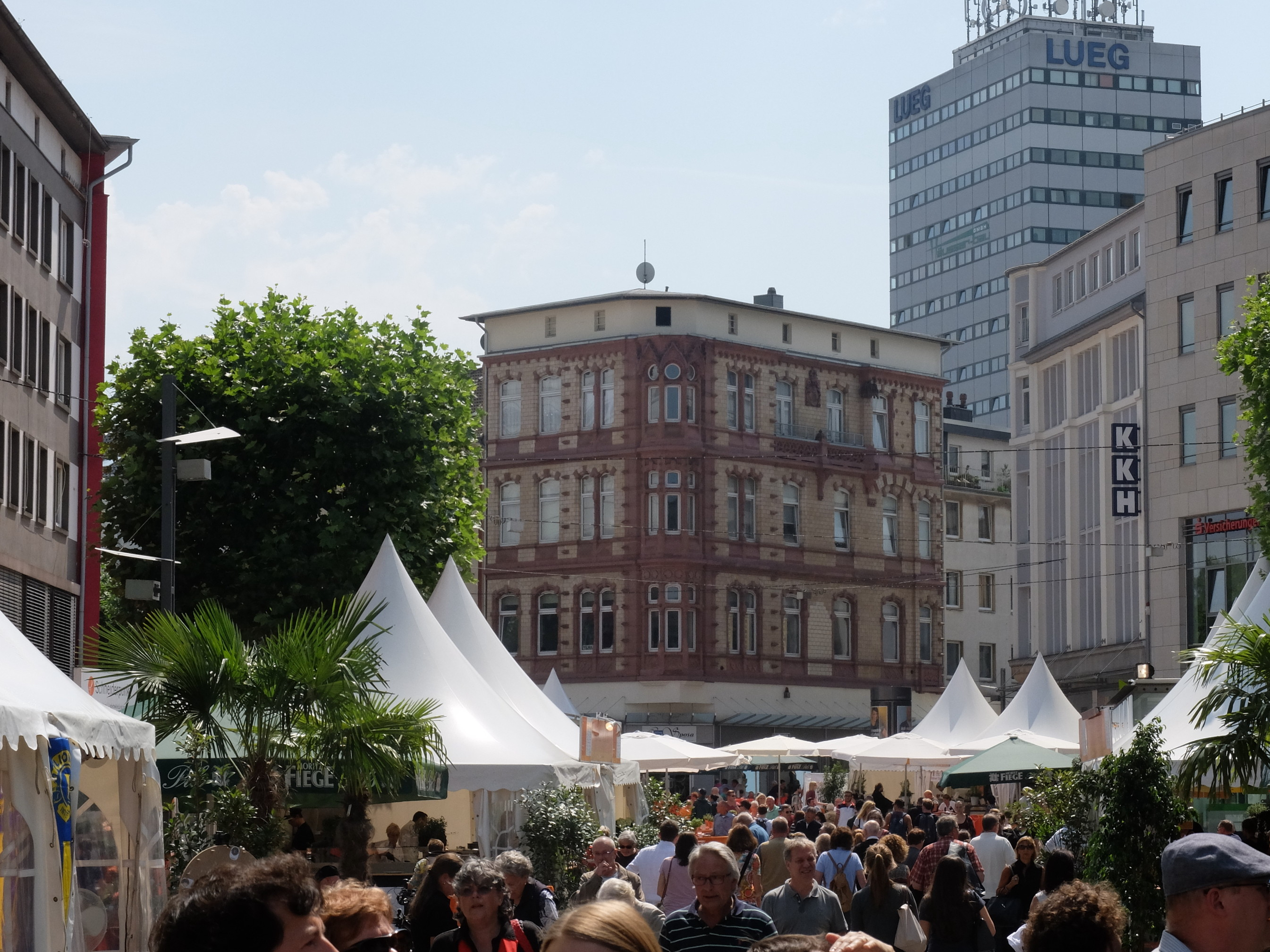
Bochum kulinarisch

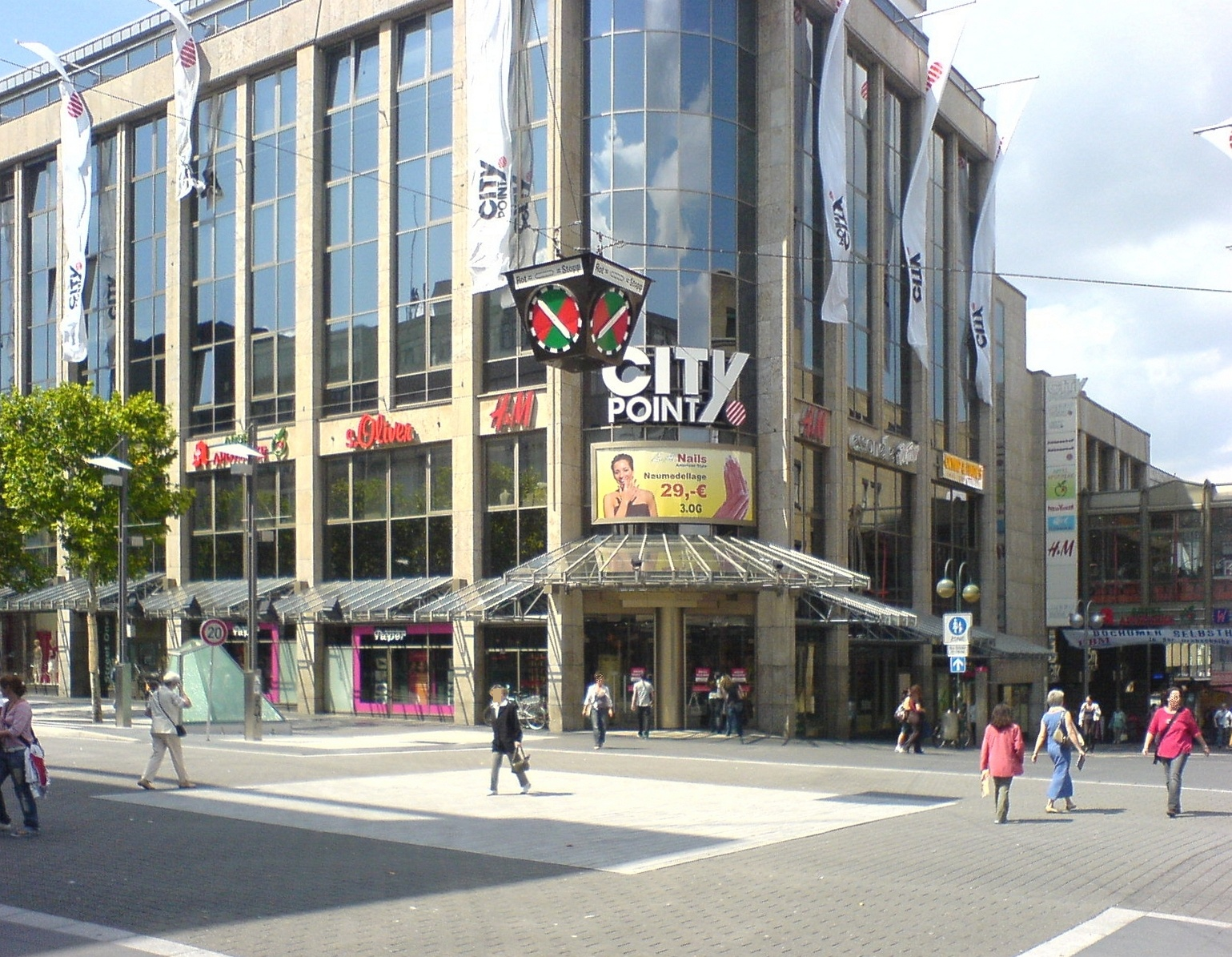
Fußgängerzone in der Innenstadt mit Nachbau der „Drehscheibe“

- März/April: Bochumer Orgeltage (Beginn: Ostermontag)
- April: Maiabendfest (Letztes Wochenende im April)
- Mai: Figurentheater der Nationen
- Mai: Dampf-Festival auf der Zeche Hannover (im Zweijahresrhythmus)
- Juni: RUBissimo – Sommerfest der Ruhr-Universität (am Tag vor Fronleichnam)
- Juni: Ruhrgebiets-Amateurtheatertreffen
- Juni: ExtraSchicht – die Nacht der Industriekultur im ganzen Ruhrgebiet (letztes Juni-Wochenende)
- Juni/Juli: Ab anne Castroper (Sommerfest des VfL Bochum)
- Juli: Ruhr International
- Juli: Bochum Total (ab 2015 am zweiten Wochenende im Juli)
- Juli/August: Stadtparkfest (Familienfest am letzten Wochenende der Sommerferien in Nordrhein-Westfalen)
- Juli/August: Bochum kulinarisch (oft am letzten Wochenende der Sommerferien in Nordrhein-Westfalen)
- August: Bochumer Musiksommer
- September: Open Flair (internationales Kabarett und Straßentheater)
- Oktober: Oktobermarkt
- Oktober/November: Bochumer Bachtage
- Oktober/November: Ruhrgebiets-Antiquariatstag
- November: Kinder- und Jugendtheatertage
- Dezember: Weihnachtsmarkt

## Wirtschaft und Infrastruktur
Im Jahre 2016 erbrachte Bochum, innerhalb der Stadtgrenzen, ein Bruttoinlandsprodukt von 11,892 Milliarden € und belegte damit Platz 30 innerhalb der Rangliste der deutschen Städte nach Wirtschaftsleistung. Das BIP pro Kopf lag im selben Jahr bei 32.596 € (Nordrhein-Westfalen: 37.416 €/ Deutschland 38.180 €). In der Stadt waren 2016 ca. 184.000 erwerbstätige Personen beschäftigt. Die Arbeitslosenquote lag im Dezember 2018 bei 8,1 % und damit deutlich über dem Durchschnitt von Nordrhein-Westfalen mit 6,4 %.
Die durch den Strukturwandel und aufgrund des Weggangs verschiedener Großunternehmen wirtschaftlich gebeutelte Stadt versucht, sich ein neues Image zu geben.

### Verkehr

#### Schiene/ÖPNV

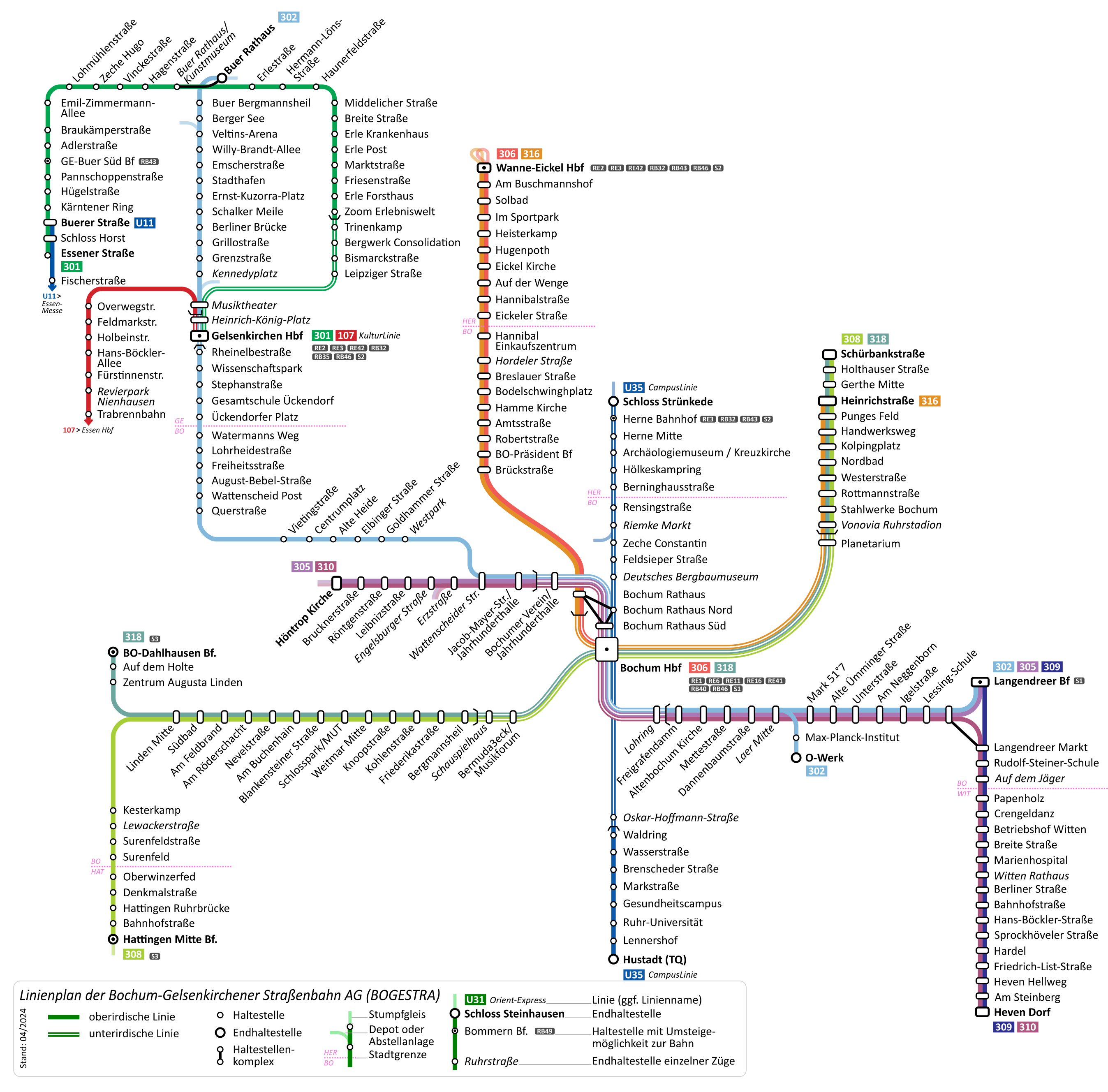
Streckennetz der Straßenbahn Bochum/Gelsenkirchen

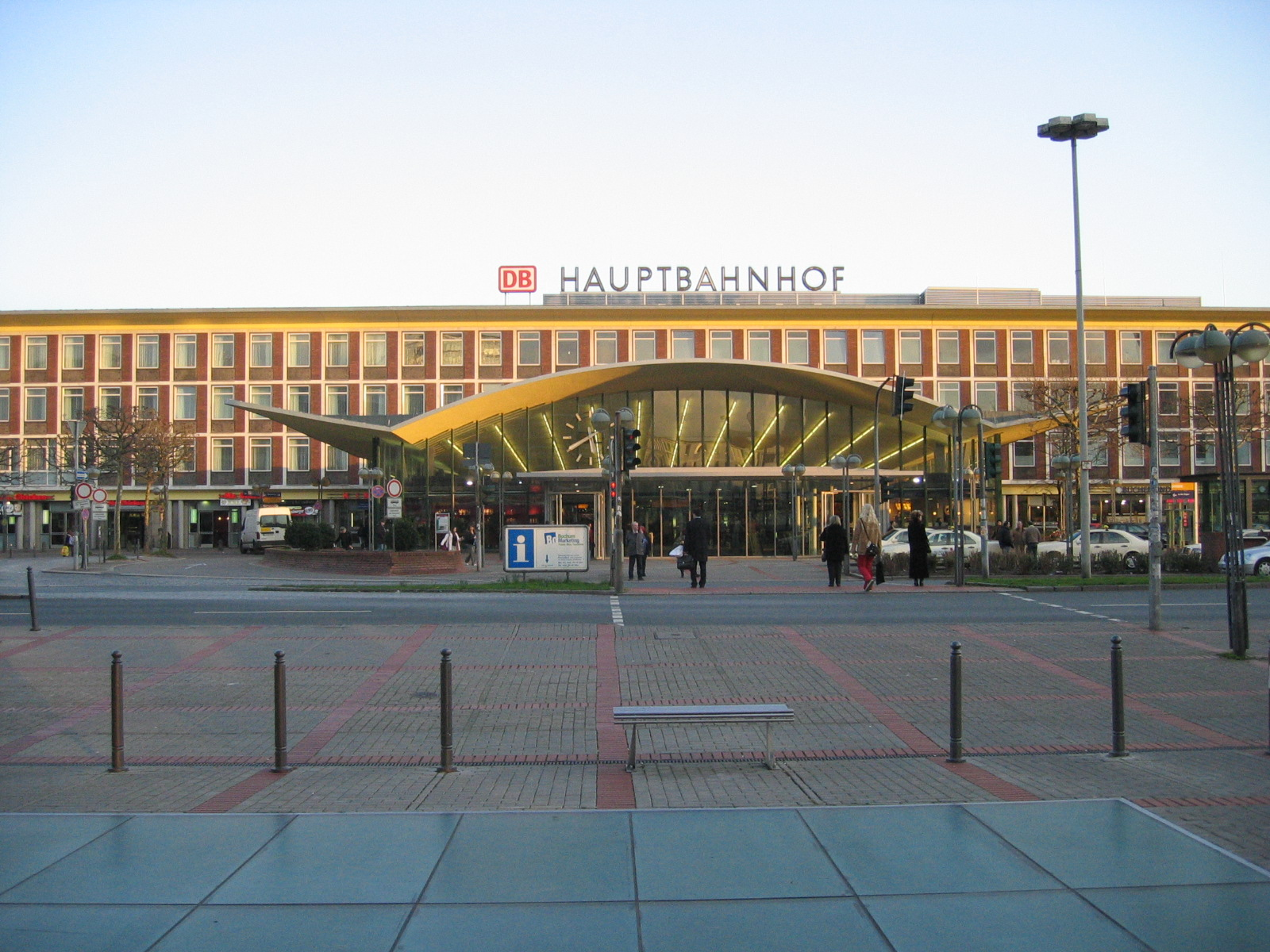
Der denkmalgeschützte Bochumer Hauptbahnhof

Die Stadt ist über zahlreiche Eisenbahnverbindungen an die umliegenden Städte angeschlossen und hat insgesamt zehn Bahnhöfe bzw. Haltepunkte. Es verkehren sechs Regionalbahn- und Regional-Express-Linien (RE1, RE6, RE11, RE16, RE41, RB40, RB46) sowie zwei S-Bahn-Linien (S1, S3). Der Hauptbahnhof ist als einziger Bochumer Fernbahnhof regelmäßiger ICE- und IC-Halt der auf der Bahnstrecke Dortmund–Duisburg verkehrenden Linien. Hinzu kommt der kommunale Nahverkehr: In der Stadt gibt es eine größtenteils unterirdische Stadtbahn-Linie (U35 von Bochum-Hustadt nach Herne Schloss Strünkede) sowie sieben Straßenbahnlinien, die in der Innenstadt ebenfalls unterirdisch fahren. Die meisten Buslinien werden durch die Bochum-Gelsenkirchener Straßenbahnen AG (BOGESTRA) im Rahmen des Verkehrsverbunds Rhein-Ruhr (VRR) betrieben.

#### Straße
Im Stadtgebiet von Bochum verlaufen die Bundesautobahnen A 40 (Dortmund – Venlo), A 43 (Münster – Wuppertal) und A 448 sowie eine autobahnähnliche Schnellstraße, der Bochumer Ring bzw. die ehemalige NS 7. Zudem durchqueren drei Bundesstraßen die Stadt: die B 51 (Osnabrück – Bochum – Trier), die B 226 (Hagen – Bochum – Gelsenkirchen) und die B 235 (Datteln – Bochum – Witten).
Eine Verbindung von A 44 und A 40 über die ehemalige NS 7, die sogenannte Opel-Querspange, wurde im August 2021 fertiggestellt. Noch vor den Abschluss der Arbeiten ist der Abschnitt des Bochumer Rings zur Bundesautobahn 448 hochgestuft worden. Darüber hinaus ist die A 40 bis Essen sechsspurig ausgebaut worden. Diese Pläne sind bereits seit den 1990er Jahren beschlossen, ursprünglich, um eine bessere Anbindung des Opel-Werks 1 im Stadtteil Laer an das Verkehrsnetz zu gewährleisten. Heute steht die Verbesserung des Ost-West-Transits durch das Ruhrgebiet im Vordergrund.
Mit dem Lückenschluss der A448 mit der A44 Ende 2021 besitzt Bochum als einzige Stadt in Deutschland einen geschlossenen Autobahnring auf der eigenen Stadtfläche.
Der Radschnellweg Ruhr soll auch durch Bochum führen. Bisher ist nur ein ca. 900 Meter langes Stück in Bau.

#### Stadt ohne Hafen
Als eine der wenigen Städte des Ruhrgebiets liegt Bochum nicht an einer Bundeswasserstraße; der nächste Zugang befindet sich am Rhein-Herne-Kanal im nördlich gelegenen Herne. Verschiedene Denkschriften und Projektideen zwischen den 1860er- und 1910er-Jahren zu einem Kanalanschluss Bochums sind über die Planungsphase nicht hinaus gekommen. Im Süden bildet die Ruhr die Bochumer Stadtgrenze. Bis zur Mitte des 19. Jahrhunderts war sie einer der am stärksten befahrenen Flüsse Europas und diente im Wesentlichen der Kohleabfuhr. Damals bestand der kleine Rauendahler Hafen zur Kohleverladung in der Gemeinde Stiepel. Abgesehen vom Ausflugsverkehr mit der Schwalbe II und anderen Tagesausflugsschiffen ist die Ruhrschifffahrt jedoch längst eingestellt worden.

#### Luftverkehr

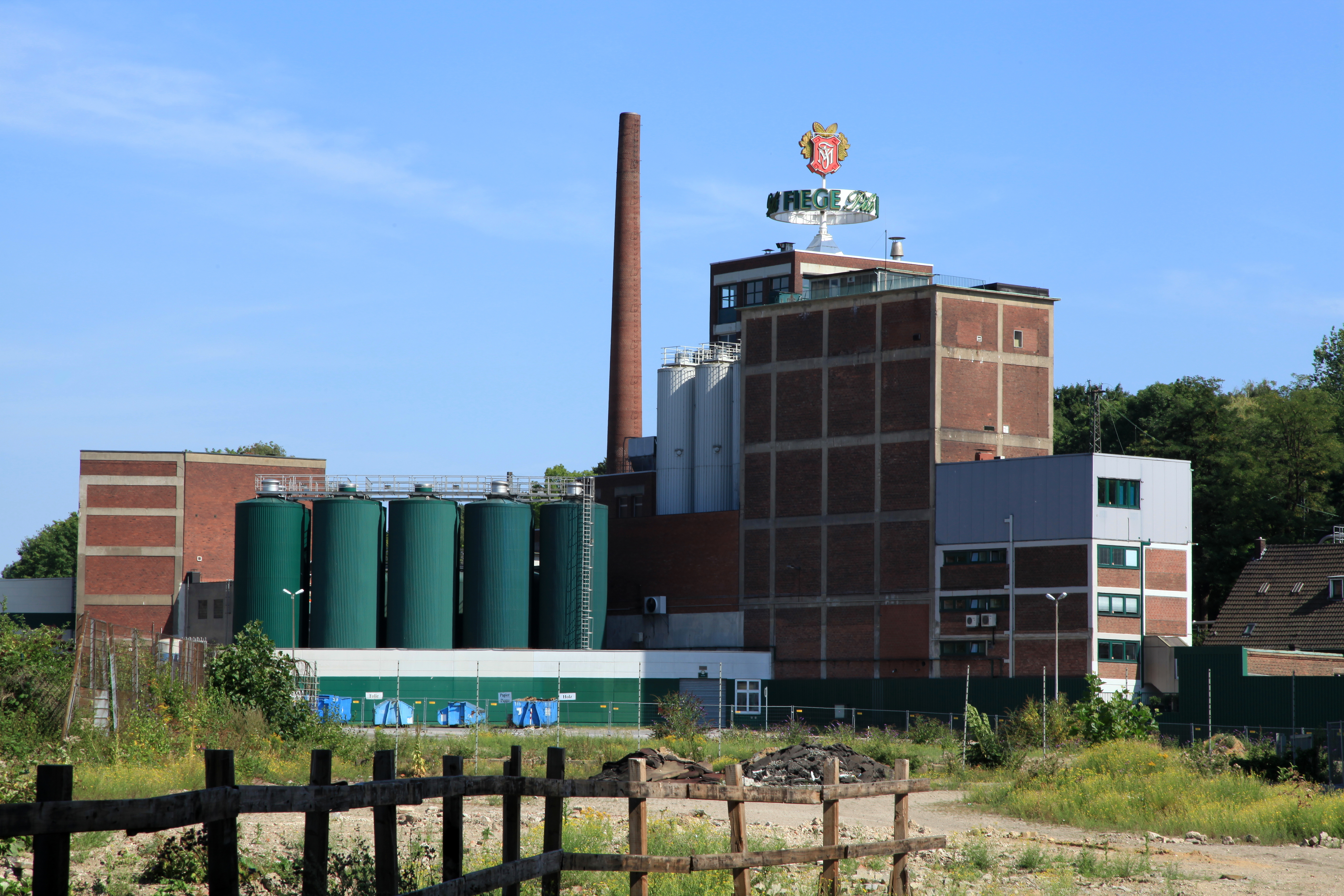
Privatbrauerei Moritz Fiege

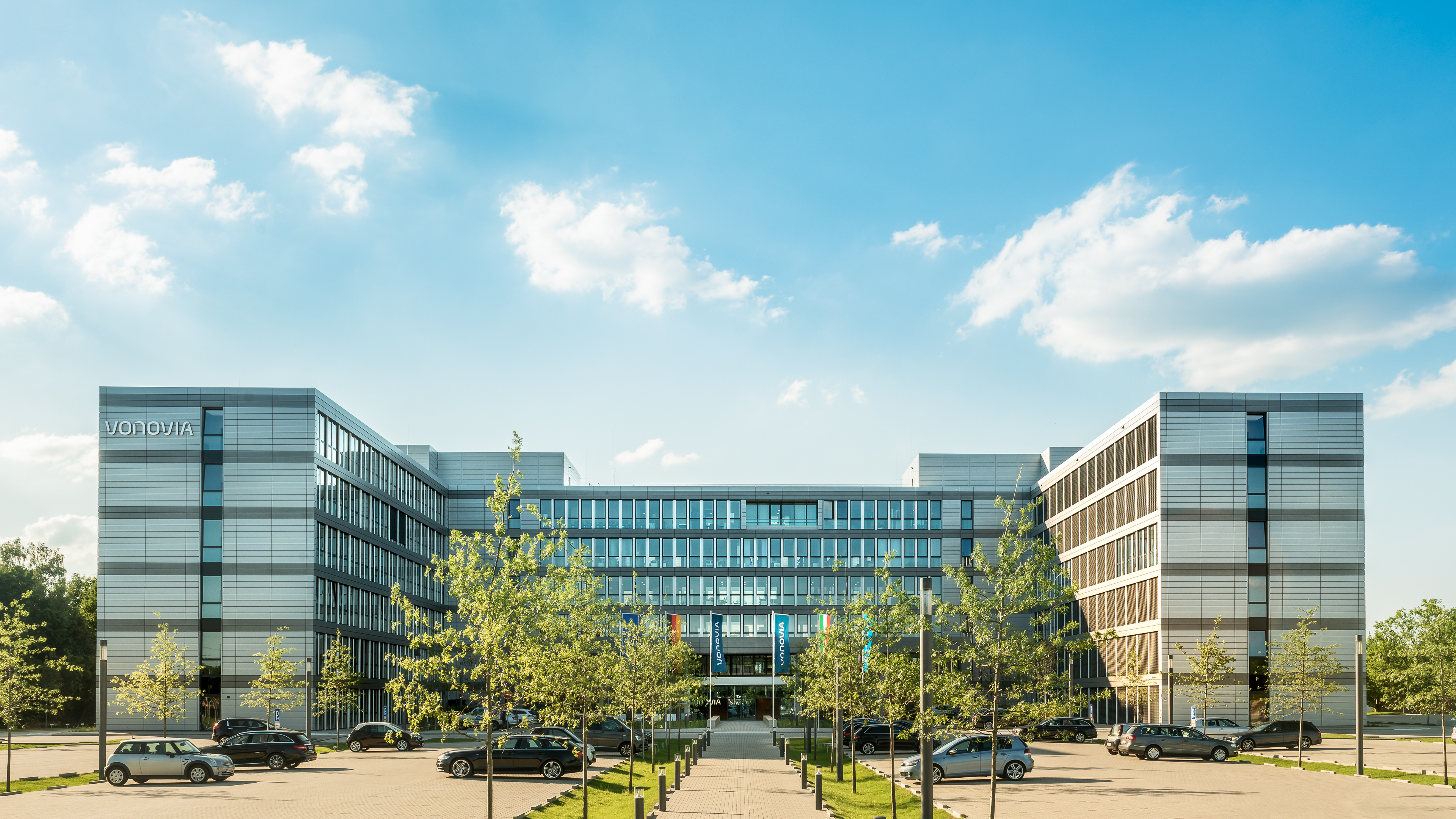
Vonovia-Hauptverwaltung

Die nächstgelegenen Flughäfen befinden sich in Dortmund (31 km) und Düsseldorf (47 km). Nach Düsseldorf bestehen mit ICE-, IC-, RE- und S-Bahnlinien direkte Verbindungen. Weitere Flughäfen in der Umgebung sind in Köln/Bonn, Münster/Osnabrück und Paderborn/Lippstadt; hinzu kommt der Flughafen Niederrhein.

### Ansässige Unternehmen

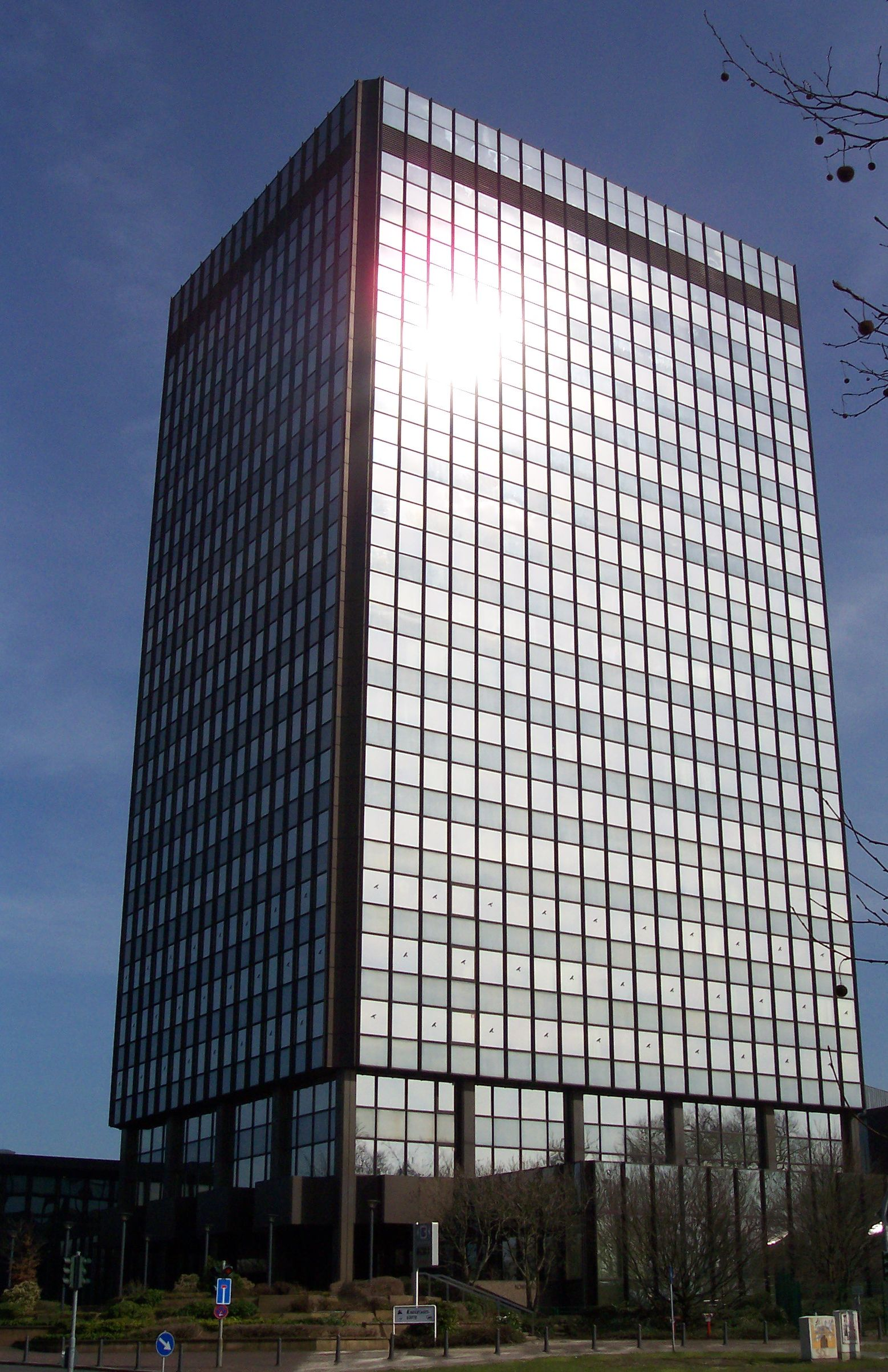
Knappschaft-Bahn-See Versicherung

- Aral AG (Hauptsitz) – ein Unternehmen der Deutsche BP AG
- Bochumer Eisenhütte Heintzmann GmbH & Co. KG (Hauptsitz) –  Bergbau, Tunnelbau und Wärmebehandlung
- Bochumer Verein Verkehrstechnik GmbH (Hauptsitz) – ehemaliger Konzernteil von ThyssenKrupp, vormals als Bochumer Verein der größte örtliche Betrieb, prägend für die Stadtentwicklung
- Bogestra (Hauptsitz) – Bochum-Gelsenkirchener Straßenbahnen AG, lokaler Nahverkehrsbetrieb
- Deutsches Anwaltsinstitut (Hauptsitz)[97]
- Deutsche Rentenversicherung Knappschaft-Bahn-See (Hauptsitz) – deutscher bundesunmittelbarer Sozialversicherungsträger
- Diakonie Ruhr – evangelisches Unternehmen in der Wohlfahrtspflege
- Doncasters Precision Castings – Hersteller von Legierungskomponenten für die Luftfahrt-, Raumfahrt-,  und Gasturbinenindustrie
- Dr. C. Otto & Comp. (Hauptsitz) – Feuerfeste Materialien, Bochumer Traditionsunternehmen
- Faber Lotto-Service (Unternehmenssitz) – Anbieter von Lotto-Spielgemeinschaften
- Fahrzeug-Werke Lueg (Hauptsitz) – einer der größten Mobilitätsanbieter in Deutschland und einer der wichtigsten Vertriebs- und Servicepartner der Mercedes-Benz Group und Daimler Truck AG
- G Data CyberDefense (Unternehmenssitz) – Anbieter von IT-Sicherheitslösungen. Bekanntes Produkt: G Data Antivirus
- GEA Refrigeration Technologies – Hersteller von Kältetechnik
- GLS Gemeinschaftsbank – Ökologische Bank mit Vorreiterrolle
- Gebr. Eickhoff Maschinenfabrik u. Eisengießerei GmbH – Bochumer Traditionsunternehmen im Maschinenbau
- Meteomedia GmbH (Hauptsitz) – privater Wetterdienst, deutsche Tochter der Schweizer Meteomedia AG
- Möbel Hardeck – Einrichtungshaus
- Opel Group Warehousing – Konzernteil der Opel Automobile GmbH
- Privatbrauerei Moritz Fiege – mittelgroße regionale Bierbrauerei in Familienbesitz
- Sparkasse Bochum – öffentlich-rechtliches Kreditinstitut
- Studienkreis GmbH – kommerzieller Anbieter von Nachhilfeangeboten mit rund 1.000 Standorten in Deutschland und im deutschsprachigen Ausland
- ThyssenKrupp – Stahlkonzern, betreibt ehemalige Anlagen des Bochumer Verein im MDAX
- Tiemeyer Gruppe (Hauptsitz) – einer der bundesweit größten Volkswagen-Händler
- Unicum-Unternehmensgruppe – Medienunternehmen
- United Cinemas International (UCI) – Deutsche Zentrale des Kinounternehmens
- USB Umweltservice Bochum GmbH – städt. Entsorger (100-prozentige Tochter der Stadtwerke Bochum)
- Volkswagen Infotainment – 100-prozentige Konzerntochter der Volkswagen AG mit Schwerpunkt der Entwicklung von Kommunikations- und Steuergeräten in den Autos
- Vonovia SE (ehemals Deutsche Annington Immobilien SE) (Unternehmenssitz) – Deutschlands größtes Immobilienunternehmen im DAX
- Viactiv BKK (Hauptsitz) – deutsche Betriebskrankenkasse

### Hochhäuser

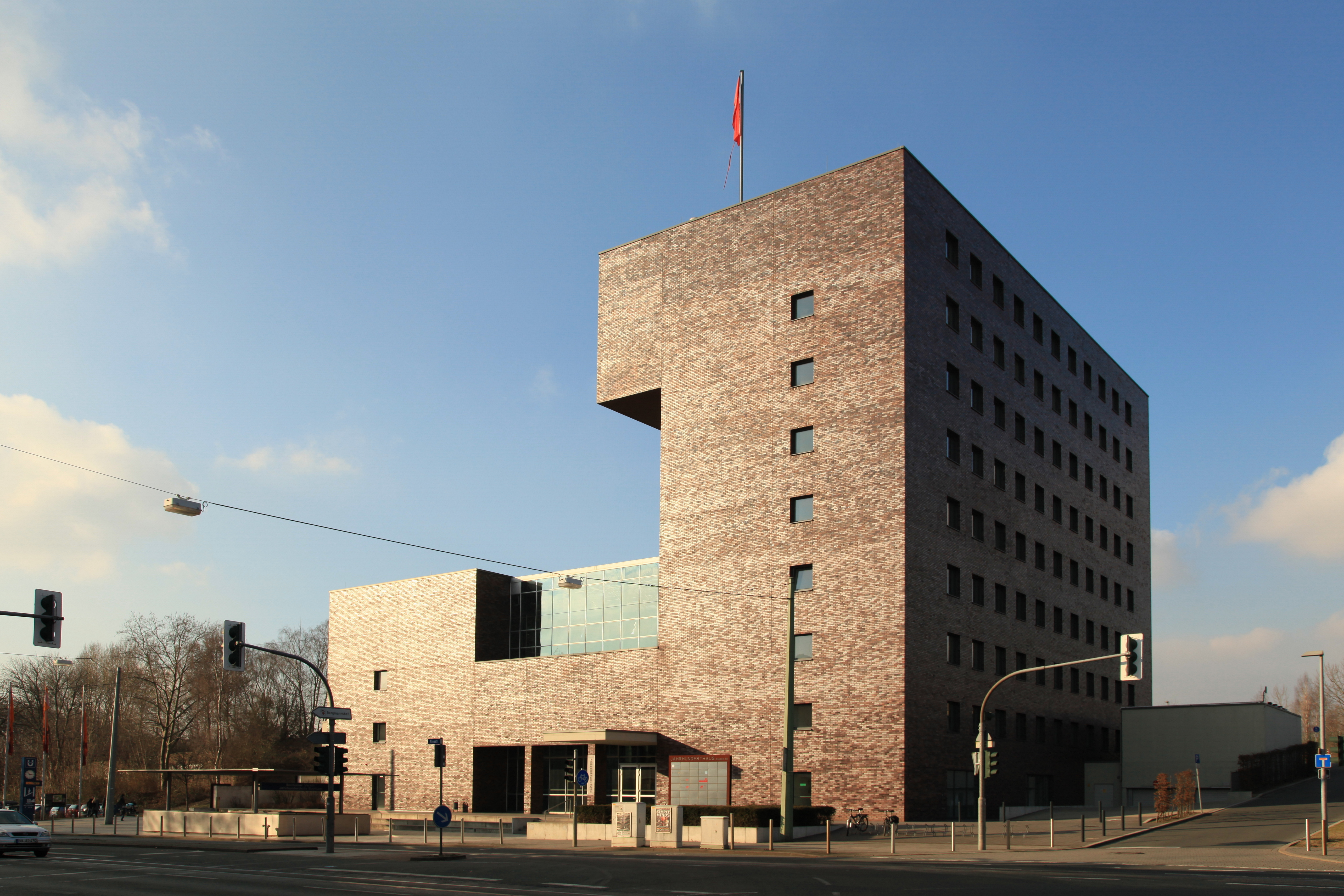
Jahrhunderthaus

Die meisten Hochhäuser konzentrieren sich auf den südlichen Stadtkern sowie zur Nähe der Ruhr-Universität im Stadtteil Querenburg.
1962 eröffnete im südlichen Stadtkern das Europahaus (60 Meter), das bis heute markant das Stadtbild prägt. Kurz darauf – 1971 bis 1975 – kamen vier weitere Gebäude dazu. Unter anderem das „Terrassen-Hochhaus“ (65 Meter), das bis heute höchste Wohngebäude Bochums und das Bominhaus (70 Meter) – Sitz der Deutschen Rentenversicherung Knappschaft-Bahn-See. Außerhalb des Bochumer Stadtrings und des Stadtteils Querenburg folgte auf der Entwicklungsachse Universitätsstraße im Jahre 2013 das Exzenterhaus mit 89 Metern – das höchste Gebäude der Region Mittleres Ruhrgebiet. In der Stadt stehen bereits eine breite Menge an über 50 Metern hohen Gebäuden.

### Medien

#### Zeitungen
Die Westdeutsche Allgemeine Zeitung (WAZ) erscheint mit einer eigenen Lokalausgabe. Die Ruhr Nachrichten (RN) stellten ihren Bochumer Lokalteil am 31. Oktober 2014 ein. Seitdem erscheint in Bochum die Dortmunder Ausgabe. Außerdem erscheint samstags das kostenlose Anzeigenblatt „Stadtspiegel“. Darüber hinaus gibt es verschiedene kostenlose Stadtteilmagazine, zum Beispiel „VorOrt“ (für Weitmar/Eppendorf, Linden/Dahlhausen, Altenbochum/Wiemelhausen), den „Stiepeler Boten“ und den „Ehrenfelder“. Eine Alleinstellung hat die kostenlose „Langendreerer Dorfpostille“, die 1981 im Zuge soziokultureller Zeitschriftengründungen (1976 „Guckloch“ später in „Prinz“ umbenannt, 1978 „Marabo“, 1982 „Terminal“, 1983 „coolibri“) ins Leben gerufen wurde. Sie realisiert noch heute ihr ursprüngliches Konzept einer politischen Gegenöffentlichkeit bezogen auf einen begrenzten lokalen Raum. An der Ruhr-Universität Bochum erscheint die älteste, kontinuierlich erscheinende Studentenzeitung im deutschsprachigen Raum, die Bochumer Stadt- & Studierendenzeitung (:bsz).

#### Hörfunk
Seit 1990 sendet „Radio Bochum“, ehemals „Ruhrwelle Bochum“, ein lokales Radioprogramm in Kooperation mit Radio NRW aus Oberhausen. Chefredakteurin ist Andrea Donat. Für den Bereich Sport zuständig ist Michael Ragsch. Moderatoren der Frühsendung sind Anuschka Fritzsche und Ansgar Borgmann. Kultcharakter hat Fußball-Reporter Günther Pohl („Tooor im Ruhrstadion“) erlangt.
Unter dem Namen Ruhrwelle ist der Sender gestartet, später wurde er in Radio 98.5 umbenannt. 98.5 Radio Bochum heißt er seit dem 24. Februar 2006.
Seit 1997 sendet „CT das radio“ ein lokales Radioprogramm auf der Frequenz 90 MHz. Es ist das Radio der Bochumer Hochschulen und war das erste Campusradio auf eigener Frequenz in NRW. Zuvor war „Radio c.t.“ ein Programmelement im Bürgerfunk der Ruhrwelle.

#### Onlinezeitungen und Blogs
Die ehemalige Onlinezeitung Mein Bochum beschäftigt sich fast ausschließlich, oft kontrovers, mit Lokalpolitik. Das nichtkommerzielle Projekt bo-alternativ informiert seit Oktober 1999 zum kulturellen, sozialen und politischen Leben in Bochum. Bochumschau.de publiziert wöchentlich Filmbeiträge über aktuelle Ereignisse und Geschichten aus Bochum. Ferner existiert mit ja-zu-bochum.de ein weiteres „City-Portal“, das hauptsächlich auf ein studentisches Publikum ausgerichtet ist. Ruhrbarone berichtet seit 2007 aus dem Revier und hat seit 2010 eine Printausgabe. Die Sportredaktion von westline.de bietet außerdem eine umfangreiche und tägliche Berichterstattung über den VfL Bochum.

#### Bochum in Film und Fernsehen
Bochum bietet auf dem gesamten Stadtgebiet ganz unterschiedliche Motive für Filmaufnahmen, daher wurden bisher unzählige Produktionen in Bochum gedreht, sowohl Fernsehserien, -reihen und spielfilme, als auch Kinofilme.
Kinofilme sind beispielsweise Sönke Wortmanns vielfach prämierte Produktion Das Wunder von Bern mit Peter Lohmeyer (u. a. gedreht im Eisenbahnmuseum Bochum), Ein Dichter in der Familie mit Tana Schanzara und Ernst Stötzner, Das Blaue vom Himmel mit Hannelore Elsner, Juliane Köhler und David Kross, Berlin 36 mit Karoline Herfurth und Thomas Thieme (u. a. diente das Rathaus Bochum im Film als „Haus des Sports“), Renn, wenn du kannst mit Robert Gwisdek sowie Jeder stirbt für sich allein mit Emma Thompson, Brendan Gleeson und Daniel Brühl (u. a. Dreharbeiten in den Innenhöfen des Rathauses). Im Film Abseitsfalle (u. a. gedreht im Westpark und in Arbeitersiedlungen) spielt auch die Handlung in einer in Bochum imaginär existierenden Waschmaschinenfabrik.
Als Motivgeber für Fernsehfilme ist unter anderem Dieter Wedels Vierteiler Der große Bellheim mit Mario Adorf, Will Quadflieg und Leslie Malton, zu nennen, für den als Drehort das Kaufhaus Kortum in der innenstädtischen FuZo Kortumstraße genutzt wurde.
Drei fiktive Kriminalserien hatten dem Handlungsort Bochum und Umgebung und wurden zum Teil hier gedreht: Heldt  lief 2013 bis 2021 für das ZDF. Im Jahr 2014 ermittelten Haferkamp und Koslowski für Das Erste. Die Serie Einstein wurde von 2017 bis 2019 in Sat.1 ausgestrahlt. Die Doku-Serie Toto & Harry in Sat. 1, welche an der Wirklichkeit angelehnt war, machte die zwei echte Polizisten bundesweit bekannt.
Die mit ihrem Hauptsitz in Bochum beheimatete Kinokette UCI nutzt gerne ihr Multiplexkino im Bochumer Einkaufszentrum Ruhrpark als Premierenkino. So hatte der Kinofilm Nicht mein Tag mit Moritz Bleibtreu, Anna Mühe und Ralf Richter hier seine Weltpremiere. Die Ruhrpottkomödie Bang Boom Bang wird als Kultfilm in dem genannten Kino seit Kinostart im Jahre 1999 dauerhaft gezeigt.
Im Dezember 2009 schaute die internationale Filmwelt auf Bochum, als unter größter Öffentlichkeit und internationalem Staraufgebot der Europäische Filmpreis in der Jahrhunderthalle verliehen wurde.
Es wird vor Ort auch etwas für den Nachwuchs getan: Die Schauspielschule Bochum, ehemals dem nach wie vor sehr renommierten Schauspielhaus Bochum angeschlossen, nun ein Studiengang der Folkwang-Universität, hat seit ihrer Gründung namhafte Absolventen, die bundesweit an den Theatern spielen und prominent in Film und Fernsehen besetzt sind. Die Schule hat neue Räumlichkeiten im ehemaligen Thürmer-Saal nahe dem Hauptbahnhof.
Seit 2011 ist Bochum zusätzlich der einzige Standort einer Ausbildungsstätte des SAE Institute im Ruhrgebiet.
Das Bochumer Amt für Wirtschaftsförderung arbeitet als Locationscout und hilft Filmproduktionen schnell und unkompliziert mit Drehgenehmigungen und Infrastruktur.
Das Blicke – Filmfestival des Ruhrgebiets ist in Bochum beheimatet.
Der landesweite TV-Lernsender nrwision bündelt in seiner Mediathek Fernsehsendungen über Bochum bzw. von Fernsehmachern aus Bochum.

### Öffentliche Einrichtungen
- Stadtwerke Bochum

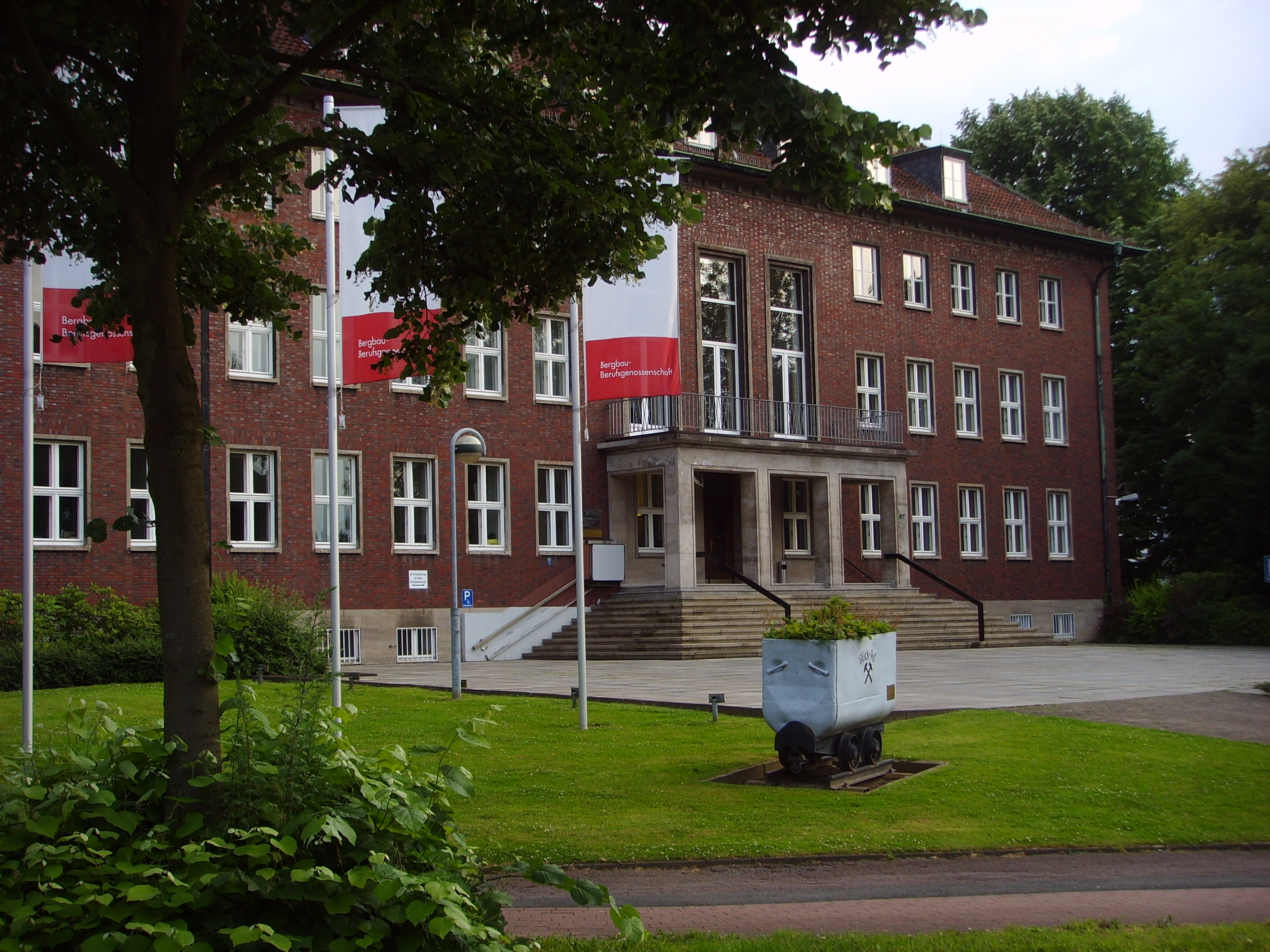
Bezirksdirektion Bochum
BG RCI

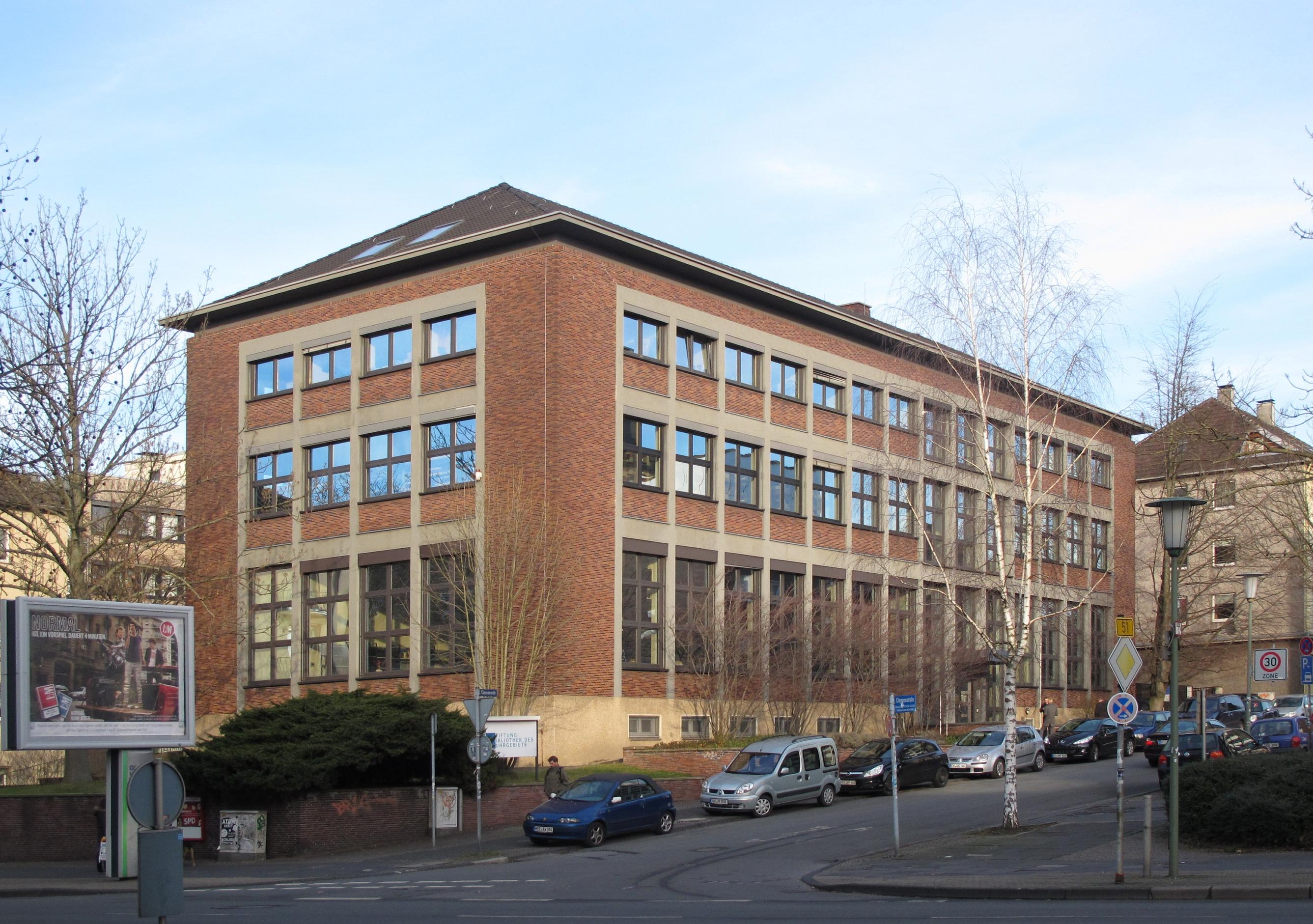
Stiftung Bibliothek des Ruhrgebiets

- Zentrum für Digitale Souveränität der Öffentlichen Verwaltung (ZenDiS)
- Berufsgenossenschaft für Gesundheitsdienst und Wohlfahrtspflege – BGW
- Berufsgenossenschaft Rohstoffe und chemische Industrie – BG RCI
- Deutsche Rentenversicherung Knappschaft-Bahn-See – Hauptverwaltung
- Industrie- und Handelskammer im mittleren Ruhrgebiet zu Bochum – Kammerbezirk: Kreisfreie Städte Bochum und Herne sowie die Städte Hattingen und Witten des Ennepe-Ruhr-Kreises
- Stadtbücherei Bochum
- Bibliothek des Ruhrgebiets / Das Haus der Geschichte des Ruhrgebiets
- Volkshochschule (VHS) Bochum
- Landgericht Bochum
- Amtsgericht Bochum
- Arbeitsgericht Bochum

### Gesundheitswesen
Mehrere Krankenhäuser liegen in der Innenstadt, während sich andere in den ehemaligen Gemeinden und heutigen Stadtteilen befinden. Einige von ihnen gehören dem 2008 aus dem ehemaligen Bochumer Modell hervorgegangenen Universitätsklinikum der Ruhr-Universität Bochum an.

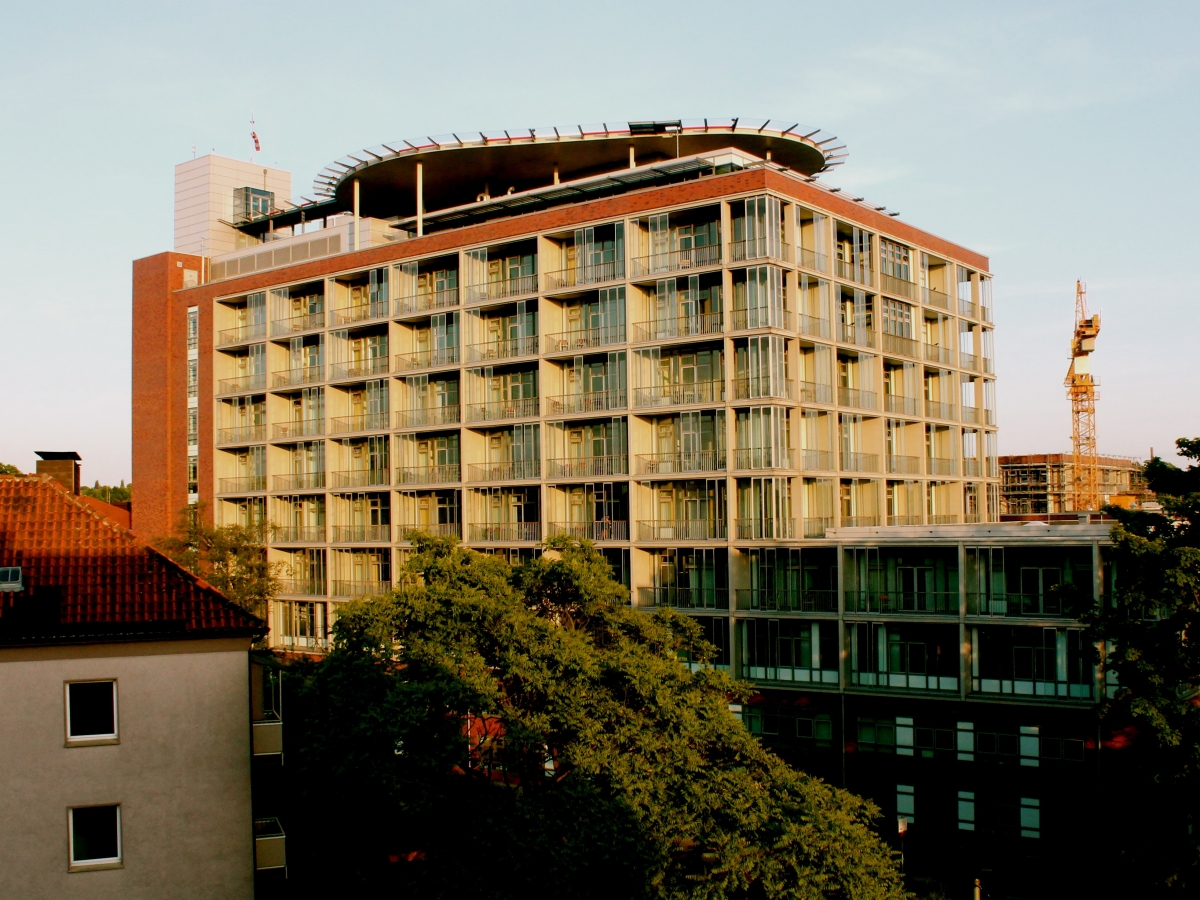
Das Universitätsklinikum Bergmannsheil

- Berufsgenossenschaftliches Universitätsklinikum Bergmannsheil (Universitätsklinikum)
- Knappschaftskrankenhaus Bochum-Langendreer (Universitätsklinikum)
- St. Josef-Hospital Bochum (Universitätsklinikum)
- St. Josefs-Hospital Bochum-Linden
- St. Elisabeth-Hospital Bochum (Universitätsklinikum)
- Augusta-Kranken-Anstalt
- Zentrum für Psychiatrie (Universitätsklinikum)
- Klinik für Kinder- und Jugendmedizin (Universitätsklinikum)
- Martin-Luther-Krankenhaus
- Marien-Hospital Wattenscheid
- St. Maria-Hilf-Krankenhaus, Bochum-Gerthe

Die Stadt Bochum engagiert sich seit einigen Jahren stark für die Entwicklung der Gesundheitswirtschaft. Ein wesentlicher Aspekt hierbei ist die Entwicklung des Bochumer Gesundheitscampus, der sich in den Gesundheitscampus NRW mit verschiedenen Einrichtungen des Landes NRW und den Gesundheitscampus Bochum als Gewerbepark aufteilt. Die Agentur GesundheitsCampus Bochum soll den Bochumer Gesundheitssektor stärken und Unternehmen optimale Rahmenbedingungen bieten, um innovative Versorgungslösungen zu entwickeln und zum Einsatz zu bringen.

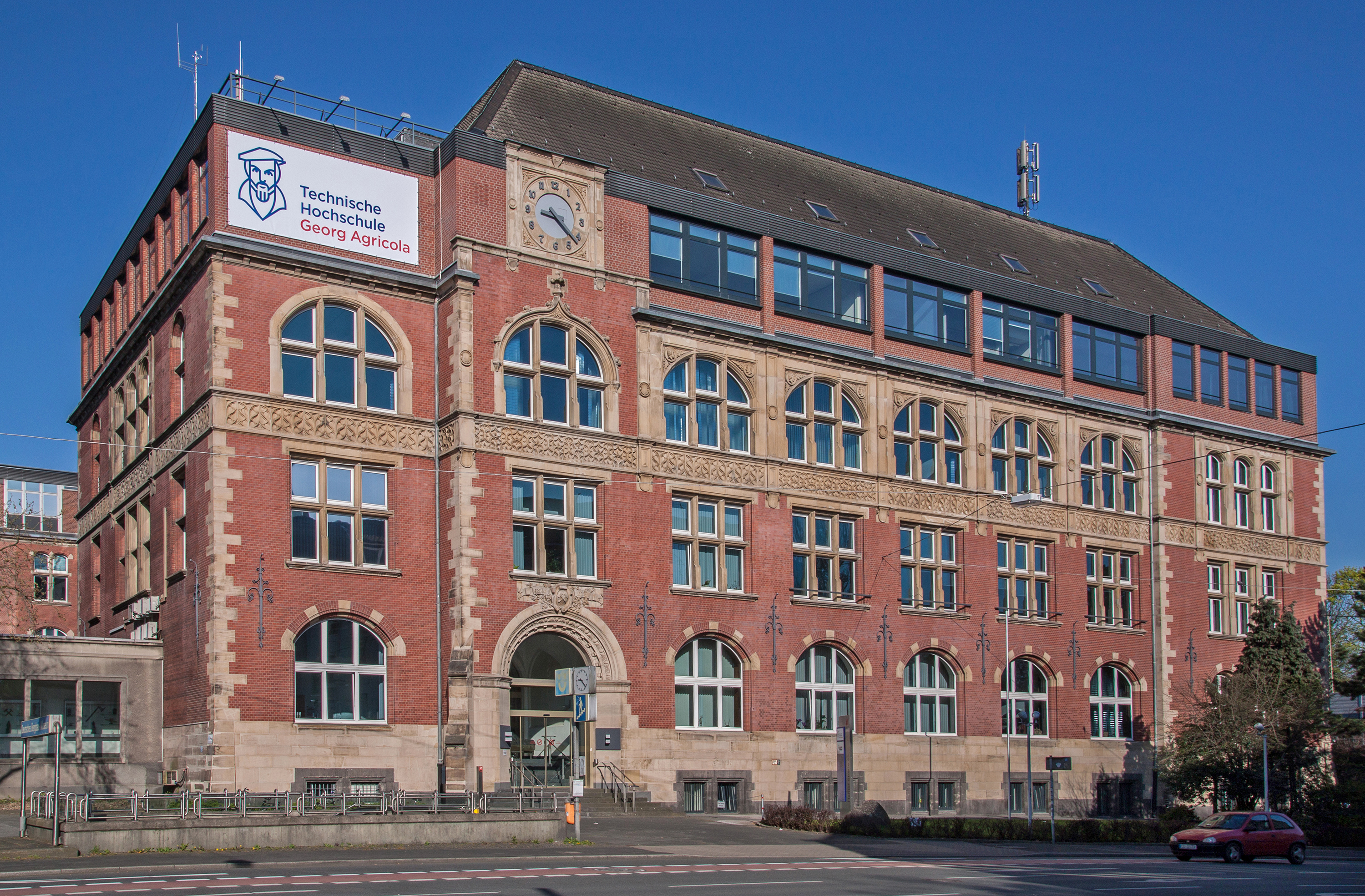
Hauptgebäude der THGA Bochum

### Hochschulen

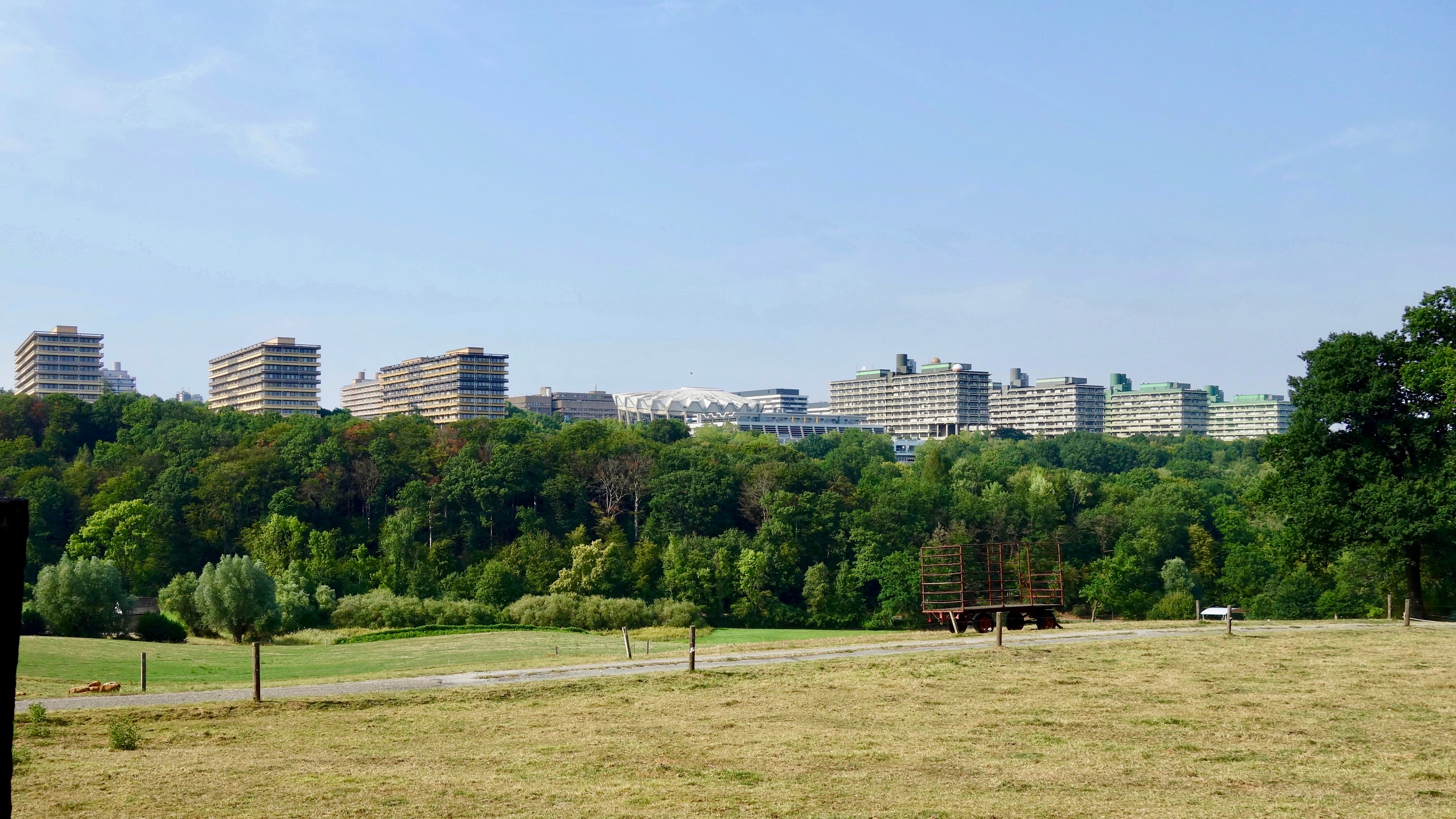
Blick auf die Ruhr-Universität vom südlich gelegenen Stadtteil Stiepel aus

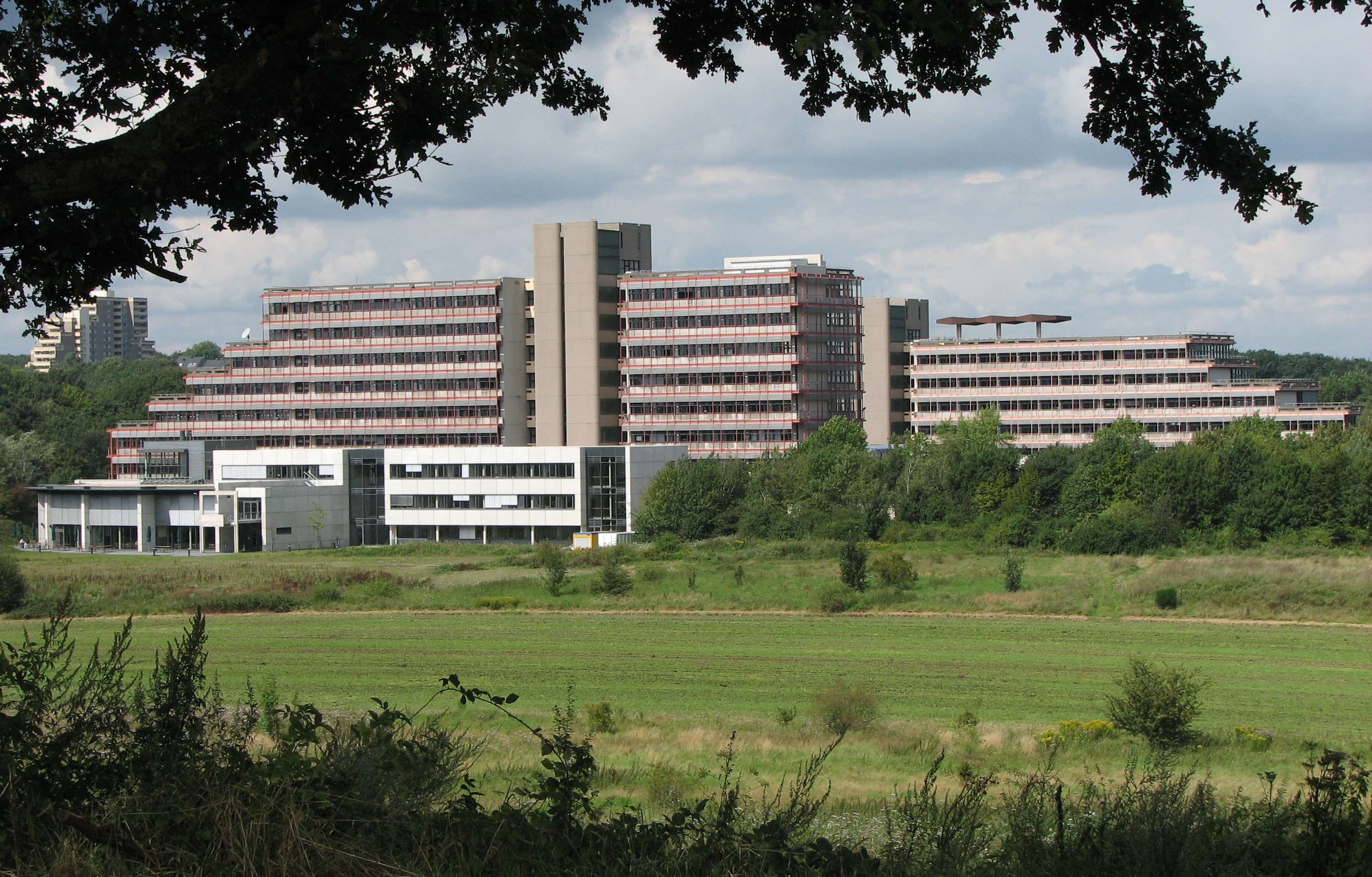
Hochschule Bochum

In Bochum befinden sich die folgenden neun Hochschulen oder Außenstellen von Hochschulen:
- Ruhr-Universität Bochum, die größte Campus-Universität Deutschlands, gegründet 1965
- Hochschule Bochum, gegründet 1972 aus mehreren Vorgängereinrichtungen, darunter die Staatliche Ingenieurschule für Maschinenwesen, die Staatliche Ingenieurschule für Bauwesen Recklinghausen und die Höhere Wirtschaftsschule Bochum. Die vormalige Hochschule für Gesundheit am Gesundheitscampus fusionierte zum 1. Januar 2025 mit der Hochschule.
- Technische Hochschule Georg Agricola – Die Hochschule geht zurück auf die 1816 gegründete Bochumer Bergschule. 1971 wurde die Fachhochschule Bergbau errichtet, die 1990 in die Trägerschaft der Deutschen Montan Technologie-Gesellschaft für Lehre und Bildung mbH (DMT-LB) überführt wurde. Seit 2016 trägt die Hochschule ihren heutigen Namen.[104]
- Evangelische Hochschule Rheinland-Westfalen-Lippe – Die 1971 staatlich anerkannte Fachhochschule geht auf mehrere kirchliche und diakonische Einrichtungen zurück.
- EBZ Business School – Die 2008 gegründete private Fachhochschule[105] geht auf das Europäische Bildungszentrum der Wohnungs- und Immobilienwirtschaft zurück.
- Der Fachbereich Sozialversicherung der Fachhochschule des Bundes für öffentliche Verwaltung in Brühl besitzt, neben seinem Hauptsitz in Berlin, auch einen Sitz in Bochum (bei der Deutschen Rentenversicherung Knappschaft-Bahn-See).
- Schauspielschule Bochum – Die ehemalige Westfälische Schauspielschule ist seit 1. Januar 2000 der Folkwang Universität der Künste angeschlossen.
- Im Gebäude der Verwaltungs- und Wirtschaftsakademie befindet sich ein Studienzentrum der FOM Hochschule für Oekonomie & Management.

### Schulen
In Bochum gibt es unter anderem 42 Grundschulen, sieben Förderschulen, verschiedene weiterführende Schulen sowie 6 berufsbildende Schulen (Berufskollegs).
An der Musikschule Bochum werden derzeit ungefähr 7.000 Schüler unterrichtet.

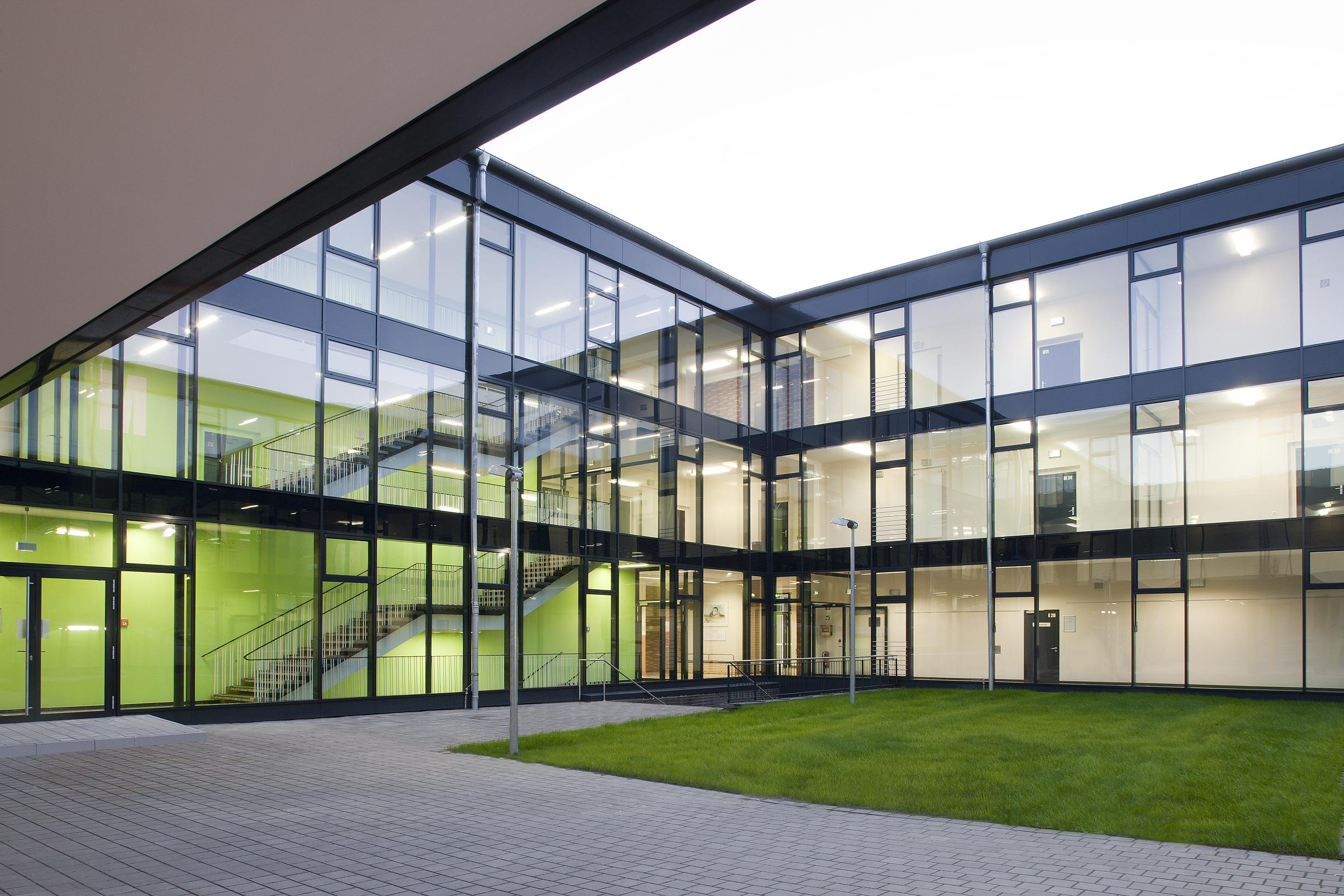
Klaus-Steilmann-Berufskolleg, benannt nach dem Textilunternehmer Klaus Steilmann aus Wattenscheid
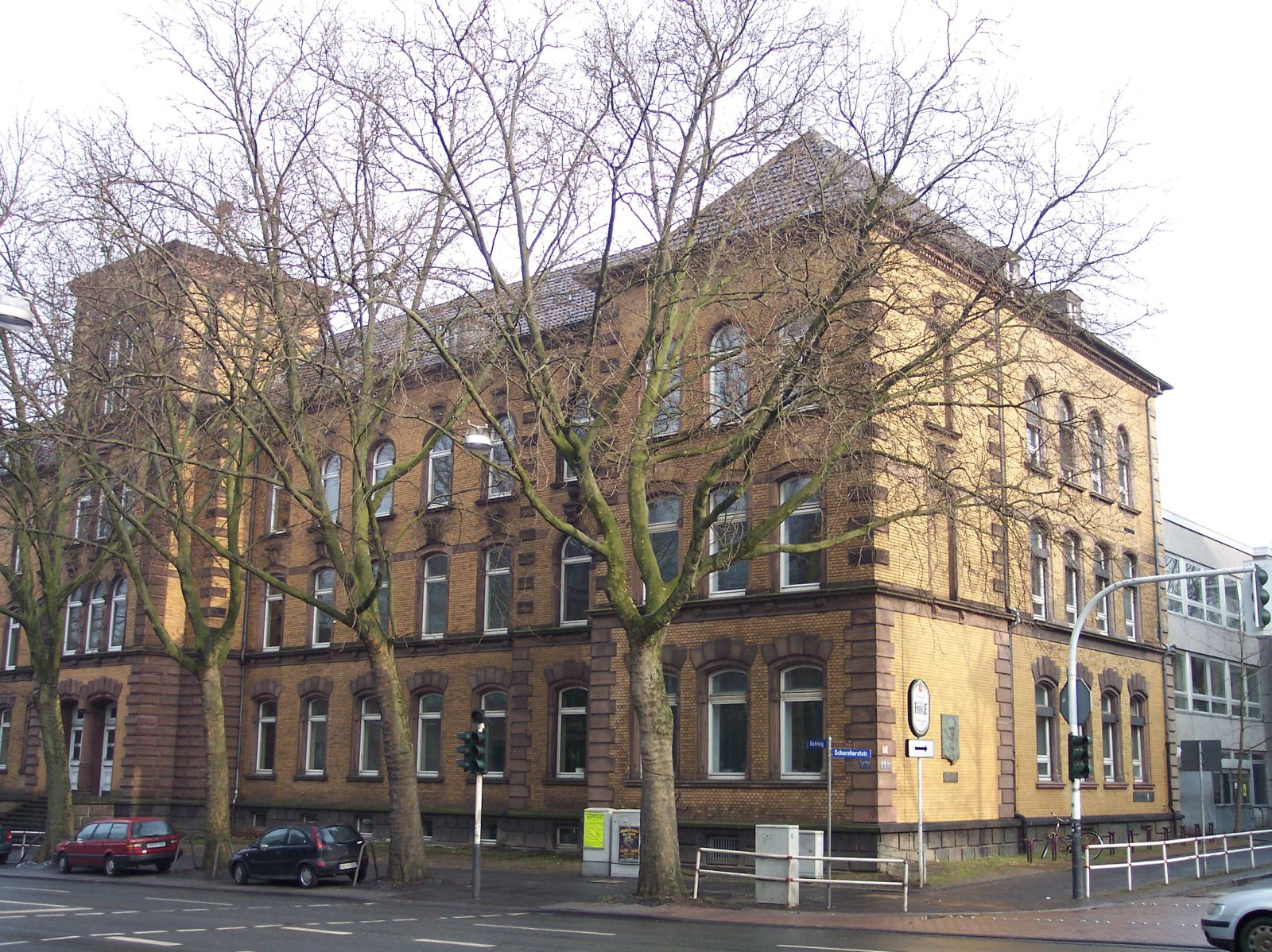
Gymnasium am Ostring, Schule des Nobelpreisträgers Manfred Eigen, heute Justizzentrum Bochum
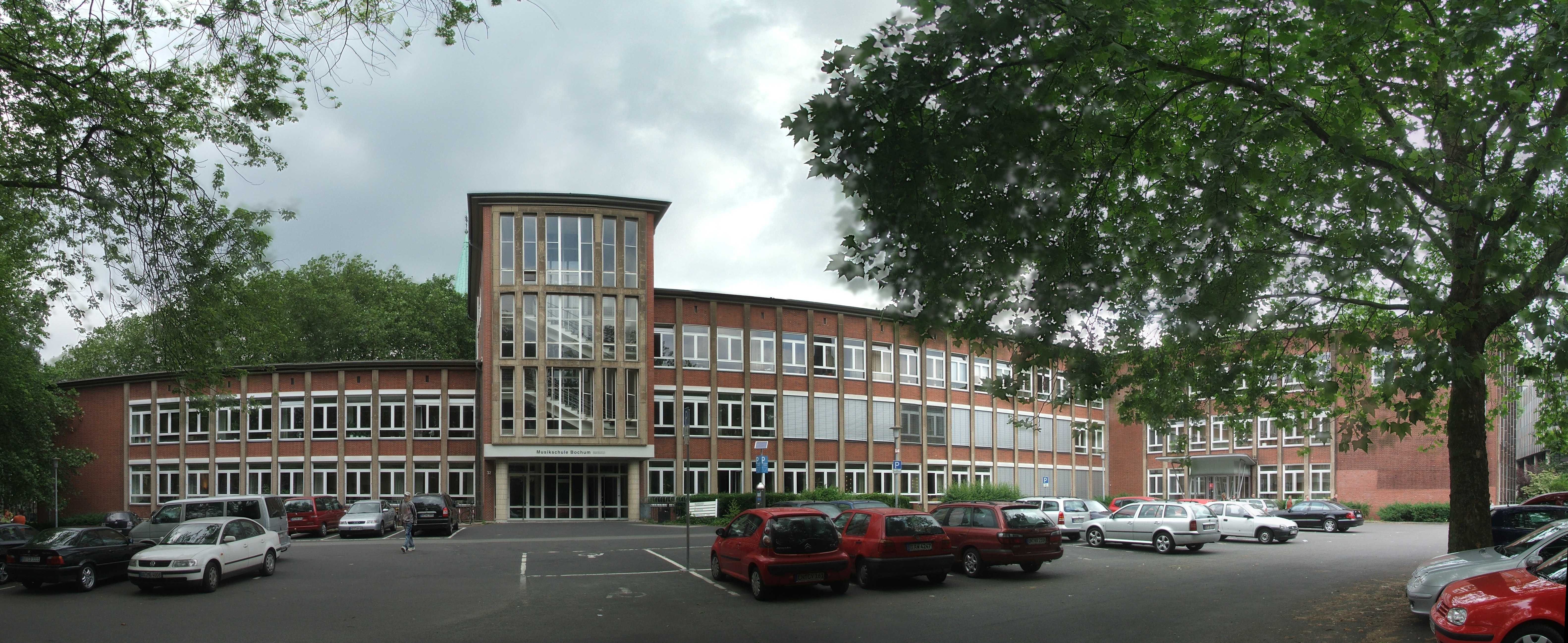
Gebäude der 1967 gegründeten Musikschule Bochum, eine der größten Deutschlands

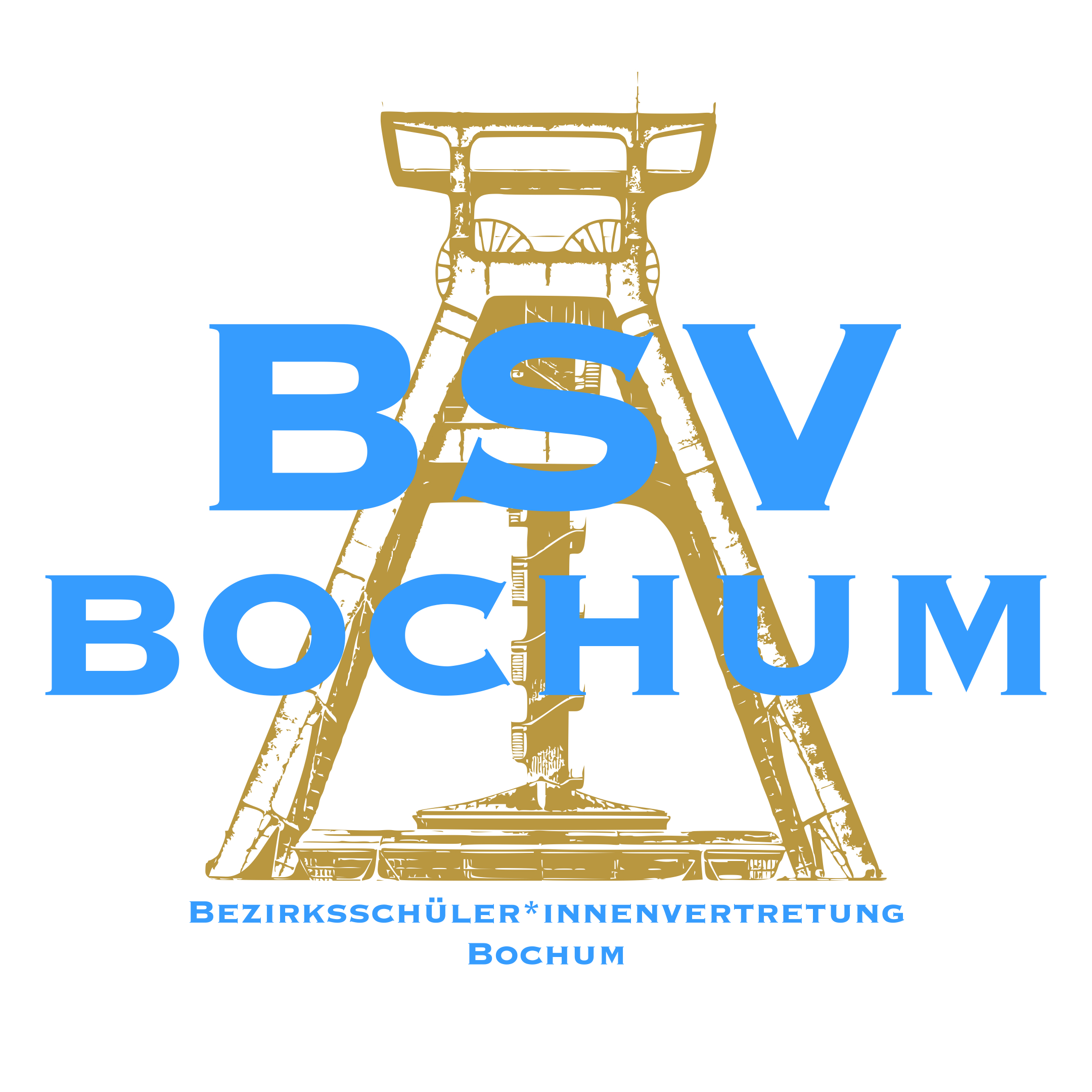
Logo der BSV Bochum

Die Bezirksschülervertretung Bochum (kurz BSV Bochum, Eigenschreibweise Bezirksschüler*innenvertretung) ist die am 21. Januar 2011 gegründete Interessenvertretung aller rund 35.000 Schüler der kreisfreien Stadt Bochum. Grundlage der Arbeit ist das Schulgesetz des Landes NRW sowie die Satzung der BSV Bochum. Die BSV Bochum ist eine Institution der Stadt Bochum und vom Regierungspräsidenten Düsseldorf anerkannt und setzt sich auf lokaler Ebene für schul- und bildungspolitische Belange ein.
Sie besteht aus folgenden Organen:
- Bezirksdelegiertenkonferenz
- Bezirksvorstand
- Bezirkssekretariat
- Arbeitskreise

Die Bezirksdelegiertenkonferenz ist das höchste beschlussfassende Organ der BSV Bochum. Sie ist öffentlich und tagt zwei- bis dreimal im Jahr und beschließt das Arbeitsprogramm. Zur BDK werden von den Bochumer Schulen Bezirksdelegierte entsandt. Auf der letzten BDK im Schuljahr findet die Vorstandswahl statt. Bei dieser werden die Vorstandsmitglieder und die drei Bochumer Delegierten für die Landesdelegiertenkonferenz der LandesschülerInnenvertretung Nordrhein-Westfalen|LSV NRW gewählt.
Der Bezirksvorstand ist für die laufenden Geschäfte der BSV Bochum zuständig. Zum Tagesgeschäft gehören die Beantwortung von Presseanfragen, das Verfassen von Pressemitteilungen, die Organisation von Kooperationen und die Zusammenarbeit mit der Stadt Bochum. Außerdem organisiert er die BDKen. Das Bezirkssekretariat arbeitet ehrenamtlich und nach Weisung des Vorstandes. Es unterstützt den Vorstand operativ und organisiert die Kommunikation des BeVos. Die Arbeitskreise bilden die operative Ebene des BSV Bochum. Der Bezirksvorstand kann zu bestimmten Themen Arbeitskreise einberufen, die sich sowohl aus Mitgliedern des Bezirksvorstandes als auch aus Externen zusammensetzen können.

## Persönlichkeiten
Zu bekannten gebürtigen und mit der Stadt Bochum verbundene Persönlichkeiten gehören verschiedene Personen aus Kunst und Kultur, Militär, Politik Religion, Sport, Wirtschaft und Wissenschaft. Eine vollständige Liste, inklusive Bürgermeister und Ehrenbürger, findet sich im Hauptartikel.

### Allgemeines
- Uli Auffermann: Bochum-Stadtwanderführer: 20 Touren. Wartberg Verlag, April 2013, ISBN 978-3-8313-2334-0.
- Uli Auffermann: Unsere Kindheit in Bochum. Aufgewachsen in den 60er & 70er Jahren. Wartberg Verlag, März 2008, ISBN 978-3-8313-1846-9.
- Die Bau- und Kunstdenkmäler von Westfalen. Band 17: Bochum Stadt. Schoeningh, Münster 1906 online im Internet Archive.
- Bochum – Daten und Fakten für die Wirtschaft 2010, Stadt Bochum / Wirtschaftsförderung, PDF auf der Website der Stadt Bochum.
- Bochumer Bekannte – Porträts: Bd. 1 (2002, mit Dariusz Wosz, Frank Goosen, Christof Wackernagel, Dietrich Grönemeyer), ISBN 3-928781-81-2, Band 2 (2003, mit Armin Rohde, Hennes Bender), ISBN 3-928781-82-0, Band 3 (2004, mit Hugo Ernst Käufer, Chris Hopkins), ISBN 3-928781-83-9.
- Grundriss zur deutschen Verwaltungsgeschichte 1815–1945, hrsg. von Walther Hubatsch, Band 8: Westfalen. Marburg an der Lahn, 1980.
- Tobias Haucke, Timo Rieg (Hrsg.): Bochumer Lokalrunde – gewusst, geraten, gewonnen: 1080 Quiz-Fragen. Bochum 2002, ISBN 3-928781-99-5.
- Tobias Haucke, Robert Gorny: Bochumer Szenenwechsel – Bilder und Erinnerungen aus 5 Jahrzehnten Stadtgeschichte. Biblioviel-Verlag, Bochum 2003, ISBN 3-928781-90-1.
- Thorsten Klagges: Bochum: Trotz Cholera, Krieg und Krisen. Eine kleine illustrierte Stadtgeschichte. 2000, ISBN 3-89570-696-5.
- Wilhelm Herbert Koch: Bochum dazumal. Droste, Düsseldorf 1974, ISBN 3-7700-0372-1.
- Norbert Kozicki: Aufbruch im Revier. 1968 und die Folgen. Essen 1993, ISBN 3-88474-063-6.
- Stefan Pätzold: Bochum. Kleine Stadtgeschichte, Pustet, Regensburg 2017, ISBN 978-3-7917-2929-9.
- Axel Schäfer, Norbert Konegen, Hans H. Hanke (Hrsg.): Bochum entdecken. 20 Stadtteilrundgänge durch Geschichte und Gegenwart. Klartext, Essen 2010, ISBN 978-3-89861-735-2.
- Heinrich Schoppmeyer: Stadtmappe Bochum. Dortmund-Altenbecken 2004, ISBN 3-89115-168-3.
- Th. Sprenger, H. Schmitz (Hrsg.): Bochum, Stern des Ruhrgebiets. Beleke, Essen 2003, ISBN 3-922785-79-4.
- Ludger Tewes: Mittelalter im Ruhrgebiet Siedlung am westfälischen Hellweg zwischen Essen und Dortmund, Verlag Schöningh, Paderborn 1997, ISBN 3-506-79152-4.
- Johannes V. Wagner, Monika Wiborni (Hrsg.): Bochum. 2003, ISBN 3-8313-1036-X.
- Westfälischer Städteatlas; Band VIII; 1 Teilband. Im Auftrage der Historischen Kommission für Westfalen und mit Unterstützung des Landschaftsverbandes Westfalen-Lippe, hrsg. von Heinz Stoob † und Wilfried Ehbrecht.
- Westfälisches Städtebuch. Band III/2 (= Teilband aus „Deutsches Städtebuch. Handbuch städtischer Geschichte – Im Auftrage der Arbeitsgemeinschaft der historischen Kommissionen und mit Unterstützung des Deutschen Städtetages, des Deutschen Städtebundes und des Deutschen Gemeindetages“, hrsg. von Erich Keyser). Stuttgart 1954
- Irmtraud-Dietlinde Wolcke: Die Entwicklung der Bochumer Innenstadt; zugl. Kiel, Univ., Diss., 1966 (= Schriften des Geographischen Instituts der Universität Kiel. Bd. 28, H. 1, 1968).  s. a. UB Frankfurt/M
- Hundertsieben Sachen – Bochumer Geschichte in Objekten und Archivalien / Ingrid Wölk (Hrsg.). Essen: Klartext, 2017, ISBN 978-3-8375-1869-6.
- Ingrid Wölk: Die Synagoge brannte schon lichterloh. Täter und Opfer der Pogromnacht in Bochum. Acht Seiten, Vortrag am 9. November 1998 im Stadtarchiv Bochum.